# ذئب رمادي
الذئب الرمادي أو الذئب المألوف (الاسم العلمي: Canis lupus)، الذي يُعرف أيضًا بأسماء متعددة مثل ذئب الغياض، الذئب الأشهب، الذئب الأشيب، أو مجرد «الذئب» في معظم لغات العالم، هو أكبر الأعضاء البريّة من فصيلة الكلبيات. تُظهر المستحثات (الأحافير) أن الذئاب الرمادية عاشت على وجه الأرض منذ ما يُقارب 300,000 سنة، أي عند نهاية العصر الحديث الأقرب، وبهذا فهي تُعتبر إحدى الحيوانات الناجية من حادثة الانقراض الجماعي التي وقعت في أواخر العصر الجليدي الأخير. أظهرت دراسات سلسلة الحمض النووي والانحراف الوراثي، أن الذئب الرمادي يتشارك سلفًا مشتركًا والكلاب المستأنسة (Canis lupus familiaris). وعلى الرغم من التساؤل حول مصداقية بعض جوانب هذا الاستنتاج العلمي، إلا أن أغلبية الأدلة المتوافرة تؤكد صحة ما توصلت إليه هذه الدراسات. قام العلماء بتحديد عدد من نويعات الذئب الرمادي عبر السنين، إلا أن العدد الفعلي لها ما زال موضع نقاش. تُعتبر الذئاب مفترسة رئيسية أو عماديّة في النظم البيئية التي تقطنها، وعلى الرغم من أنها لا تتأقلم مع وجود البشر في المناطق التي تسكنها، على العكس من الكلبيات الأخرى الأقل تخصصا منها، فإنها قادرة على العيش في عدد من المساكن ذات البيئية المختلفة، مثل: الغابات المعتدلة، الصحاري، الجبال، التندرا، التايغا، الأراضي العشبية، وبعض المناطق الحضرية.
كانت الذئاب الرمادية واسعة الانتشار قديمًا في جميع أنحاء أوراسيا وأمريكا الشمالية، أما اليوم فهي تقطن جزء صغيرًا من موطنها السابق بسبب تدمير مواقع سُكناها بالدرجة الأولى، العائد إلى الزحف البشري إلى المناطق التي تتخذ منها الذئاب موطناً، وما ينجم عن ذلك من احتكاك بينها وبين الإنسان، الأمر الذي يؤدي في نهاية المطاف إلى استئصال الجمهرة المحلية منها. إلا أنه على الرغم من ذلك، فإن الجمهرة العالمية، أو النوع ككل، يُعتبر غير مهدد بالانقراض وفقا للاتحاد العالمي للحفاظ على الطبيعة. تحظى الذئاب الرمادية اليوم بالحماية في بعض المناطق، وتُصاد للترفيه في بعض المناطق الأخرى، أو تُضطهد وتُقتل دون هوادة في أماكن معينة بسبب اعتبارها خطرا يُهدد المواشي المستأنسة والحيوانات المنزلية.
تظهر الذئاب في ثقافة وميثولوجيا الشعوب التي تعايشت وإياها عبر الزمن، بالمظهر الإيجابي والسلبي على حد سواء، وفق النظرة الخاصة بكل شعب على حدة.

## الفيزيولوجيا

### المواصفات الجسدية
تختلف أحجام وأوزان الذئاب بشكلٍ كبير عبر موطنها، إلا أن كليهما يزيد كلّما كانت النويعة تقطن إلى الشمال أكثر، كما تنص «قاعدة برغمان». يترواح ارتفاع الذئب بين 0.6 إلى 0.95 متراً (24 إلى 37 إنشاً) إجمالاً، أما وزنه فيظهر فيه الاختلاف بشكل أوضح، فالذئاب الأوروبية يصل معدل وزنها إلى 38.5 كيلوغرامات (85 رطلاً)، وذئاب أمريكا الشمالية تصل إلى 36 كيلوغراماً (79 رطلاً)، أما الذئاب العربية والهندية فيصل معدل وزنها إلى 25 كيلوغراماً (55 رطلاً). تمّ توثيق وجود بعض الأفراد الفريدة من هذه الحيوانات والتي وصلت زنتها إلى 77 كيلوغراماً (170 رطلاً) في ألاسكا، كندا، والإتحاد السوفياتي سابقاً. قُتل أثقل ذئب عُثر عليه يوماً في العالم الجديد بتاريخ 12 يوليو 1939، في منطقة «نهر السبعين ميل» (بالإنجليزية: Seventy Mile River) بشرقي وسط ألاسكا، وقد وصل وزنه إلى 79 كيلوغراماً (170 رطلاً)، أما أثقل ذئب تمّ توثيق وجوده في العالم القديم فقد قُتل بعد نهاية الحرب العالمية الثانية في منطقة «كوبلياكي» (بالأوكرانية: Кобеляки) في إقيليم «بولتافا أوبلاست» (بالأوكرانية: Полтавська область) بأوكرانيا السوفياتية، ووصل وزنه إلى 86 كيلوغراماً (190 رطلاً). الذئاب الرمادية حيوانات مثنوية الشكل جنسيّاً، حيث تزن الإناث من أي نويعة أو جمهرة 20% أقل من وزن الذكر، كما تملك خطوماً وجباه أكثر ضيقاً؛ وقوائم فرويّة أقصر وأكثر نعومة، وأكتاف أقل ضخامة. يتراوح طول الذئاب الرمادية من الأنف إلى طرف الذيل، الذي يُشكل طوله ربع طول إجمالي الجسد، بين 1.3 أمتار إلى مترين (4.3 إلى 6.6 أقدام).

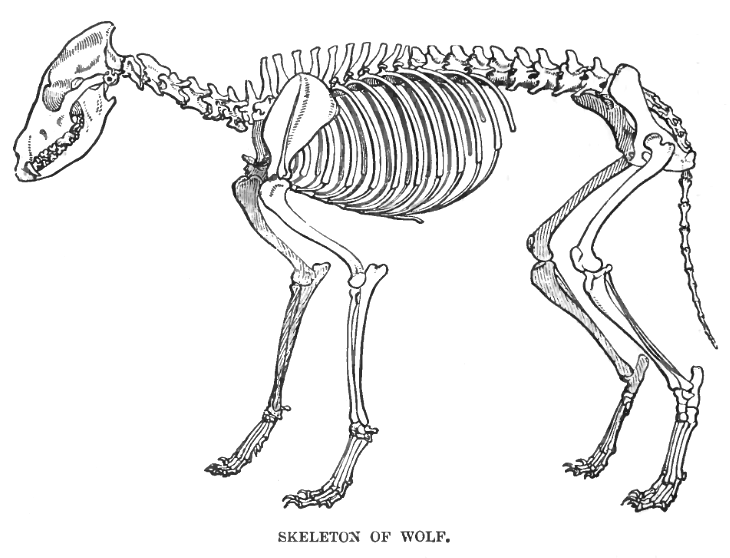
الهيكل العظمي للذئب الرمادي.

تعتمد الذئاب الرمادية على قدرتها الاحتمالية عوضاً عن سرعتها عند الصيد، حيث أن صدورها الضيقة وظهورها وقوائمها القويّة تسهل عليها الحركة بفعالية. والذئاب قادرة على اجتياز مسافات شاسعة عن طريق الخبو بسرعة 10 كيلومترات في الساعة (6 أميال في الساعة)، ويُعرف بأن سرعتها تصل إلى حدود 65 كيلومتراً في الساعة (40 ميلاً في الساعة) خلال مطاردتها لطريدتها. كما تمّ توثيق حالة قامت فيها إحدى إناث الذئب الرمادي بالقفز على بعد 7 أمتار (23 قدماً) عندما كانت تطارد فريستها.
تصلح أكفّ الذئاب للتنقّل فوق أنواع مختلفة من الأراضي وخصوصاً فوق الثلوج، كما أن لها شريطاً منسوجاً خفيفاً بين كل إصبع ليساعدها على التنقل فوق الثلج بشكلٍ أسهل نسبيّاً من طرائدها. والذئاب الرمادية حيوانات أصبعيّة، الأمر الذي يُساعدها، إضافة إلى حجم أكفّها الكبير، على توزيع ثقلها على سطح البطانية الثلجية عند التنقل. تُعد الأكف الأمامية أكبر حجما من الخلفية، وفيها إصبع خامس يُسمى بالزمعة. يُساعد شعر الأكف الخشن والمخالب المثلمة الذئب على التمسّك بالأسطح الزلقة، وتضمن أوعية دمويةً خاصة عدم تجمّد بطانيات القدم السفلية عند السير على هكذا أسطح باردة. كما وتمتلك الذئاب غدد مفرزة للروائح بين أصابعها تساعدها على ترك علامات كيميائيّة خلفها أثناء سيرها مما يجعلها تتنقّل في نطاق شاسع بتزامن مع ترك رسائل لأفراد القطيع الأخرى عن أماكن تواجدها. وعلى العكس من الكلاب والقيوطات، فإن الذئاب تمتلك عدداً أقل من غدد التعرّق على أكفّها. تظهر هذه السمة أيضاً عند القيوطات قاطنة شرق كندا، والتي ظهر مؤخراً بأن لها سلفاً من الذئاب. تُعتبر الذئاب في فلسطين وجنوب لبنان مميزة عن غيرها بسبب كون اصبعيها المتوسطين متصلين ببعضهما البعض، وهي سمة كان يُعتقد بأنها خاصة بالكلاب البرية الأفريقية.

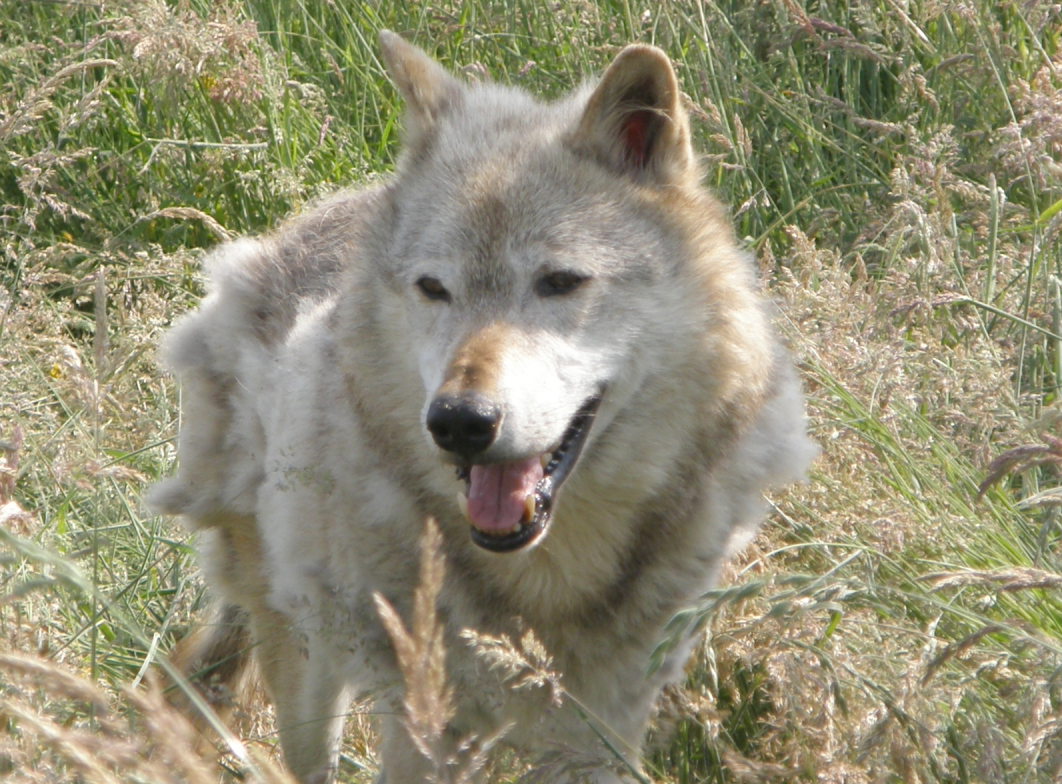
ذئب رمادي يطرح فرائه الشتوي في أوخر فصل الربيع.

يُغطي جسم الذئاب معطفاً ثخيناً يتألف من طبقتين: الأولى تتكون من شعر عازل خشن يمنع تسرب الماء ودخول التراب، والثانية عبارة عن طبقة داخلية من الشعر عازلة للماء والحرارة. تطرح الذئاب الطبقة الأخيرة على شكل خصل كبيرة من الفراء في أواخر الربيع أو أوائل الصيف، ويفرك الذئب جسده بالصخور أو الأغصان ليتخلص من تلك الخصل العالقة والتي تسبب له حكاكاً مع بدء ارتفاع درجات الحرارة. غالباً ما يكون لون الطبقة الداخلية من الفراء رماديّاً، بغض النظر عن لون الطبقة الخارجية. للذئاب أهابات صيفية وشتوية مميزة، تتبدل الواحدة منها وتحل الأخرى بدلاً منها في فصليّ الربيع والخريف. تميل الإناث إلى أن تحتفظ بفرائها الشتوي لفترة أطول من الذكور في الربيع.

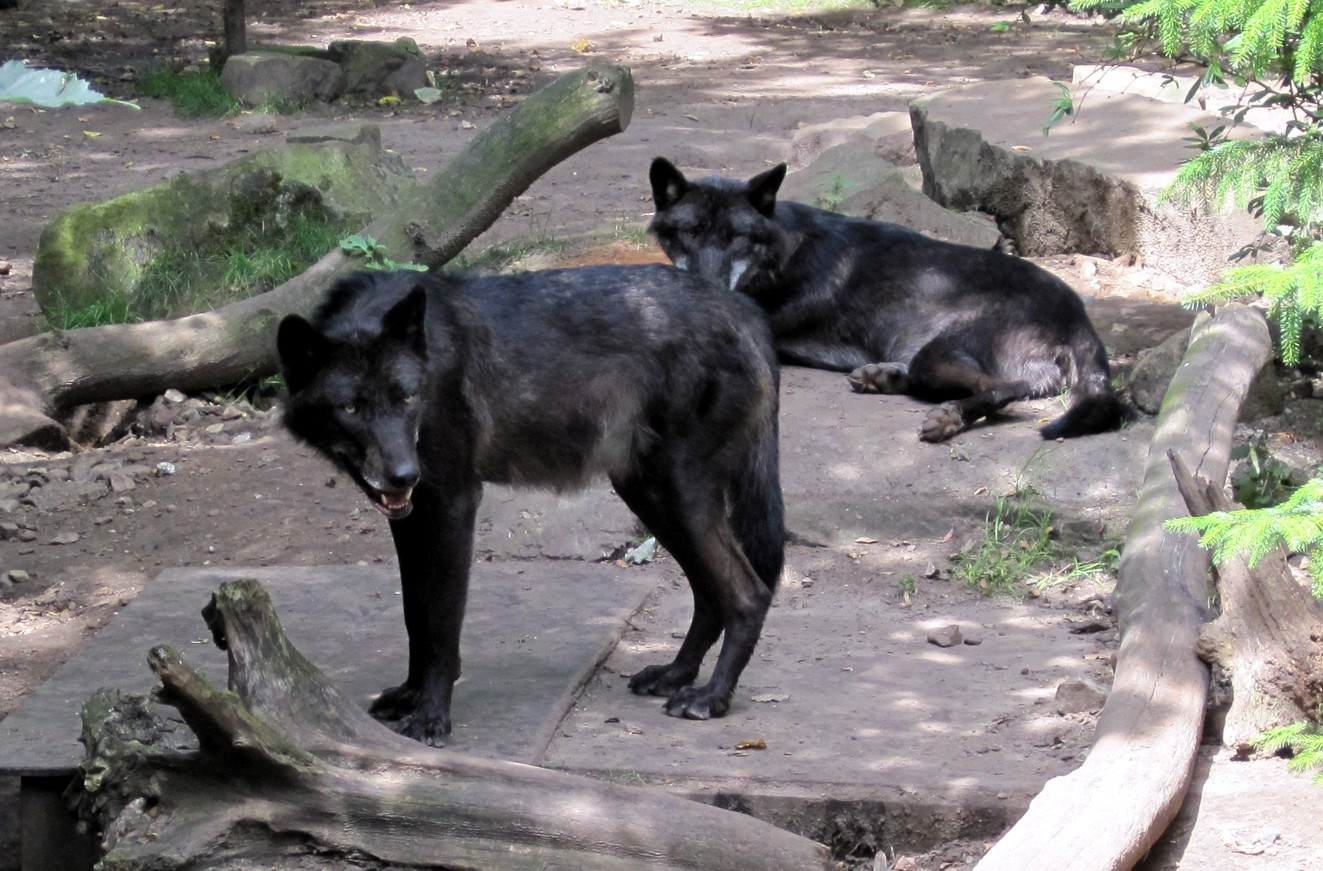
ذئاب داكنة في حديقة حيوانات هانوفر. يقول العلماء أن هذا اللون سببه طفرة انتقلت إلى الذئاب من الكلاب المستأنسة عبر التهجين.

يختلف لون فراء الذئاب الرمادية كثيرًا، فهو يتراوح من الرمادي إلى البني الضارب للرمادي، مرورا بجميع أطياف الألوان البارزة عند الكلبيات، من الأبيض، الأحمر، البني، والأسود. تميل هذه الألوان إلى أن تختلط في العديد من الجمهرات مما يجعل الأفراد المنتمية إليها تظهر بأكثر من لون في الغالب، على أنه ليس من المستبعد ظهور جميع أفراد إحدى الجمهرات بلون واحد، غالبا ما يكون أسوداً أو أبيضاً. تعيش الأغلبية الساحقة من الذئاب الداكنة في أمريكا الشمالية، ومن النادر العثور على أي ذئاب بهذا الشكل خارج القارة الأخيرة، فيما عدا إيطاليا، حيث تتراوح نسبة الذئاب الداكنة في تلك البلاد بين 20 و 25% من إجمالي الجمهرة. أظهرت الفحوصات الوراثية أن اللون الداكن للفراء سببه طفرة برزت في بادئ الأمر عند الكلاب المستأنسة وانتقلت لاحقاً إلى الذئاب عن طريق التهجين مع الكلاب التي غدت وحشية. عادةً ما يفتقد المعطف متعدد الألوان أي نمط واضح غير كونه باهتاً على القسم السفلي من الحيوان. في بعض الأحيان، يرمز لون فراء الذئب إلى البيئة التي تقطنها جمهرته؛ فجميع الذئاب البيضاء، على سبيل المثال، تكون مألوفة أكثر في المناطق ذات الغطاء الثلجي الدائم. يُصبغ فراء الذئب المتقدم في السن بلون رمادي، مما يدفع البعض إلى القول أن الذئاب «تشيب». يعتقد بعض العلماء أن لون أهاب الذئاب يُساعدها على التمويه، إلا أن هذا قد لا يكون صحيحاً بشكل كلّي، إذ أن البعض الأخر من العلماء يقول بأن ألوان الفراء الممزوجة تهدف إلى تأكيد نية الذئب عند اتخاذه إيماءة ما عندما يتفاعل مع ذئب أخر.

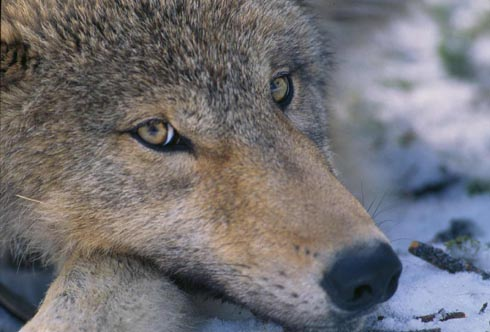
وجه ذئب يافع، لاحظ عيناه الذهبيتان الضاربتان إلى الصفار.

تولد جراء الذئب الرمادي بفراء أدكن من فراء أبويها، وبقزحيات زرقاء يتغير لونها ليُصبح ذهبيّاً ضارباً إلى الأصفر أو البرتقالي، عندما يُصبح سنها ما بين 8 و 16 أسبوعاً. يُساعد خطم الذئب الطويل والقوي على تمييزها من بين كلبيات أخرى، وبشكل خاص القيوط وبنات آوى الذهبية، التي تمتلك خطوما أضيق وأكثر استداقاً، كما أنه عند الذئاب لا يظهر في القسم الأمامي للعظم الأنفي أي نتوء وسطي، على العكس من بنات آوى. كما أن جزءاً من الطوق اللوني على القسم الأمامي للضرس العلوي الأول يظهر بشكل بسيط، بينما يكون هذا الطوق عريضاً وأكثر بروزاً عند بنات آوى.
تختلف الذئاب عن الكلاب بشكل أكثر وضوحاً، فمن الناحية التشريحيّة، تتمتع الذئاب بمقدرة أقل على الرؤية الدائرية من أقربائها المستأنسة (تتمتع الكلاب بالمقدرة على تحريك عيناها في محجرها بزاوية 53 درجة، والذئاب بما يقل عن 45 درجة)، كما أن دماغ الذئاب أكبر حجماً وبالتالي فإنها تمتلك قدرةً استيعابية أكبر. تتميز الذئاب عن غيرها من الكلبيات، وبشكل خاص الكلاب المستانسة، بحجم أكفها الأضخم، عيناها الصفراوان، قوائمها الأطول، وأسنانها الأكبر. تمتلك الذئاب أيضاً غدة تُعرف «بالغدة الذيلية العلوية» أو «الغدة البنفسجية» والتي لا توجد عند معظم الكلبيات الأخرى.

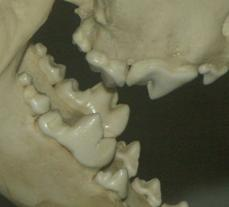
قواطع ذئب رمادي من النويعة الإيطالية.

يتطابق عدد الأسنان عند كل من الذئاب الرمادية والكلاب المستأنسة. فالفك العلوي يحوي ستة قواطع، نابين، ثمانية طواحن، وأربعة أضراس، ويحوي الفك السفلي نفس عدد القواطع والأنياب والطواحن، أما بالنسبة للأضراس فيحوي ستةً منها. تُشكل الطواحن الأربعة العلوية والأضراس السفلية أدوات تقطيع اللحم الأساسية. لأنياب الذئب الطويلة أيضاً أهمية كبرى، إذ أن الحيوان يستخدمها للإمساك بطريدته وإخضاعها. تُعد أسنان الذئب أسلحته وأدواته الرئيسية، والذئب قادر على أن يعض بقوة تصل إلى 10,000 كيلوباسكال (1,500 رطل)، وهذا يُشكل ضعفيّ قوة عض كلب مستأنس يصل إلى ذات الحجم. تُعد أسنان الذئب الرمادي مناسبةً لكسر العظام بشكل أكبر من أسنان باقي أنواع الكلبيات الباقية اليوم، على أنها ليست متخصصة بذلك كما الضباع. أظهرت الدراسات أن لعاب الذئب الرمادي يخفف من نسبة الالتهابات البكتيرية في الجروح، ويُسرّع من عملية تجديد الأنسجة.

### التناسل ودورة الحياة

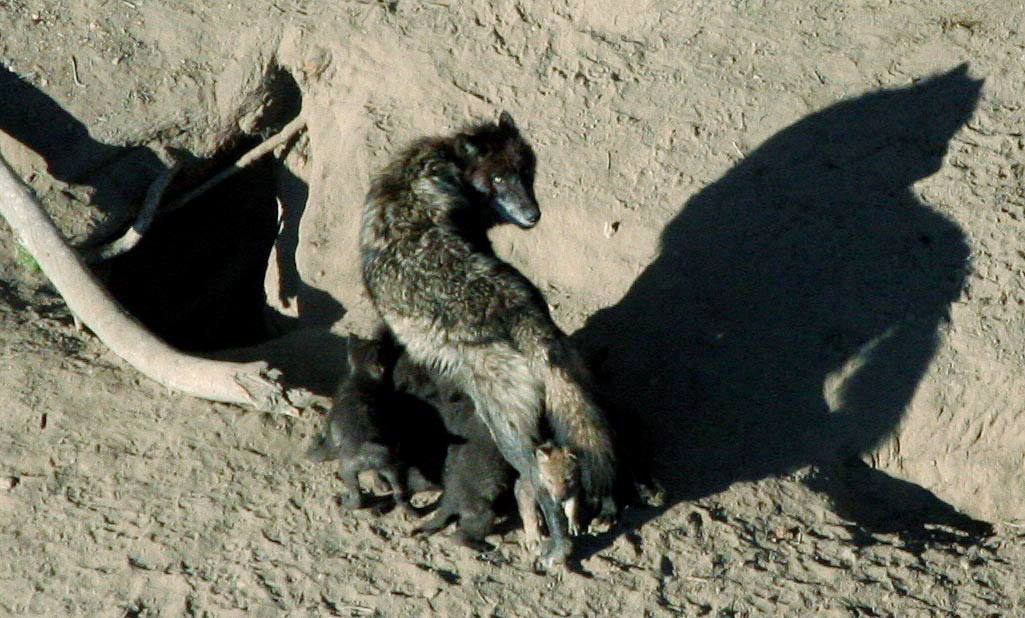
ذئبة رمادية تُرضع صغارها خارج الجحر.

تتزاوج الذئاب عادةً في الفترة الممتدة بين شهريّ يناير وأبريل—ويُلاحظ أنه كلّما كانت الجمهرة تبعد في موطنها نحو الشمال، كلّما حصل التزاوج في فترة متأخرة. يولد بطن واحد من الجراء غالباً في قطيع الذئاب، إلا بحال تزاوج الذكر المسيطر مع أكثر من أنثى. وخلال موسم التزاوج، تتودد الذئاب إلى بعضها كثيرًا بانتظار حول ميعاد دورة الأنثى المسيطرة الشهرية، وتزداد نسبة التوتر في القطيع عندئذ، إذ أن كل ذئب بالغ تقوى غريزة التناسل عنده ويشعر برغبة ملحّة للتزاوج. قد يضطر الزوجان المسيطران خلال هذه الفترة أن يمنعا أي زوج أخر من التناسل، الأمر الذي قد ينشأ عنه قتال عنيف في بعض الأحيان. يُلاحظ أن زواج "المحارم" نادراً ما يحصل في مجتمعات الذئاب، على الرغم من أن إحدى الدراسات تفيد بوجود مشاكل وراثية عند ذئاب ساسكاتشوان في كندا، والجزيرة الملكية في ميشيغان بالولايات المتحدة، نتيجة لهذا الأمر الذي يبدو شائعا في تلك الأنحاء. ما إن تبدأ دورة الأنثى المسيطرة النزوية، التي تحصل مرة واحدة في السنة وتستمر ما بين 5 إلى 14 يوماً، حتى تختلي وشريكها لفترة طويلة بعيداً عن باقي أفراد القطيع. يعلم الذكر أن أنثاه تمر بمرحلة الاهتياج عندما يُلاحظ ارتفاع نسبة الفيرومونات في بولها عن طريق الشم، وانتفاخ فرجها. تكون الأنثى غير متقبلة في الأيام القليلة الأولى من دورتها النزوية، وخلال هذه الفترة تطرح بطانة رحمها؛ ولكن ما أن تبدأ بالإباضة مجدداً، حتى تتزاوج مع الذكر.
تدوم فترة الحمل بين 60 و 63 يوماً. يُسمّى صغير الذئب باللغة العربية جرواً أو السمع أو الجرموز. تولد الجراء عمياء، صمّاء، معتمدةً بشكل كلي على والدتها، وتبلغ زنة الواحد منها 0.5 كيلوغرامات (رطلاً واحداً). يتراوح عدد الجراء في البطن بين 5 و 6 عادةً، على أن تقريرين من الإتحاد السوفياتي السابق تفيدان بوضع إناث لبطون تحوي 17 جرواً. تقبع الصغار في داخل الجحر حيث ولدت لمدة شهرين، وغالباً ما يقع الجحر على أرض مرتفعة بعض الشيء بالقرب من مصدر للمياه، ويتألف من حجرة تقع في نهاية نفق تحتأرضي أو يقع على جانب تل، ويمتد لمسافة بضعة أمتار. تبدأ الجراء بالاستقلال شيئاً فشيئاً خلال المدة التي تقضيها تحت الأرض، ومن ثم تبدأ باستكشاف المنطقة الخارجية المحيطة بالجحر، وتجول على بعد ميل منه عندما تبلغ حوالي 5 أسابيع من العمر. يُعد مُعدل نمو الذئاب أبطأ من ذاك الخاص بالقيوط والكلاب البرية الآسيوية. تبدأ الجراء بالاقتيات على اللحم المتقيأ، بعد أن تكون قد أمضت أسبوعين من التغذي على حليب والدتها، الذي يحوي نسبة أقل من الدهون وأكثر من البروتين والأرجينين، عن النسبة التي يحويها حليب الكلاب المستأنسة. بحلول هذا الوقت تكون أسنان الحليب قد برزت كليّاً—وتُفطم الجراء ما أن تبلغ 10 أسابيع. تبقى الأم وحدها مع صغارها خلال الأسابيع الأولى من حياتها، إلا أن معظم أفراد القطيع تُساهم في نهاية المطاف بتربية الجراء بطريقة أو بأخرى. تُنقل الصغار إلى موقع يُسمّى «بموقع لقاء» بعد أن تبلغ شهرين من العمر، حيث يمكنها أن تبقى بأمان ريثما يذهب معظم الأفراد البالغين للصيد، ويبقى إلى جانبها ذئب بالغ أو اثنين للحفاظ عليها. وبعد بضعة أسابيع يُسمح للجراء بأن تنضم لباقي القطيع في الصيد إن كانت قادرةً على ذلك، وتحصل على المراكز الأولى عند أي ذبيحة، بغض النظر عن مرتبتها الاجتماعية في القطيع. يؤدي سماح الأفراد البالغة للصغار بالتقاتل فيما بينها للحصول على امتيازات عند الطريدة، كموقع الاقتيات الأفضل والأجزاء الأكثر تغذية وعصارة من غيرها، إلى توليد مراتب اجتماعية ثانوية بينها، الأمر الذي يسمح لها بالتمرن على أداء إيماءات الهيمنة والخضوع التي ستحتاج إليها للبقاء في القطيع مستقبلاً. تبقى الجراء مجرّد مشاهدة متقدة خلال الصيد إلى أن تبلغ حوالي 8 شهور، أي الفترة التي تصل فيها إلى الحجم المناسب الذي يسمح لها بالمشاركة بالصيد بفعالية.

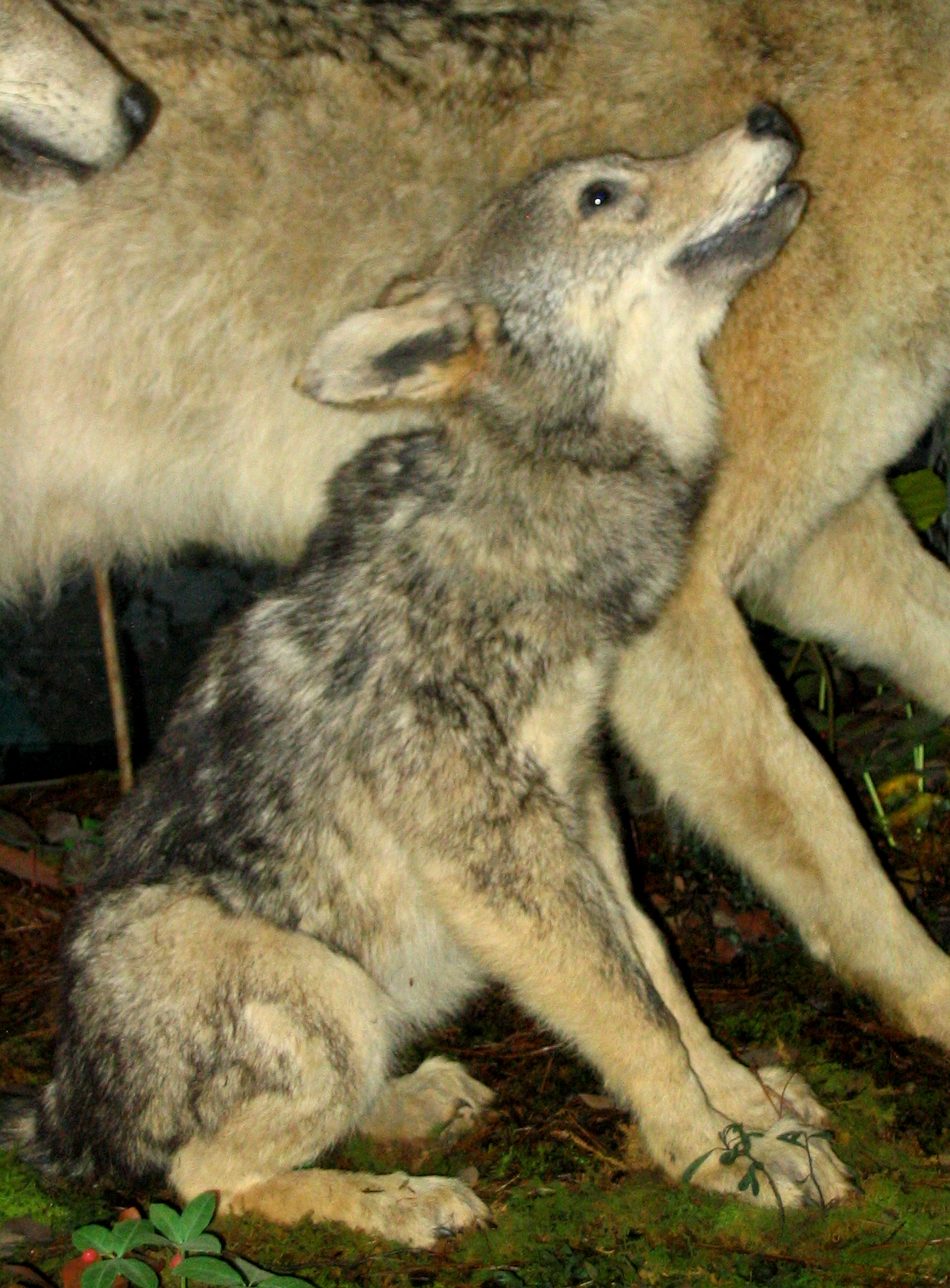
جرو ذئب رمادي محنط.

تصل الجراء لمرحلة النضوج الجنسي بعد سنتين أو ثلاثة من ولادتها، وفي هذه الفترة يُجبر الكثير منها على هجر قطيعة الأمومي والبحث عن زوج ومنطقة خاصة به. غالباً ما تعيش الذئاب التي تصل لمرحلة البلوغ ما بين 6 إلى 10 سنين في البرية، أما في الأسر فيمكن أن يصل أمد حياتها لضعف المدة المذكورة. يُعتبر إجمالي معدل الحياة عند الذئاب الرمادية منخفض إجمالاً، وذلك بسبب نسبة الوفيات المرتفعة بينها، فالجراء غالباً ما تنفق عندما ينخفض معدل مخزون الغذاء، كما أنها تقع ضحية ضوار أخرى مثل الدببة، الببور، أو الذئاب الأخرى. وتعود الأسباب الرئيسية لنفوق الذئاب البالغة إلى الصيد، القنص الاشرعي، حوادث الاصطدام بالسيارات، والجروح التي تُصاب بها أثناء الصيد. وعلى الرغم من أن الذئاب البالغة قد تُقتل على يد المفترسات الأخرى الأكبر حجماً، إلا أن أبرز أعدائها من غير البشر هي قطعان الذئاب الأخرى المنافسة.

### الأمراض
تشمل الأمراض التي تمّ توثيق نقلها من قبل الذئاب: البروسيلا، حمى الأرانب، داء البريميات، الحمى القلاعية، والجمرة الخبيثة. تُعد الذئاب الرمادية حاملةً أساسية لداء الكلب في كل من روسيا، إيران، العراق، أفغانستان، والهند، وعلى الرغم من أن الذئاب لا يتأصل فيها هذا المرض، إلا أنها من الممكن أن تلتقطه من أنواع أخرى. تُصبح الذئاب المصابة بهذا الداء عدائية بشكل استثنائي وتستطيع أن تعض وتصيب عدد من الأشخاص بجروح خلال هجوم واحد. كانت العدوى المنقولة من قبل الذئب إلى الإنسان عن طريق العض مميتة على الدوام قبل أن يتم اكتشاف لقاح لها، فاليوم يُمكن معالجة الجروح التي تسبب بها ذئب مُكلب بسهولة، إلا أن تلك التي تسبب بها هجوم شديد يُمكن أن تؤدي إلى الوفاة حالاً، وكذلك إذا كان العض قد تناول المناطق القريبة من الرأس، فعندئذ ينتشر الداء يشكل سريع للغاية لا يُمكن للعلاج أن يُجاريه. تتركز هجومات الذئاب المُكلبة في الشتاء والربيع، ومع اختزال نسبة هذا المرض في أوروبا وأمريكا الشمالية، فقد انخفضت نسبة التقارير التي تُفيد بوقوع هجمات من قبل ذئاب مُصابة، إلا أن البعض منها ما زال يقع سنويّاً في الشرق الأوسط. تحمل الذئاب أيضاً فيروس الكلاب التاجي، الذي تكثر الإصابة به في موسم الشتاء خصوصاً.
تحمل الذئاب في روسيا ما يزيد عن 50 نوعاً من الطفيليات المؤذية، بما فيها الديدان الشراطية حلقية المحاجم، داء الكيسات المذنبة، والشعرينة الحلزونية. في الفترة الممتدة بين عاميّ 1993 و1994، تمّ فحص 148 جيفة للذئاب بالقرب من مدينة فيربانكس بألاسكا لمعرفة ما إذا كانت مصابة بيرقات الطفليات الأخيرة، فظهر أن 54 ذئباً، أي ما نسبته 36% منها، كان مصاباً. كما ظهر أن نسبة انتشار الشعرينة الحلزونية تتوقف على مدى تقدم الحيوان بالسن. تحمل الذئاب أيضاً أمراضاً خطرة بالنسبة للمواشي المستأنسة، إذ أنه بحال نقل أي منها هذا المرض إلى أنثى من الماشية، فإن نسبة احتمال إجهاضها تتراوح بين 3 و 13 مرة أكثر من الأنثى غير المصابة.
على الرغم من أن الذئاب تحمل عدداً من الأمراض الخطيرة، فإن الجمهرات الضخمة منها لا تُعتبر مهددة بأي انتشار وبائي كما باقي الكلبيات الاجتماعية. وذلك بسبب عادة الذئاب المصابة مغادرة قطيعها، مما يمنع التقاط أي فرد أخر للعدوى.

## السلوك

### البنية الاجتماعية

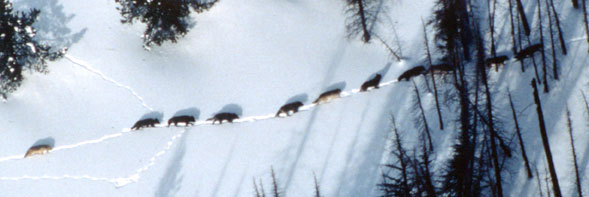
قطيع ذئاب يتألف من 11 فراداً في منتزه يلوستون الوطني.

تعيش الذئاب إجمالاً في مجموعة تُسمّى قطيعاً، إلا أنه يُمكن العثور على ذئاب منفردة بالبرية في بعض الأحيان، لكن القطعان تبقى أكثر شيوعاً. غالباً ما تكون الذئاب المنفردة أفراد طاعنة في السن تمّ طردها من القطيع، أو يافعة تبحث عن منطقة خاصة بها. تميل قطعان الذئاب في نصف الكرة الشمالي إلى أن تكون أقل تراصاً وتوحيداً من قطعان الكلاب البرية الأفريقية والضباع المرقطة، إلا أنها تبقى أكثر استقراراً من قطعان القيوط. عادةً ما يتألف القطيع من ذكر مسيطر وأنثاه وصغارهما، مما يجعل القطيع عبارة عن «أسرة نواتية». يتغير حجم القطيع بمرور الزمن إما بالزيادة أو النقصان، وفق عوامل معينة، بما فيها نوعية المسكن ودرجة سدّه لحاجات الذئاب، شخصية الأفراد المنتمية إليه، ومخزون الطرائد. يحوي القطيع عادةً ما بين ذئبين و 20 ذئباً، وغالباً ما يتكون القطيع النمطي من 8 أفراد. تمّ توثيق وجود قطيع ضخم بشكل استثنائي، وصل عدد أفراده إلى 36 ذئباً، في ألاسكا عام 1967. يُعتبر الذئب الرمادي حيواناً أحادي التزاوج، أي أن الفرد منها يكتفي بشريك واحد طيلة حياته، إلا أنه تمّ توثيق بضعة حالات استثنائية تزاوجت فيها الذئاب مع أكثر من شريك. تبقى الذئاب مع والديها حتى تبلغ سنتين من العمر في العادة. تُساعد صغار العام الفائت أبويها على تربية صغار العام التالي، وتُعد الجراء خاضعة بشكل كلّي لوالديها، وتبقى هكذا حتى بعد بلوغها مرحلة النضج الجنسي. أظهرت الذئاب في الأسر سلوكاً مغايراً لسلوكها البري في بعض الأحيان، إذ أن تلك الخاضعة منها أحياناً ما تتحدى الزوج المسيطر، الأمر الذي قد ينجم عنه قتل الإناث لأمهاتها وقتل الذكور لأبائها. لم يتم توثيق أي حالة مماثلة لهذه في البرية، مما جعل العلماء يفترضون أن هذا الأمر يحصل في الأسر فقط بما أن خيار مغادرة القطيع ليس متاحاً للجراء على الإطلاق، كذلك ليس هناك من حالات موثقة قامت فيها الذئاب الخاضعة بتحدي أبويها على زعامة القطيع. تقوم معظم الذئاب اليافعة التي تتراوح أعمارها بين سنة و 4 سنوات بمغادرة القطيع للبحث عن حوز جديد حيث تنشئ فيه مع شريك أخر قطيعاً خاصاً بها، أو لتنضم إلى قطيع ذئاب أخر. غالباً ما يقتل أفراد القطيع أي ذئب منهم يتصرف بطريقة غريبة، كالجراء المصابة بالصرع، أو البالغ المصاب بطلق ناري أو المجروح بواسطة شرك. تُعتبر ذئاب الشرق الأوسط وآسيا أقل ميلاً للاختلاط مع أي فرد أخر من بني جنسها لا ينتمي إلى ذات الأسرة النواتية المنتمية إليها، وبهذا فهي تمضي حياتها كأزواج أو كأفراد اجتماعية، كما هو الحال بالنسبة للقيوط وكلاب الدنغ.
تظهر الذئاب في الأدبيات ووسائل الإعلام المرئية على أنها حيوانات تراتبية كثيرًا، حيث يقبع الزوجان «الرئيسيان» على قمة القطيع، يليهما مجموعة من الأفراد الخاضعة «الثانوية»، ثم «أكباش الفداء» وهي الذئاب القابعة على قاعدة القطيع. هذه الافتراضات مبنية على الأبحاث التي أجريت على قطعان الذئاب الأسيرة المكونة من أفراد غير مرتبطة ببعضها البعض، وبالتالي فلا يُمكن استقراء ذات النتيجة بالنسبة للذئاب البرية. يقول عالم الأحياء المتخصص بدراسة الذئاب، «لوسيان دايفيد مك»: «إن إطلاق كلمة رئيسي أو مسيطر على الذئب ليس أكثر ملائمةً من إطلاقها على إنسان رُزق بأولاد أو على أنثى أيل ترعى صغيرها، فكل والد مهما كان نوعه يُعتبر مسيطراً بالنسبة لأطفاله، لذا فإن هذه الكلمة لا تضيف أي معلومة جديدة»، وإن دراسة البنية الاجتماعية للذئاب في الأسر هي «...كمحاولة رسم استدلالات حول ديناميات الأسرة البشرية عن طريق دراسة أسرة تعيش في مخيم للاجئين». يُمكن اعتبار هذه التسمية صحيحة في حالات معينة فقط، كما عندما يتقبل القطيع دخول ذئب مطرود من قطيعه بينهم، أو عند موت الزوجين المتناسلين، الأمر الذي يترك مركزهما مفتوحاً أمام أفراد أجانب، أو عندما يُغادر جميع الأشقاء القطيع الأمومي، ففي هذه الحالات يفقد القطيع شكل الأسرة النواتية، وقد تتصرف الذئاب عندئذ كما تفعل في الأسر...

### السلوك المناطقي

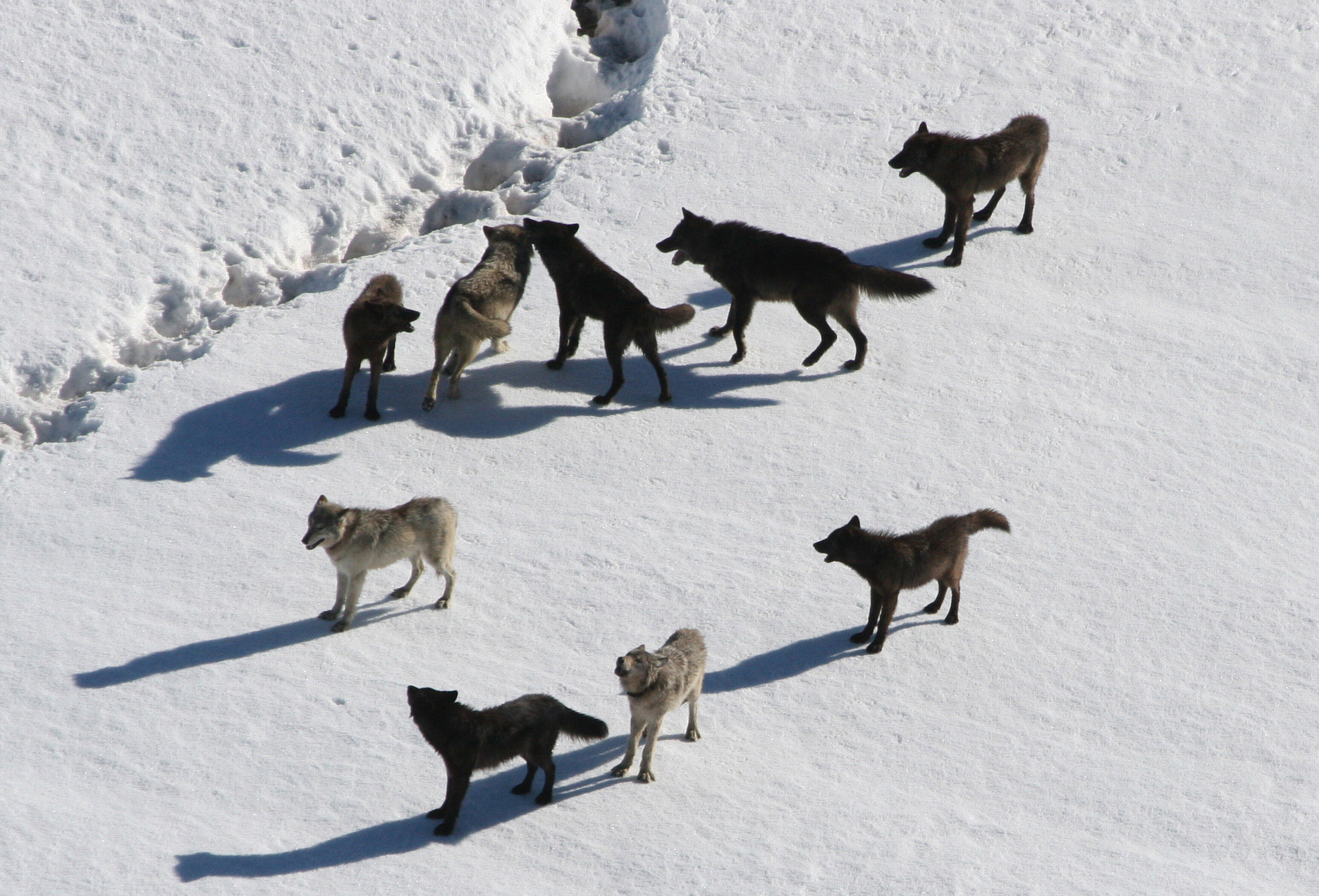
ذئاب في منتزه يلوستون الوطني تعوي لتعليم حدود حوزها.

الذئاب حيوانات إقليمية أو مناطقية، بمعنى أن القطيع منها يُسيطر على حوز خاص به يحميه من قطعان الذئاب الأخرى. أظهرت الدراسات أن معدل مساحة حوز القطيع العادي يصل إلى 200 كم² (80 ميل مربّع). تتنقل قطعان الذئاب باستمرار بحثاً عن الطرائد، وتغطي قرابة 9% من منطقتها يوميّاً، أي حوالي 25 كيلومتراً في اليوم (15 ميلاً في اليوم). تبلغ مساحة الحوز المركزي للقطيع، الذي تُمضي فيه الأفراد 50% من وقتها، قرابة 35 كم². تكثر الطرائد في المناطق المتاخمة لحدود الحوز، إلا أن الذئاب تتجنب الصيد في تلك الأمكنة، إلا بحال كانت يائسة، تحسباً لإمكانية حصول مواجهة مع قطيع أخر منافس، الأمر الذي قد ينجم عنه عراك شديد من الممكن أن يؤدي لإصابات مميتة. نادراً ما يتقبل قطيع الذئاب المقيم دخول أي ذئب غريب بينهم، وقد أظهرت إحدى الدراسات حول معدل الوفيات عند هذه الحيوانات في ولاية مينيسوتا ومنتزه دينالي الوطني بألاسكا، أن ما بين 14 و 65% من وفيات الذئاب سببها اعتداءات ذئاب أخرى، كما ظهر أن 91% من الذئاب المقتولة عُثر عليها على بعد 3.2 كيلومتر (2.0 ميل) من حدود منطقة القطيع المجاور لها. وتبيّن أيضاً أن غالبية الأفراد التي صُرعت كانت حيوانات مسيطرة، وتبرير ذلك هو أن الأخيرة تكون أكثر إصراراً على مواجهة القطعان المنافسة. وبالنسبة للحالات النادرة التي يتقبل فيها القطيع ذئباً غريباً، فإن هذا الفرد دائماً ما يكون حيواناً يافعاً يتراوح عمره بين سنة و 3 سنين، بينما تكون الغالبية العظمى من الأفراد التي تُقتل حيوانات بالغة.
تقوم الذئاب بتعليم حدود حوزها عن طريق الروائح والعواء. ويُعد العواء الوسيلة الأساسية لإبعاد قطعان الذئاب عن بعضها وإبقاء مسافة آمنة فيما بينها، فهو يُحدد موقع الحوز المركزي، وبالتالي يُمكن للقطيع المنافس أن يعلم مدى قربه من ذلك الحوز. يُنشئ العواء بهذا منطقةً عازلة بين القطعان المختلفة، الأمر الذي يؤدي إلى تفادي الصراعات الإقليمية. أما الذئاب المنفردة، فهي على العكس من القطعان، لا تستجيب للإنذار المتمثل بالعواء، بل تتسلل إلى داخل حوز الذئاب المقيمة.

### تشتت القطيع
تبقى جراء الزوجين المتناسلين في قطيعها الأمومي لفترة مؤقتة من حياتها كذئاب بالغة. وخلال هذه الفترة تلعب عدد من الأدوار المهمة في حياة القطيع، كالمساعدة في الصيد، فرض الانضباط، وتربية الصغار، ويضمن الزوجان المسيطران قيام أبنائهما بهذه المهمات عن طريق كبح غريزة التناسل عندها ومنعها من التزاوج مع أي فرد أخر، وبهذا فإن الجراء تفجر كبتها وطاقتها عن طريق أمور أخرى، وينطبق هذا حتى ولو كان في القطيع ذئاب أخرى غير مرتبطة بالأفراد الرئيسية، إذ أن ما ينطبق عليها ينطبق على الأبناء. تدفع الغريزة الجنسية الكثير من الذئاب «الخاضعة» ليغادر قطيعه بحثاً عن شريك. تُسمى مغادرة الذئاب البالغة حديثاً لقطيعها «بالتشتت»، وهي تقع في أي وقت من السنة، وعادةً ما يقوم بها الأفراد الذين بلغوا مرحلة النضج الجنسي في وقت سابق على حلول موسم التزاوج السالف. تبحث الذئاب المشتتة عن منطقة خاصة بها وشريك، أو عن قطيع أخر، وتُعد هذه العملية خطرة للغاية، إذ أنها من الممكن أن تؤدي لمقتل الذئب المتشرد، وبحال نجح الأخير وعثر على شريك من الجنس الأخر وارتبط به، فإنهما يُشكلان نواة قطيع جديد، فالذئاب المشتتة لا تُشكل قطيعاً جديداً إلا مع فرد من قطيع مختلف عن القطيع الذي ولدت فيه. ما إن يلتقي ذئبان مشردان ببعضهما البعض ويبدآ بالتنقل سويّاً، حتى يأخذا بالبحث عن حوز خاص بهما قبل حلول موسم التزاوج التالي عادةً.

### التعليم بالروائح

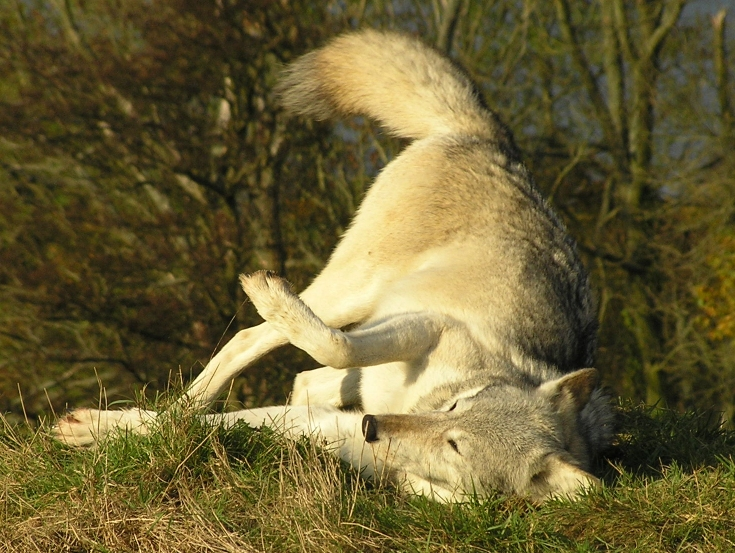
ذئبة أسيرة تتمرغ على تلة حيث وُضع قليل من عطر ما بعد الحلاقة كي تحمل الرائحة إلى قطيعها لمعرفة ما إذا كان واضعها يُشكل خطراً أم لا.

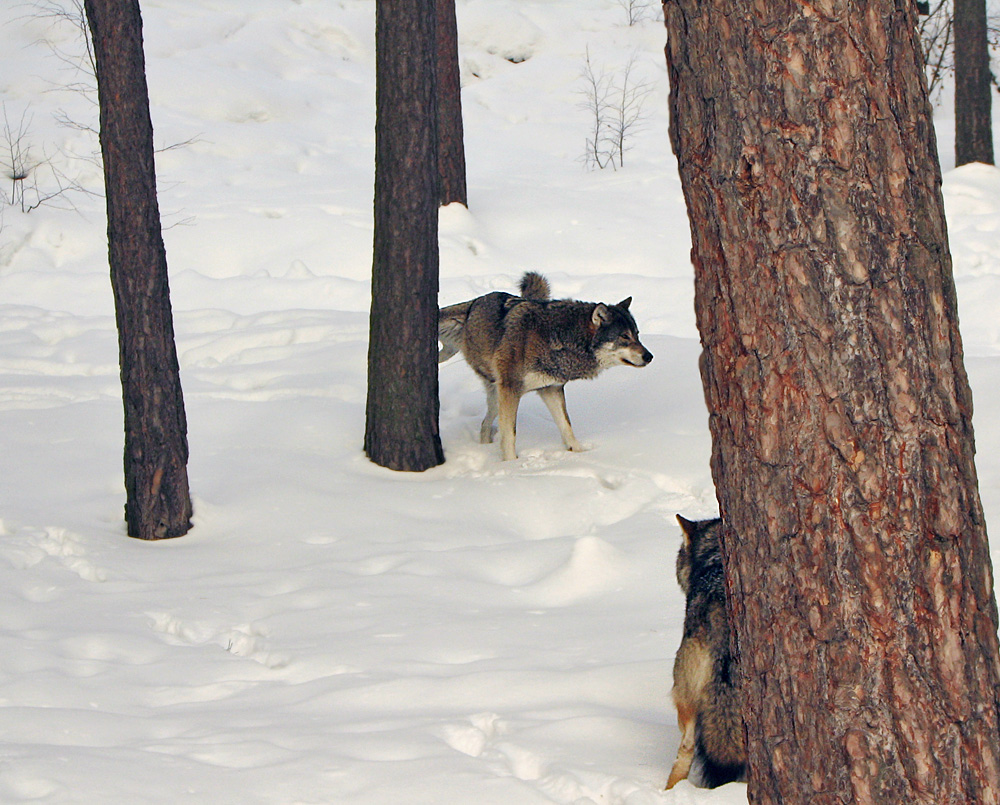
ذئب يرش بوله على شجرة لتعليم حدود سيطرته، لاحظ رفعه لقائمته الخلفية أثناء ذلك مما يدل على أنه أحد الزوجان المسيطران.

تقوم الذئاب، كغيرها من الكلبيات، بتعليم أي شيء تستولي عليه—من الحوز إلى الطرائد، برائحتها. والذئاب المتناسلة هي من تقوم بالتعليم أكثر من غيرها، والذكور منها تفعل ذلك أكثر من الإناث. يُعد البول أكثر الوسائل المستعملة عند هذه الحيوانات في تعليم ما تملكته، ويرش الزوجان المسيطران بولهما بعد أن يرفعا إحدى قوائمهما الخلفية، بينما يقوم باقي أفراد القطيع بالتبول عن طريق القرفصاء، ويُرش البول على حدود الحوز وأماكن تخزين الطعام والطرائد التي سبق واصطادها القطيع. يُحدد البول المرتبة الاجتماعية لصاحبه أيضاً، إلا أنه ليس الوسيلة الوحيدة المستعملة من قبل الذئاب، فالتغوط يُعد وسيلة مألوفة كذلك الأمر، وهو يُعتبر بمثابة إنذار مرئي للضواري والذئاب الأخرى. تُساعد علامات البراز أيضاً الذئاب عند التنقل، فتمنعها من عبور ذات المنطقة أغلب الأحيان، كما تسمح لكل ذئب على حدى من معرفة موقع أفراد القطيع بحال كان قد انفصل عنه لبعض الوقت. وأهم وظيفة يؤديها التعليم سواء بالبول أو البراز، هو إعلام قطعان الذئاب المنافسة أن هذه المنطقة مأهولة وأن عليها عبورها بحذر.
للذئاب غدد منتجة للروائح على جميع أنحاء جسدها، بما في ذلك عند قاعدة الذيل، بين الأصابع، وفي عيونها، أعضائها التناسلية، وجلدها. تُميز الفيرومونات المنبعثة من هذه الغدد كل ذئب عن الأخر. يقوم الذئب المسيطر بفرك جسده على جسد ذئب أخر خاضع ليُحدده على أنه من نفس القطيع. قد تقوم الذئاب بخدش الأرض بمخالبها لتُعلمها بفيروموناتها عوضاً عن رشها بالبول.

### الحمية
تقتات الذئاب الرمادية بشكل أساسي على الحافريات متوسطة الحجم أو الضخمة، إلا أنها تبقى حيوانات انتهازية، وسوف تقتات على أي مصدر لحوم متوافر، بما فيه الحيوانات غير الحافرية، الجيفة، والقمامة. لا يُعد أكل بني الجنس أمراً نادراً بين الذئاب، إذ أن بضعة حالات قد تمّ توثيقها في الفترات التي قلّ فيها مخزون الطعام، أو نفق أحد أفراد القطيع، أو عند مقتل إحدى الذئاب المنافسة خلال نزاع مناطقي.لوحظ أن بعض الذئاب في ألاسكا وغربي كندا تقتات على أسماك السلمون عند هجرتها للمياه الداخلية. يندر أن تقتات الذئاب على البشر، على الرغم من أن بعضاً من هذه الحالات وقع بالفعل. والذئاب تتجاهل غالباً أي طريدة غير مألوفة لم تشاهد مثيلاً لها طيلة حياتها، وعادةً كلما كان هناك تناقضاً بين ما اعتادت الذئاب على رؤيته وبين الكائن الماثل أمامها، فكلما ازداد ترددها في الاقتراب منه واستكشافه، وهذا هو السبب الذي يمنع هذه الحيوانات من مهاجمة الإنسان في الغالب، إذ أن أغلبية الذئاب لا ترى البشر في حياتها أو تراها بضعة مرات فقط. وينقلب هذا المبدأ رأساً على عقب بحال تصرفت الطريدة الجديدة بجرائة، وأظهرت حزمها على المواجهة أو بينت عدم خوفها. تقوم الذئاب بالاقتراب من الطرائد الجديدة، حتى ولو لم يكن هناك نقصاً في مخزون طرائدها المعتادة، بحال قامت الأخيرة بالاحتكاك بها عدد من المرات، حيث تعمل على ترويض نفسها والتأقلم مع هذه الكائنات.

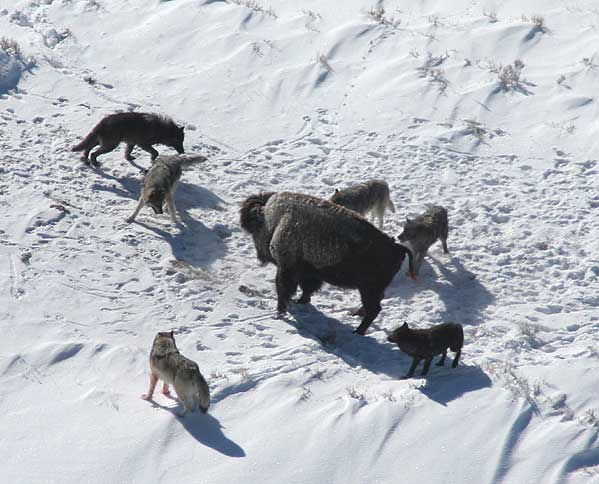
بيسوناً أمريكياً يقف في أرضه بعد أن أحاطت به الذئاب، مما يزيد من فرصته في النجاة.

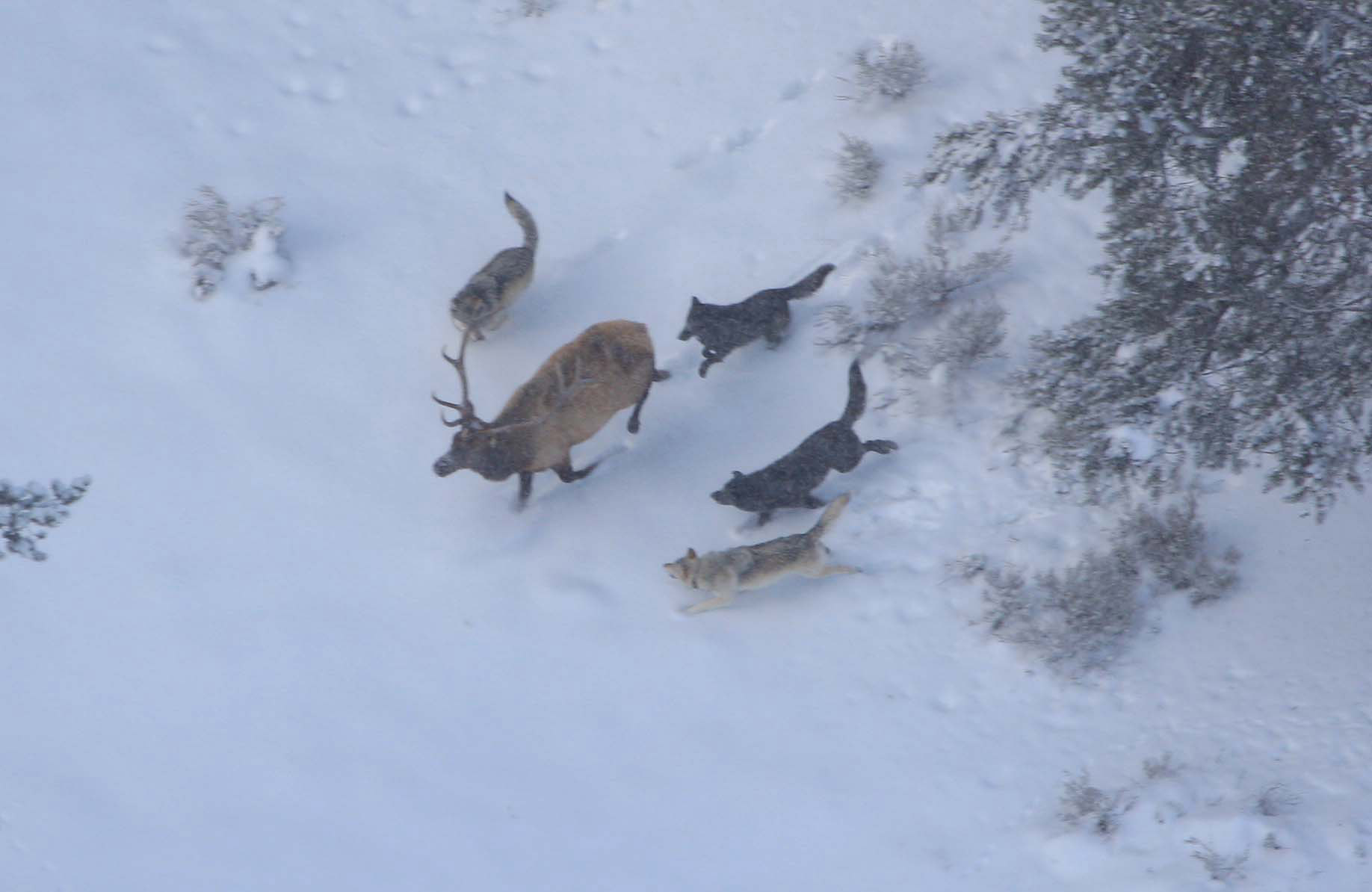
ذكر وابيت يفر ناجياً بحياته، مما يقلل من فرصته بالنجاة.

تُظهر قطعان الذئاب، التي يزيد عدد أفرادها عن اثنين، تعاوناً استراتيجيّاً قليلاً عند صيد الفرائس الكبيرة، بالمقارنة مع زمرات الأسود. عادةً ما تحاول الذئاب إخفاء نفسها عند الاقتراب من طريدتها، وهي تنتظر غالباً حتى تبدأ الأخيرة بالرعي وتنشغل به حتى تنقض عليها. وبحال وقفت الطريدة في أرضها وجابهت الذئاب، فإن القطيع يقترب منها ويحاول إخافتها، وقد يهجرها بحال استمرت على هذا الموقف ولم تهرب، على أن الوقت الذي تنتظره الذئاب قد يتراوح بين عدة ساعات إلى أيام. عندما تبدأ الفريسة بالركض لتنجو بحياتها، يبدأ قطيع الذئاب بمطاردتها، والذئاب عادةً لا تُطارد فريستها لمسافات طويلة، إذ أنها تتوقف بعد اللحاق بها لمسافة تتراوح بين 10 و 180 كيلومتراً (بين 10 و 200 ياردة)، على الرغم من أنه تم توثيق حالة واحدة طارد فيها أحد الذئاب موظاً لمسافة 36 كيلومتراً (22 ميلاً). تُعتبر إناث الذئب الرمادي أفضل من الذكور في مطاردة الفرائس، وتُعتبر الأخيرة أكثر تأقلماً للإطاحة بالطريدة أرضاً بعد الإمساك بها. تبين أن قطعان الذئاب في الولايات المتحدة المكونة بأكثرها من الإناث تقتات على الطرائد سريعة العدو كالوابيت كثيرًا، بينما لوحظ أن تلك المتخصصة باصطياد البيسون تتكون بمعظمها من الذكور. على الرغم من أن الذئاب تُصوّر على أنها تختار الحيوانات البطيئة، المريضة، أو العاجزة، فإن الدليل على قيامها بذلك ضعيف نسبيّاً، وعوضاً عن ذلك، يظهر بأن هذه الضواري تستهدف الحيوان الأسهل صيده بالنسبة لها، وهذا يشمل القائمة سالفة الذكر ويُضاف إليها الحيوانات الصغيرة والإناث الحوامل. ومع أن الذئاب غالباً ما تصطاد الطرائد الكبيرة في مجموعة، إلا أن هناك بعض الحالات التي استطاع فيها ذئب منفرد من أن يقتل حيواناً ضخماً دون مساعدة قطيعه، وإحدى هذه الحالات قيام أحد الذئاب بقتل 11 موظاً بمفرده خلال فترة من الزمن.
تحاول الذئاب إجمالاً أن تشل حركة الطريدة الضخمة عن طريق عض وتمزيق وركها وعجانها، مما يتسبب بنزيف كبير وفقدان للاتزان. يُمكن لعضة واحدة أن تسبب جرحاً يصل طوله إلى ما بين 10 و 15 سنتيمتراً (ما بين 4 و 6 إنشات)، وبهذا فإن الذئاب تكون قادرة على إخضاع أقوى الأيائل بثلاث عضات على العجان بعد مطاردة تصل إلى مسافة 150 كيلومتراً (160 ياردة). ما أن تضعف الطريدة ولا تعود قادرة على المقاومة، حتى تمسك الذئاب بجانبيها وتُسقطها أرضاً، وفي بعض الأحيان عندما تُمسك الذئاب بطريدة متوسطة الحجم، مثل ضأن الدال، فإنها تلجأ لعض عنقها مما يُثقب قصبتها الهوائية أو حبل الوريد. أما عندما تصطاد الذئاب كلبيات أخرى، كالكلاب المستأنسة، القيوط، أو ذئاب أخرى، فإنها تقتلها عن طريق عضها في ظهرها، عنقها، أو رأسها. وعندما يُهاجم الذئب حيواناً مساوياً أو أقل منه وزناً، كالحملان أو الجديان، فإنه يُمسك بها من عنقها، صدرها، رأسها، أو فخذها، ويحملها إلى مكان معزول. عندما تنهار الفريسة أمام صيّاديها، تُقدم الذئاب على تمزيق البطن والبدأ بالاقتيات فوراً، حتى وإن كان الحيوان لمّا ينفق بعد. وفي بعض الأحيان، لا تُبقي الذئاب ضغط الهجوم مركزاً على الطريدة، بل إنها تجلس منتظرة حتى تموت الأخيرة جرّاء النزيف الكثيف الذي أحدثته لها. تُهاجم الذئاب إناث الحافريات الحوامل في بعض الأحيان وتفتك بها للاقتيات على أجنتها، وتترك الأم دون أن تمسها. ينفذ الزوجان المتناسلان عادةً أصعب مراحل عملية الصيد. لوحظت الذئاب أحياناً وهي تقوم بالقتل الفائض لطرائدها، وتُعتبر هذه الظاهرة مألوفة عندما تقوم الذئاب بقتل الماشية المستأنسة، أما في البرية فإن هذا يحصل في أواخر الشتاء أو الربيع عادةً، عندما يعوق الثلج الكثيف هروب فرائسها.

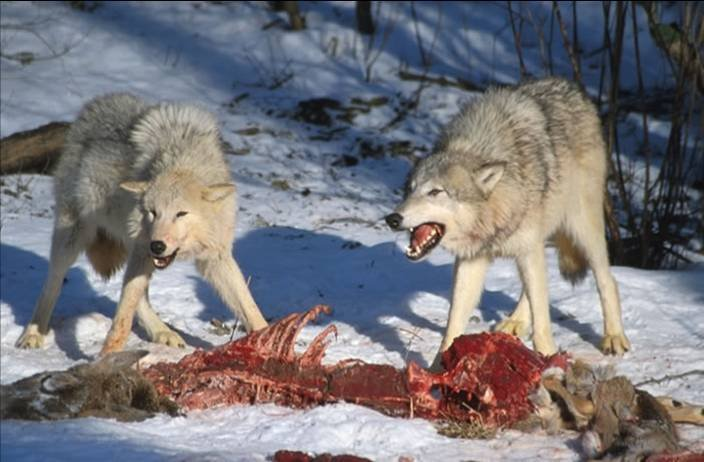
ذئبان يقتاتان على بقايا أيل.

تقوم الذئاب بتعزيز مركزها الاجتماعي في القطيع أثناء الاقتيات. فالزوجان المتناسلان هما من يقتات أولاً إجمالاً، حيث يأكلا أفضل أقسام الطريدة وهي القلب، الكبد، والرئتين. وتقوم الذئاب ذات المرتبة المتوسطة بمنع تلك ذات المرتبة الدنيا من الأكل قبل أن ينتهي الزوجان المسيطران. تقتات الذئاب على معدة طريدتها، لكنها لا تمس محتواها بحال كانت الفريسة من آكلات الأعشاب، كذلك فإنها تأكل عضلات قوائمها، وتترك الجلد العظام إلى أن تنتهي من اللحم. وبحال أزعجت الذئاب وهي تقتات، كأن يحاول حيوان مفترس أخر سرقة طريدتها، فإنها تركز عندئذ على مخزون الدهون عوضاً عن الأعضاء الداخلية، وذلك حتى تحصل على أكبر قدر ممكن من الطاقة بحال اضطرت لهجر الطريدة. يستطيع الذئب الواحد أن يقتات على ما بين 3.2 و 3.5 كيلوغرامات (ما بين 7 و 8 أرطال) من اللحم في جلسة واحدة، على الرغم من أنها قادرة على الاقتيات على ما بين 13 و 15 كيلوغراماً (ما بين 29 و 33 رطلاً) عندما تكون جائعة كثيرًا. يحتاج الذئب الواحد إلى 1,500 كيلوغراماً (3,307 أرطال) من اللحم سنويّاً ليستطيع البقاء، على الرغم من أن هذه الحيوانات قادرة على الاستمرار لفترات طويلة بلا قوت، فقد أظهرت إحدى الوثائق الروسية أن ذئباً نجح في الاستمرار لمدة 17 يوماً بدون أي طعام. أظهرت الأبحاث أن بقاء الذئب بلا طعام طيلة أسبوعين لن يُضعف نشاطه العضلي. تشرب الذئاب كمية كبيرة من المياه بعد أن تنتهي من الاقتيات وذلك كي تمنع إصابتها بفشل كلوي حاد، ومعدة الذئاب قادرة على احتواء 7.5 ليترات من الماء. تكمل الذئاب حميتها ببعض أنواع النبات. أظهرت التحاليل التي أجريت على براز هذه الحيوانات أن 75% من العينات التي تمّ التقاطها من منتزه يلوستون الوطني تبين أن حمية الذئاب في الصيف يدخلها مصادر نباتية وبشكل أساسي أعشاب النجيلية. وفي بعض أنحاء الإتحاد السوفياتي السابق، كان هناك تقارير تفيد باقتيات الذئاب على شتلات البطيخ الأحمر في المزارع.
تختلف نتائج الدراسات التي تتناول تأثير الذئاب على جمهرة طرائدها كثيرًا، إذ أن بعضها يُظهر بأن الذئاب تُخفض عدد طرائدها، بل تُبيد بعض الأنواع منها أحياناً في منطقة معينة، بينما يُفيد بعضها الأخر بأن افتراس الذئاب يحل مكان العوامل الأخرى المسببة للوفاة عند الفرائس في المناطق الخالية من الذئاب. لا يُعد وجود الذئاب ضروريّاً لوجود وبقاء الكثير من أنواع الحياة البرية الأخرى.

### العلاقة مع الضواري الأخرى

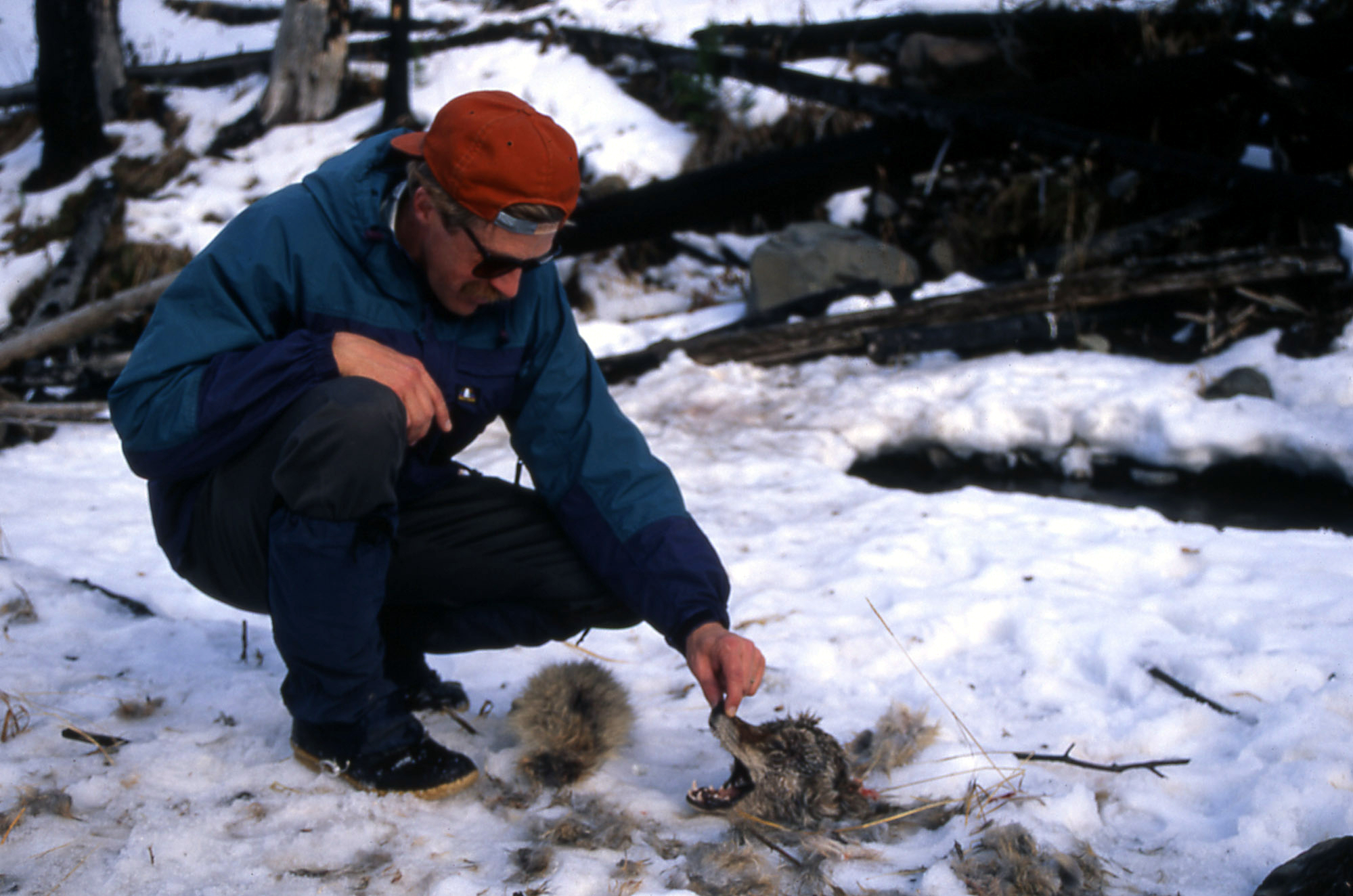
الباحث "رولف بيترسون" يتفقد جيفة قيوط قتلته الذئاب في منتزه يلوستون الوطني، في يناير من عام 1996.

تهيمن الذئاب عادةً على أنواع الكلبيات الأخرى التي تتعايش وإياها. ففي أمريكا الشمالية، لا تتقبل الذئاب وجود القيوط في حوزها؛ فبعد أن تم إعادة إدخالها إلى منتزه يلوستون الوطني عام 1995، تسببت الذئاب بانخفاض نسبة جمهرة القيوط في المنتزه بحوالي 50% عن طريق افتراسها ومنافستها على مصادر الطعام. وتفيد بعض التقارير أن الذئاب تنبش جحور القيوط لتمسك بجرائها وتقضي عليها، والذئاب عادةً لا تقتات على القيوط الذي تقتله، على الرغم من إمكانية حصول هذا. ليس هناك من تقارير تفيد بقتل قيوطات لذئاب، إلا أنه يُعرف عنها قيامها بالتجمع ضدها ومناوشتها بحال كانت أكثر عدداً منها. لوحظ بأن الذئاب تسمح أحياناً للقيوط بالاقتراب من طريدتها والاقتيات عليها، قبل أن تطارده وتقضي عليه. يقول الباحث المتخصص بدراسة سلوك القيوط «روبرت كرابتري» من مركز يلوستون للإبحاث البيئية (بالإنجليزية: Yellowstone Ecological Research Center)، أن هذا السلوك يمكن ربطه بغريزة الذئاب في حماية حوزها من الضواري الأخرى، على الرغم من أن القيوطات لا تُشكل خطراً عليها، فقد جاء على لسانه: «لعلها ترغب بتعليم جرائها سر المهنة...لعلها تقوم بقتل القيوطات كي تتمرس على قتال الذئاب الأخرى في المراحل اللاحقة من حياتها». تتطابق هذه المواجهات تقريباً وتلك التي تمّ توثيقها في اليونان بين الذئاب الرمادية وبنات آوى الذهبية. تقتل الذئاب الثعالب الحمراء في بعض الأحيان عندما تقترب من طرائدها، وكذلك فإنها تقتات على كلاب الراكون في آسيا الشمالية وأوروبا.

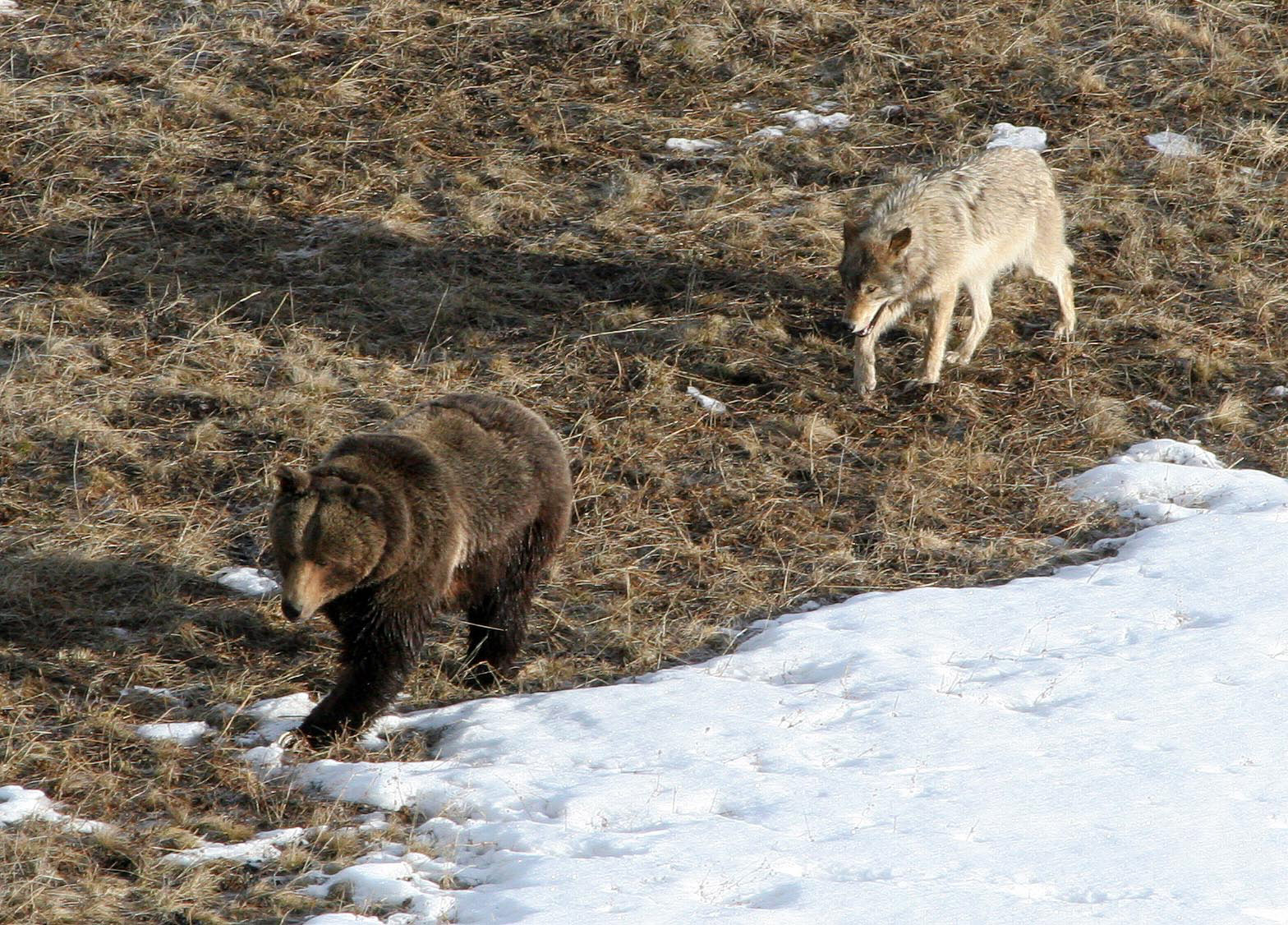
ذئب يلحق بدب بني.

تتشاطر الذئاب موطنها في أوراسيا وأمريكا الشمالية مع الدببة البنية، وغالباً ما يتجاهل كلا النوعين الأخر بدلاً من قتاله. وعندما يحدث أن يتقاتل دب بني مع قطيع من الذئاب فإن السبب يعود في الغالب إلى حماية طريدة ما أو للدفاع عن الصغار. تلجأ الدببة البنية إلى إخافة الذئاب بحجمها الضخم كي تبعدها عن الذبيحة، ويُعرف عنها قيامها بنبش جحور الذئاب عندما تكون جائعة جداً، وعادةً ما تهيمن الدببة على الذئاب عند النزاع حول فريسة، لكنها نادراً ما تنتصر عندما تحمي الأخيرة وجارها حيث تقبع الجراء. وبالمقابل، يُعرف عن الذئاب قتلها لدياسم الدببة البنية، وإخافة الدبة الأم وطردها حتى. يندر موت أي من الطرفين عند حصول مناوشة ما، فحجم الدب الضخم وقوته وقوة الذئاب مجتمعة تًشكل رادعاً كافياً عند كلا النوعين. تتواجه الذئاب في أمريكا الشمالية أيضاً مع الدببة السوداء الأمريكية؛ إلا أن هذه المواجهات تُعتبر أكثر ندرةً من تلك التي تحصل مع الدببة البنية، وذلك لاختلاف نوع المسكن الذي يفضله كلا النوعين. تقع معظم المواجهات مع الدببة السوداء في القسم الشمالي من القارة، ولم يتم توثيق أي حالة منها في جنوبها. قامت الذئاب بقتل دببة سوداء في بعض الأحيان دون أن تقتات عليها، وعلى العكس من الدببة البنية، فإن تلك السوداء غالباً ما تخسر عند مواجهة الذئاب للسيطرة على ذبيحة ما. يندر للذئاب أن تتواجه والدببة القطبية، على الرغم من توثيق حالتين قامت فيهما الذئاب بقتل دياسم الأخيرة.
يُعرف بأن جمهرات الذئاب الكبيرة تحد من أعداد السنوريات الصغيرة ومتوسطة الحجم. فأعداد الأوشاق مثلاً تنخفض في المناطق حيث تتعايش مع الذئاب الرمادية بسبب افتراس الأخيرة لها، فقد تراجعت أعداد الوشق الأوراسي في سلوفاكيا خلال الحرب العالمية الثانية، بعد أن دخلت أعداد كبيرة من الذئاب إلى موطنها. وكذلك الحال في روسيا، حيث تنخفض أعداد الأوشاق في المناطق ذات الكثافة العالية من الذئاب. وفي جبال الروكي والمناطق الجبلية المجاورة بأمريكا الشمالية، تُظهر الذئاب عدائية شديدة تجاه أسود الجبال، وغالباً ما تقتل جرائها بحال سنحت لها الفرصة. تقوم قطعان الذئاب أحياناً بالاستيلاء على ذبائح أسود الجبال البالغة، التي تزيد من معدل صيدها ردّاً على ذلك. تم توثيق عدد من الحالات التي قام فيها كلا النوعين بقتل النوع الأخر، ويقول الباحث المتخصص بدراسة أسود الجبال «كيري ميرفي» من إدارة المنتزهات والحياة البرية الأمريكية، أن الكفة تميل لصالح أسد الجبل بحال قاتل ذئباً وحيداً، بما أنه قادر على استخدام أنيابه ومخالبه في القتال على العكس من الذئب الذي يعتمد فقط على أنيابه. يفيد المسؤولون في منتزه يلوستون الوطني أن النزاعات بين أسود الجبال والذئاب ليست نادرة، فقد وقعت عدة حوادث في المنتزه قامت فيها الأسود بالفتك بذئاب والعكس صحيح؛ كذلك اكتشف الباحثون في مونتانا أن الذئاب تقتل أسود الجبال بانتظام في تلك المنطقة. وكذلك الحال بالنسبة للنمور في التبت، حيث تبين أن الذئاب تُخفض أعدادها على الدوام، إلا أن هذا لا يصح بالنسبة للببور، فقد ظهر أنه في المناطق التي تتشاركها والذئاب، مثل الشرق الأقصى الروسي، يقتات كلا النوعين على نفس أنواع الطرائد تقريباً، الأمر الذي ينجم عنه منافسة شديدة. تم توثيق حالات الاحتكاك بين الببور والذئاب عدّة مرات في سلسلة جبال «سيكوته-علين» (الروسية: Сихотэ-Алинь) التي كانت تأوي ذئاباً قليلة حتى بداية القرن العشرين، ويعتقد بعض الخبراء أن أعداد الذئاب في المنطقة ارتفعت منذ أن قام الناس باستيطان تلك المنطقة وإبادة العديد من الببور في نهاية القرن التاسع عشر وبداية القرن العشرين. ويؤيد السكان المحليون هذا الأمر، إذ يقولون بأنهم لا يذكرون وجود أي ذئاب في المنطقة قبل عقد الثلاثينات من القرن العشرين، أي في الفترة التي شهدت تراجعاً حاداً في أعداد الببور. تُنقص الببور من أعداد الذئاب في المناطق التي تتشاطرها معها لدرجة انقراضها محليّاً أو تخفيضها لدرجة عدم جعلها عنصراً مؤثراً في ذاك النظام البيئي. ظهر بأن الذئاب قادرة على النجاة من إقصاء الببور لها فقط عندما تُستأصل الأخيرة من قبل البشر أو تُنقص أعدادها. تُعد الذئاب اليوم نادرةً في المناطق التي تعيش فيها الببور، حيث توجد فقط في الجيوب المنعزلة منها، وتظهر وهي تتنقل وحدها أو في مجاميع صغيرة. أظهرت الدراسات أن التفاعل بين النوعين يتم بأغلبه حول الذبائح، حيث يقوم الببر بطرد الذئاب والاستيلاء على طريدتها، وتقوم الأخيرة بتقميم طرائد الببر بعد أن يكون قد تناول حاجته. هناك 4 وثائق تفيد بقتل ببور لذئاب، لكن أياً منها لا ينص على افتراسها إياها. لجأ المحافظون على البيئة الروس إلى عادة الببر في قتل الذئاب لإقناع الصيادين في الشرق الأقصى بتحمل هذه السنوريات، إذ أنها تقتل الحافريات التي يرغب بها الصيادون، بوتيرة أخف من تلك التي تقوم بها الذئاب، وكذلك فإنها تتحكم بأعداد الأخيرة.
تتواجه الذئاب والضباع المخططة أحياناً في الشرق الأوسط وآسيا الوسطى والجنوبية عندما تنازعها على جيفة ما. وعلى الرغم من أن الضبع يهيمن على الذئب الوحيد، فإن قطعان الذئاب يُعرف عنها قيامها بطرد الضباع والاستيلاء على صيدها. تمّ العثور على بقايا ذئاب رمادية تبلغ من العمر آلاف السنين في جحور ضباع الكهوف، ولكن لا يُعرف إن كانت هذه الضباع قد اصطادت الذئاب أم قممت جيفتها فقط. وتُظهر المستحثات أن المنافسة بين هذه الضباع والذئاب لم تكن منافسة شرسة، إذ أن الضباع كانت تُفضل الاقتيات على حيوانات قاطنة للأراضي المنخفضة مثل الأحصنة البرية، بينما اعتمدت الذئاب في قوتها على الحيوانات ساكنة المنحدرات الجبلية كالوعول واليحمور. كما ظهر أن العلاقة بين أعداد الذئاب والضباع علاقة سلبية، إذ أن أعداد الأولى ارتفعت في أوراسيا عند انخفاض أعداد ضباع الكهوف.

## التواصل

### لغة الجسد

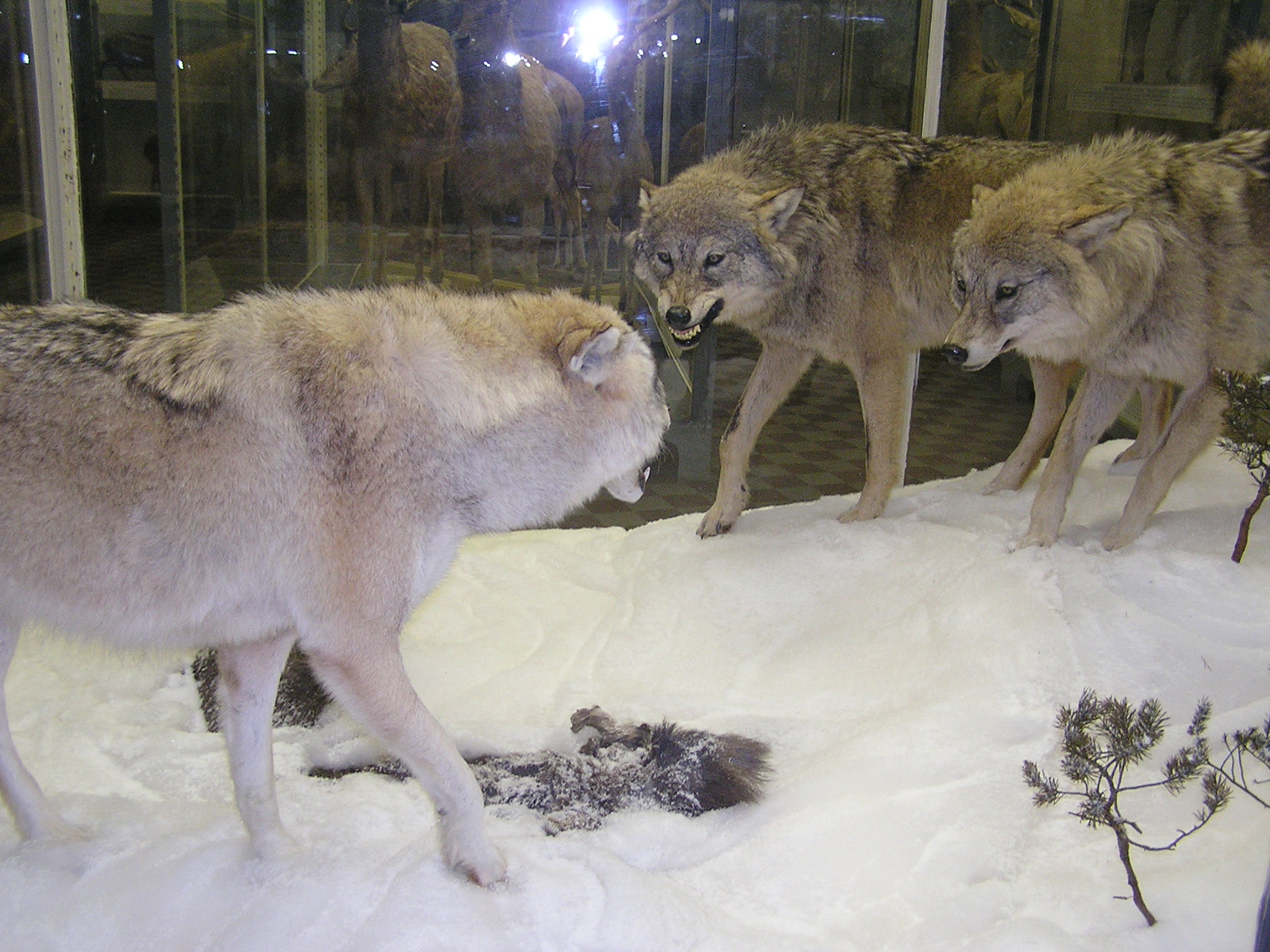
ذئاب محنطة في وضعية عدائية.

تتواصل الذئاب مع بعضها عن طريق البصر بواسطة مجموعة من التعابير الوجهية والوضعيات الجسدية، التي تتراوح من الإشارات المتقنة البسيطة، كرفع البطن، إلى تلك البارزة للعيان، كالتدحرج على ظهورها وإظهار بطنها لتبين خضوعها الكامل. تشمل لغة الجسد عند الذئاب:

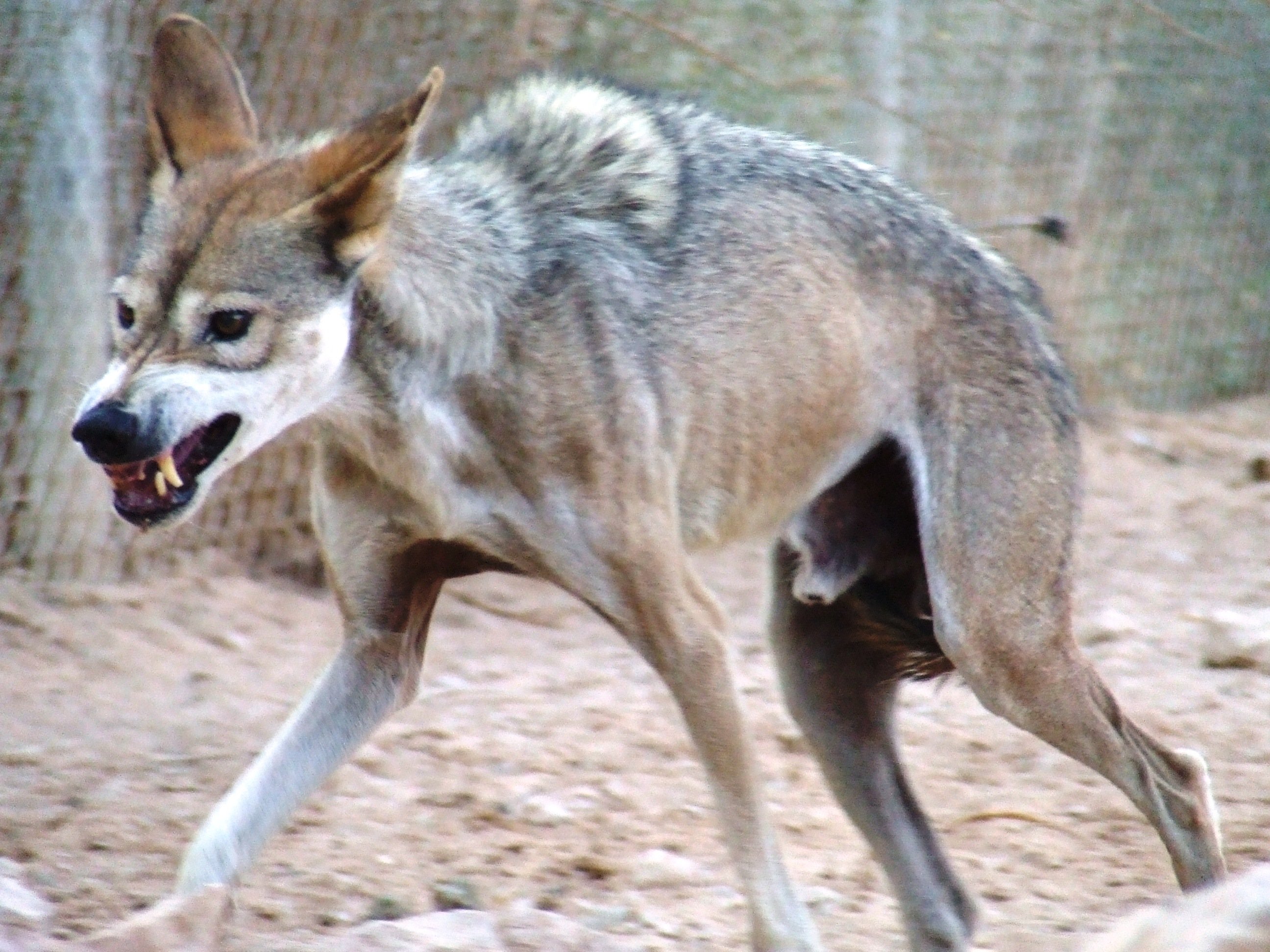
تدل وضعية وتعابير وجه هذا الذئب العربي على أنه في وضع دفاعي، وهي تُحذر باقي أفراد القطيع من الاقتراب منه.

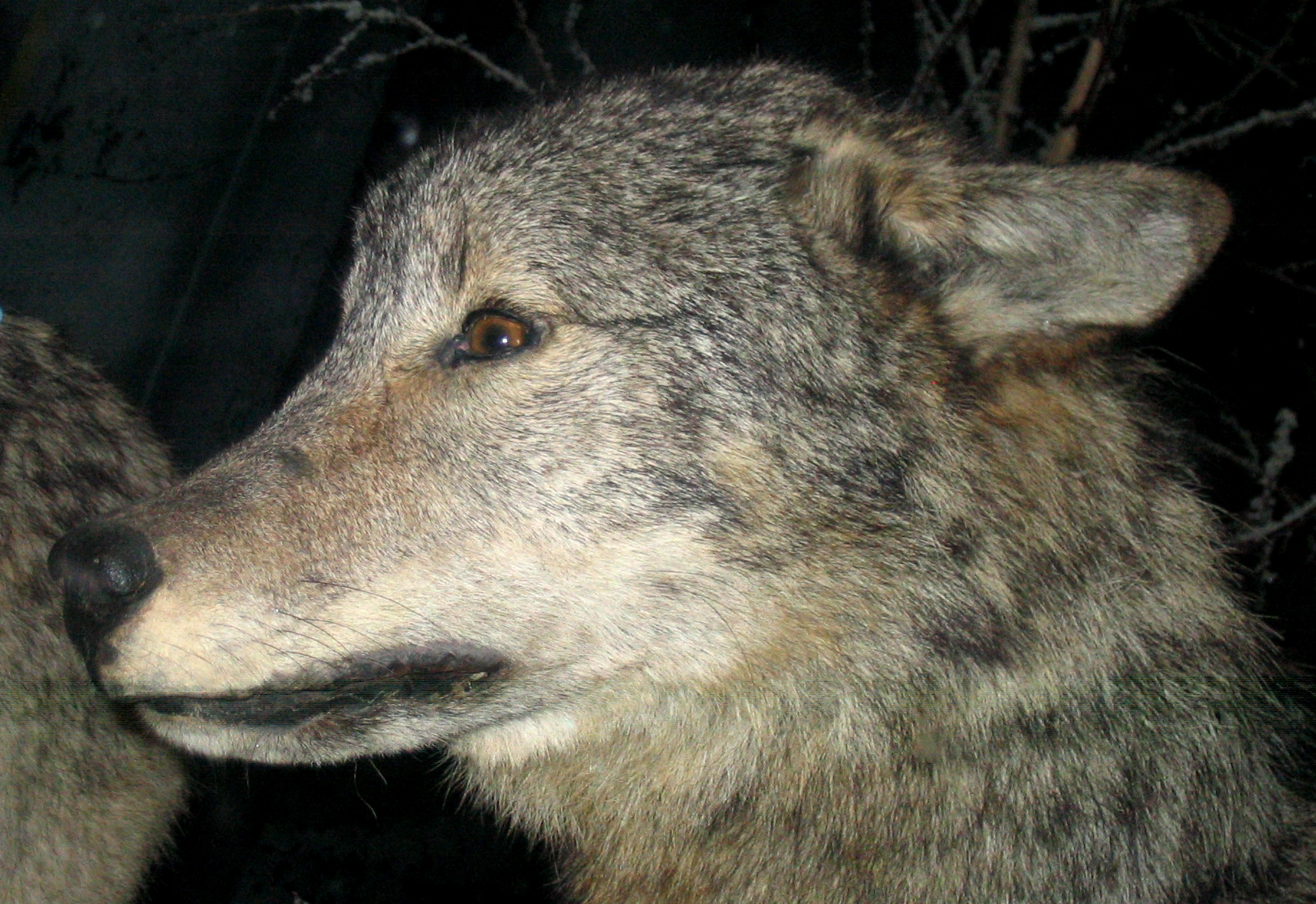
تدل تعابير وجه هذا الذئب على أنه خائف.

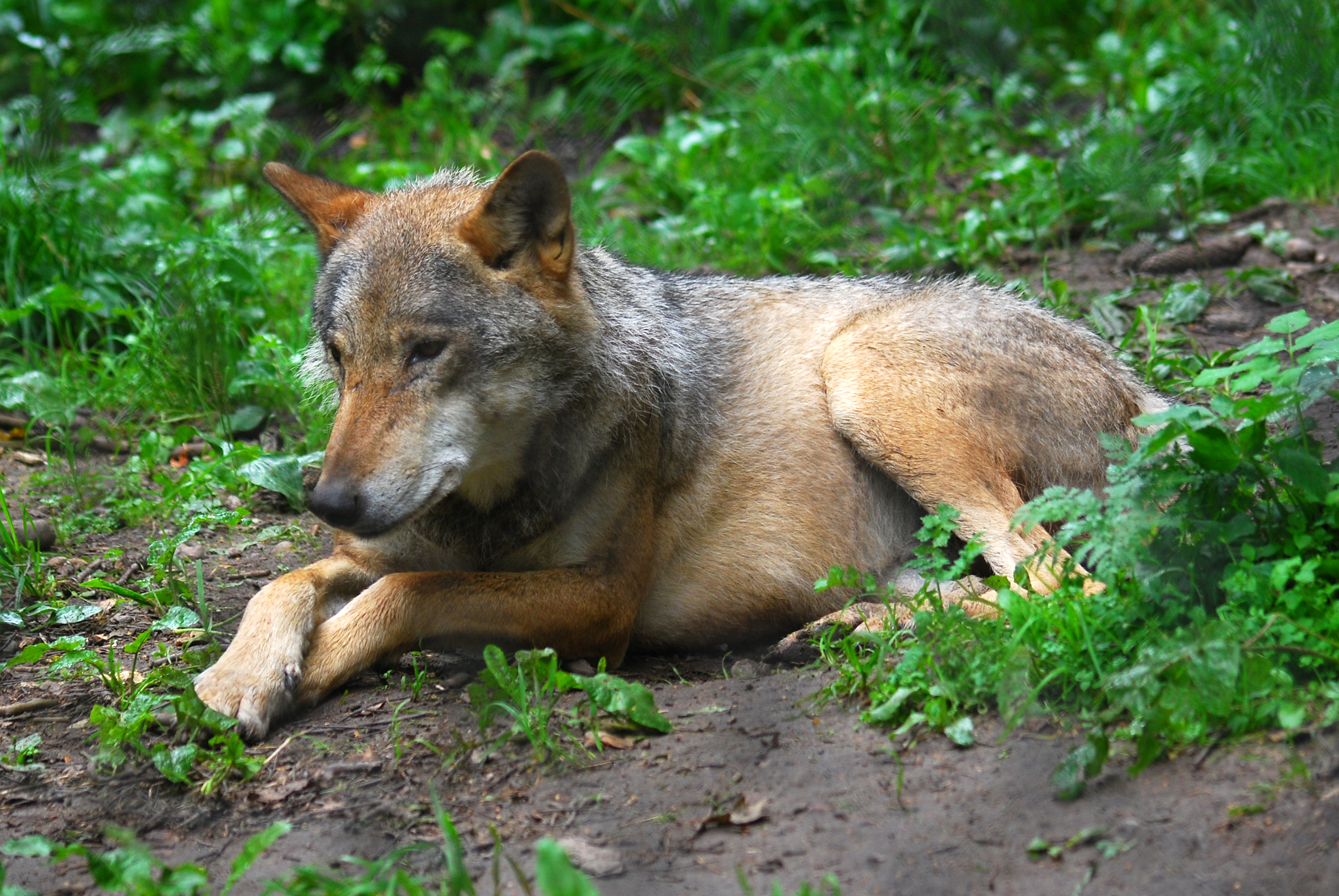
ذئب في وضعية الارتياح.

- الهيمنة – يقف الذئب المهيمن ثابت القوائم عارم الصدر، وتكون أذناه منتصبةً متجهة نحو الأمام، وكذلك بالنسبة لشعر عنقه. وغالباً ما يرفع الذئب المهيمن ذيله عالياً ويلويه ناحية ظهره. يؤكد هذا العرض مرتبة الذئب بين باقي أفراد القطيع. قد يحدق الذئب المهيمن بآخر خاضع، أو يثبته على الأرض، يعتلي أو «يركب» كتفيه، أو حتى يقف على قوائمه الخلفية.
- الخضوع النشط – خلال الخضوع النشط، يُخفض الذئب كامل جسده ويُرجع أذنيه إلى الوراء ويمتص شفتاه. وفي بعض الأحيان يُرافق هذا الأمر لعق الخطم، أو اللهث بسرعة وخفض القسم الخلفي من الجسد. كذلك يُخفض الحيوان ذيله كليّاً أو جزئيّاً أو يرخيه بين قائمتيه بالكامل، ويرفع خطمه نحو الفرد المهيمن. وقد يقوّس الذئب ظهره متذللاً لأخيه المهيمن، وكلّما كان تقوّس الظهر أكبر وخفض الذيل أكثر، كلّما دلّ هذا على درجة أكبر من الخضوع.
- الخضوع البليد – يتخذ الخضوع البليد طابعاً أكثر حدة من الخضوع النشط، حيث يتدحرج الذئب على ظهره ويكشف عنقه والقسم السفلي من جسده للفرد المهيمن، ويوجه أكفه نحو جسده. يُرافق هذ الوضعية عادةً بعضاً من الأنين.
- الغضب – تنتصب آذان الذئب الغاضب وفراؤه، وقد يلوي شفتاه أو يرفع ظهره، ويُظهر أنيابه وقواطعه. كذلك فقد يقوس ظهره، يشبّ، أو يزمجر.
- الخوف – يُحاول الذئب الخائف أن يُظهر نفسه أصغر حجماً وأقل لفتاً للنظر وإثارة للشك؛ فيُرجع أذنيه إلى الوراء حتى تُلامس رأسه، وقد يرخي ذيله بين ساقيه كما يفعل الذئب الخاضع. كذلك فقد يأخذ بالأنين أو ينبح نباحاً خافتاً يدل على خوفه، أو يقوّس ظهره.
- الدفاع – يُرجع الذئب المدافع أذنيه إلى الوراء حتى تُلامس رأسه.
- العدائية – يزمجر الذئب العدائي وينتصب فراؤه، وقد يجثم على الأرض استعداداً ليُهاجم.
- الشك – يظهر الذئب على أنه يشك في شيء ما عندما يُرجع أذنيه إلى الخلف ويُضيق عينيه. وعندما يشعر الحيوان بالخطر ينتصب ذيله موازياً للأرض.
- الارتياح – يتدلى ذيل الذئب المرتاح بشكل طبيعي نحو الأرض، وعندئذ يجلس على بطنه أو يستلقي على جانبه. وقد يقوم الذئب أيضاً بهز ذيله، وكلما كان الأخير أكثر ارتخاءً كلما كان الذئب أكثر ارتياحاً.
- التوتر – ينتصب ذيل الذئب المتوتر، وقد يجثم على الأرض استعداداً للهرب.
- السعادة – يقوم الذئب بهز ذيله غندما يكون مسروراً كما تفعل الكلاب المستأنسة، وقد يُخرج لسانه من فمه كذلك الأمر.
- الصيد – يكون الذئب متوتراً عندما يصطاد، لذا فإن ذيله ينتصب بشكل أفقي.
- المرح – يرفع الذئب الراغب بالمرح ذيله عالياً ويقوم بهزه، وقد يقفز من مكان لأخر، أو ينحني أرضاً عن طريق خفض القسم الأمامي من جسده ورفع الخلفي، وهزه في بعض الأحيان. يُماثل هذا السلوك سلوك اللعب عند الكلاب المستأنسة.

### العواء وغيره من الأصوات

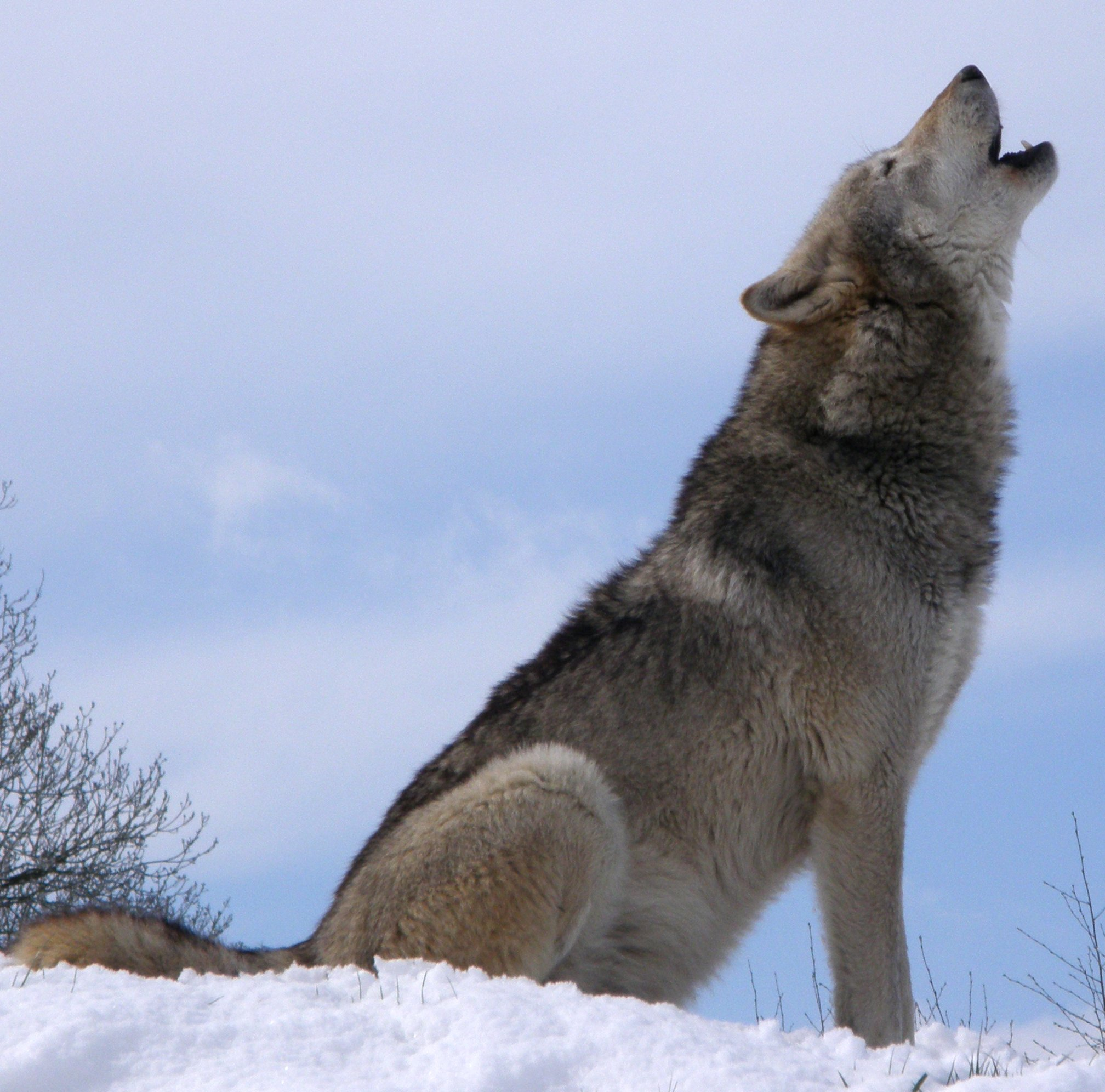
ذئب بالغ يعوي في المحمية التابعة للصندوق البريطاني للحفاظ على الذئاب.

تصل درجة حدة عواء الذئب، الذي يدوم من 0.5 إلى 11 ثانية، إلى ما بين 150 و 780 هرتز. يُساعد العواء أفراد القطيع على الاتصال ببعضهم البعض بشكل أكثر فعالية في المناطق كثيفة الأشجار وعلى مسافات شاسعة، كذلك فهو يُساعد في جمع كل الأفراد في موقع محدد. تحدد الذئاب حدود حوزها بالعواء أيضاً، كما يظهر من التجارب التي يقوم بها علماء وحرّاس المحميات والمنتزهات الوطنية، حيث يقدمون على العواء بداخل منطقة خاصة بإحدى القطعان، فيرد عليهم جميع أفراد القطيع باعتبار أنهم قطيع أخر منافس دخل إلى حوزهم. تُحث الذئاب على الاتيان بهذا التصرف عندما يكون لديها ما تحميه، كطريدة حديثة القتل مثلاً. تقوم قطعان الذئاب الكبيرة بجذب الانتباه إلى أنفسها بشكل أكبر من القطعان الصغيرة بحكم التجربة. تتجاوب القطعان المجاورة لعواء بعضها، الأمر الذي يفيد بوقوع متاعب بالنسبة للقطيع الأصغر بينهما، لذا فإن هذه الحيوانات تعوي وهي على أقصى درجات الحذر. تعوي الذئاب أيضاً لأسباب اجتماعية خاصة بها، ويقول بعض العلماء أن هذا يعزز الروابط الاجتماعية والصداقات الحميمة فيما بينها—تماماً كما يفعل الغناء الشعبي عند البشر. تُصدر الذئاب خلال تجمعاتها هذه عدد من النغمات الصوتية ذات الحدة المختلفة، مما يجعل من الصعب معرفة عدد الحيوانات المنخرطة في العواء، ويؤدي هذا بالتالي إلى تردد القطيع المنافس في الاقتراب أو مهاجمة الذئاب الأخرى، إذ أن هكذا هجوم قد يكون كارثيّاً بحال أخطئ القطيع في تقدير عدد الأفراد المنافسين. يُمكن سماع عواء الذئب على بعد 16 كيلومتراً (10 أميال)، إلا أن هذا يتوقف على مدى سوء أو حسن الأحوال الجوية. أظهرت الدراسات أن قطعان الذئاب تعوي عادةً خلال ساعات الشفق، في الفترة التي تسبق خروج الأفراد البالغة للصيد وتلي عودتها، كذالك تبين أن حدة العواء ترتفع خلال موسم التزاوج ومرحلة تربية الجراء اللاحقة. تبدأ الجراء بالعواء سرعان ما تخرج من الجحر، وتنزع إلى مشاركة الأفراد البالغة بهذا النشاط في الشهرين اللاحقين. إن الغاية من وراء هذا العواء العشوائي هي تعزيز التواصل بين الصغار وباقي الأفراد، والقيام به لا يضر الذئاب في مرحلة حياتها الأولية هذه. يُصبح العواء أقل عشوائيةً عندما تبدأ الجراء بتعلم كيفية التمييز بين ندائات أفراد قطيعها والقطعان المنافسة. تُعتبر ذئاب الشرق الأوسط وآسيا الجنوبية ذئاباً غير اعتيادية، إذ أنها لا تعوي أغلب الأحيان، وإنما تُصدر أصواتاً شبيهة بأصوات الكلاب المستأنسة، مكونة من مقاطع قصيرة حادة من النباح.
يُعد إبراز الأسنان، مع إصدار هرير أو رغاء، أكثر تعابير الإنذار البصري شيوعاً والتي تلجأ إليها الذئاب. يتميز رغاء الذئب بعمقه ويمكن أن تصل درجة حدته إلى ما بين 250 و 1,500 هرتز، وغالباً ما يلجأ إليه الحيوان لإخافة منافسيه، إلا أنه لا يُستعمل بالضرورة عند الدفاع عن النفس. تزمجر الذئاب المسيطرة أيضاً على باقي الذئاب الخاضعة عندما تحاول الهيمنة عليها. تنبح الذئاب عندما تكون متوترة، أو عندما تنذر باقي أفراد القطيع بوجود خطر ما، لكنها تفعل ذلك بتروي شديد، ولا تنبح بصوت مرتفع أو بشكل متواتر كما تفعل الكلاب المستأنسة، وعوضاً عن ذلك تُصدر صوتاً منخفضاً تتراوح درجة حدته بين 320 و 904 هرتز لتستقطب انتباه باقي أفراد القطيع. تُصدر الذئاب أيضاً «نباحاً عوائيّاً» وذلك عن طريق إضافتها لعواء بسيط في أخر النباح، وهي تفعل هذا لذات الأسباب التي تدفعها للنباح. تنبح الجراء وتُصدر «النباح العوائي» على نحو أكثر تواتراً من الذئاب البالغة، وذلك كي تستحصل على الانتباه، العناية، أو الطعام. من أقل أصوات الذئاب شيوعاً هو «صوت الحشد»، أي عندما يتجمع أفراد القطيع سويّاً ويُصدرون نحيباً عالي النبرة يتخلله صوت شبيه بالنباح، أثناء قيامهم بلعق خطوم بعضهم البعض وهز أذيالهم. غالباً ما يُقصد من وراء هذا الصوت إظهار الخضوع للذئب المهيمن. تُصدر الذئاب أيضاً أنيناً تصل درجة حدته القصوى إلى 3,500 هرتز، وذلك عندما تُظهر خضوعها لذئب أخر، وتأن الجراء كذلك الأمر عندما ترغب بالحصول على الطمأنينة من والديها أو من الذئاب الأخرى.

## التصنيف
ينتمي الذئب الرمادي إلى جنس «الكلب» (اللاتينية: Canis)، الذي يضم ما بين 7 و 10 أنواع من الكلبيات. وهذه الحيوانات هي إحدى ستة أنواع يُطلق عليها اسم «ذئب»، أما الأخرى فهي: الذئب الأحمر (Canis rufus)، الذئب الهندي (Canis indica)، ذئب الهيمالايا (Canis himalayaensis)، الذئب الشرقي (Canis lycaon)، والذئب الحبشي (Canis simensis)، على الرغم من أن الجدال ما زال قائماً حول ما إذا كان البعض من هذه الحيوانات يجب اعتباره أو إبقاؤه على أنه نويعة من الذئب الرمادي، أو كونه يُشكل نوعاً مستقلاً. أظهرت بعض الأبحاث الوراثية مؤخراً أن جمهرات الذئب الهندي في شبه القارة الهندية قد تُشكل نوعاً جديداً، وكذلك كان الحال بالنسبة لذئاب الهيمالايا، التي كانت توضع سابقاً على أنها مجرد جمهرة من النويعة التبتية (Canis lupus laniger) التي امتد موطنها عبر جبال آسيا الجنوبية.
يحمل الذئب الرمادي عدداً من الأسماء في اللغة العربية، منها: السرحان، العسّاس، الأصمع، الخلبع، الأويس، العملس، الأطلس، العوف، الأوس، الأحوس، الأغبر، الجنب، الخولع، الدألان، الدعلج، الدوبل، الدؤاله، السعسع، العاسل، العسعاس، الغطاس، القطرب، القلاب، النهشل، الوراس، الملاز، القواع، السميدع، وغيرها. كذلك يُطلق على الذئب محليّاً في الدول العربية التي يقطنها اسم "الذيب" أو "الديب". كان الذئب الرمادي أحد الأنواع التي وصفها عالم الحيوان السويدي "كارولوس لينيوس" في مؤلفه من القرن الثامن عشر، "النظام الطبيعي" (باللاتينية: Systema Naturae)، وما زال حتى الآن يُصنف بنفس الشكل ويحمل ذات الاسم العلمي. تُشتق التسمية الثنائية للذئاب "Canis lupus" من الكلمات اللاتينية "كانيس - Canis بمعنى "كلب"، و"لوبس - lupus" بمعنى «ذئب».
يُعتبر تصنيف نويعات الذئب الرمادي أمراً في غاية الصعوبة، فعلى الرغم من أن العلماء قاموا بوضع قائمة بالنويعات الباقية والمنقرضة، إلا أن هذا التصنيف لا يزال موضع جدل، ويُحتمل أن يتم تعديله مراراً وتكراراً خلال السنوات المقبلة.

### التطور

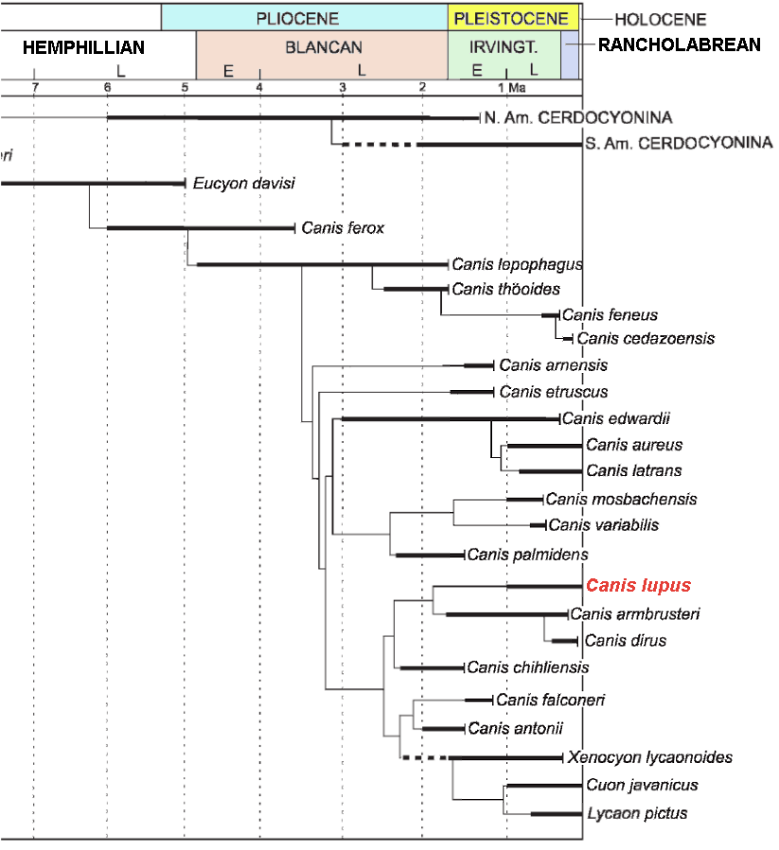
الجدول الزمني لفصيلة الكلبيات، ويظهر الاسم العلمي للذئب الرمادي باللون الأحمر.

تقول النظريات الحديثة أن الذئاب الرمادية ظهرت في بادئ الأمر بأوراسيا خلال أوائل فترة العصر الحديث الأقرب. فقد تبين من دراسة جدلية الحمض النووي أن نسب الذئاب الآسيوية يعود إلى 800,000 سنة، على العكس من نسب ذئاب أوروبا وأمريكا الشمالية، الذي يعود لحوالي 150,000 سنة فقط. يُعتقد بأن الذئاب الأوائل كان تشبه الذئاب قاطنة الصحراء حالياً، كتلك الموجودة في الشرق الأوسط وآسيا الجنوبية، وذلك بعد أن أظهرت مستحثات في أوروبا تعود لقرابة نصف مليون سنة شبهاً كبيراً بالنويعات الآسيوية الباقية. يُحتمل بأن الذئاب هاجرت من العالم القديم إلى أمريكا الشمالية عبر جسر بيرينغ الذي وصل روسيا بألاسكا خلال العصر الجليدي الأخير، منذ حوالي 400,000 سنة، إلا أنها لم تصبح واسعة الانتشار في القارة إلا منذ 12,000 عام، أي في الفترة التي بدأت فيها الحيوانات الضخمة لأمريكا الشمالية بالانقراض. يعتقد بعض الخبراء أن أصول الذئاب الأوراسية، هي السبب في عدم مقدرتها النسبية على التأقلم مع الزحف البشري إلى موطنها الأمريكي، وذلك بالمقارنة مع الدببة السوداء الأمريكية، أسود الجبال، القيوط، التي كانت تتعرض للضغط من قبل المفترسات الأضخم حجماً والتي اختفت اليوم، فهذه الحيوانات اعتادت وجود كائنات تهيمن عليها وطورت سلوكها على هذا الأساس خلال ألاف السنين، أما الذئاب فقد أتت من قارة أخرى ولم تكن قد طورت هذا السلوك لعدم وجود ذاك العدد الهائل من الضواري الأكبر حجماً المنافسة لها كما في العالم الجديد، لذا بقيت أعدادها منخفضة حتى اندثرت الأخيرة، وعادت لتواجه ذات المشكلة اليوم مع الإنسان. تعايشت الذئاب بعد هجرتها إلى أمريكا الشمالية مع نوع أخر من الكلبيات هو الذئب الرهيب (Canis dirus). وعلى الرغم من أن الأخير كان أضخم حجماً وأكثر امتلاءاً وفاقت قوة عضته تلك الخاصة بالذئاب الرمادية، إلا أن أسنانه كانت أقل تخصصاً في تكسير العظام. انتشرت الذئاب الرهيبة من جنوبي كندا وصولاً إلى أمريكا الجنوبية حتى 8,000 سنة عندما قضت عليها التقلبات المناخية كما يُعتقد. ويقول الخبراء أنه بحلول هذا الوقت أصبحت الذئاب الرمادية هي الكلبيات المسيطرة في القارة.

### النويعات

رسم لجمجمة ذئب أوروبي.

رسم لجمجمة ذئب كندي.

قام العلماء بوصف حوالي 50 نويعة من الذئب الرمادي قديماً، أما الآن وعلى الرغم من عدم وجود إجماع في الرأي حول العدد الفعلي للنويعات، إلا أنه يمكن القول بوجود ما بين 13 و 15 نويعة مستقلة. يأخذ العلماء عدد من الأمور بعين الاعتبار حاليّاً عندما يقومون بتمييز أي نويعة عن أخرى، ومنها: الحمض النووي، الخصائص التشريحية، الانتشار، ومستوى هجرة الجمهرات المختلفة من منطقة لأخرى. وفي عام 2005، تم وصف 37 نويعة تشمل الدنغ والكلب المستأنس، يُضاف إليها 3 نويعات أخرى ذات خصائص مورفولوجية تميزها عن البقية. تُظهر الذئاب اختلافاً كبيراً بشكلها عبر مختلف أنحاء موطنها الشاسع، فعلى سبيل المثال، تكون ذئاب أمريكا الشمالية مماثلة في الحجم لذئاب أوروبا، لكنها تمتلك رؤوساً أكبر وأكثر استدارة، كما أن خطمها أعرض ذو زاوية أكثر انفراجاً، وقوائمها أقصر وأكثر متانة. وبالمقابل، تمتلك الذئاب الأوروبية آذاناً أطول تقع في قسم أعلى من رأسها، ورؤوساً أكثر استدارة، وفراء أخشن أقل ترفاً. تستطيع الذئاب قاطنة المناطق المختلفة أن تتناسل مع بعضها البعض على الرغم من اختلافاتها الجسدية، فقد نجحت حديقة حيوانات لندن على سبيل المثال في تزويج ذئب أوروبي إلى ذئبة هندية، الأمر الذي نتج عنه جرو يُشابه والده كثيرًا. تظهر الاختلافات السلوكية للذئاب باختلاف موطنها كذلك الأمر، فذئاب الشرق الأوسط وآسيا الجنوبية تميل لأن تكون أقل حباً للاجتماع من ذئاب أوروبا وأمريكا الشمالية، كما تعوي بشكل أقل بكثير. كذلك، فإن الذئاب الأمريكية أقل تأقلماً مع العيش في المناطق الحضرية أو ذات الوجود البشري، على العكس من الأوروبية، فتلك القاطنة جنوب أوروبا تعيش في أماكن ذات كثافة بشرية أعلى مما تستطيع الذئاب الأمريكية تحمله. يحوي الجدول التالي جميع النويعات المصنفة من الذئب الرمادي، بالإضافة للنويعات الثلاث المميزة مورفولوجيّاً:
| اسم النويعة | الصورة                     | الانتشار | الوصف |  |
| --- | -------------------------- | --- | --- |  |
| النويعة الذئبية (Canis lupus lupus) – الذئب الأوراسي، الذئب المألوف، ذئب الكربات، الذئب الأوروبي.                         |                            | أوروبا الغربية والشرقية، إسكندنافيا، روسيا، آسيا الوسطى، الصين، منغوليا، الهيمالايا.                                              | أكثر النويعات انتشاراً بلا منازع، يبلغ ارتفاع البالغة منها 76 سنتيمتراً (30 إنشاً) ويتراوح وزنها ما بين 32 و 59 كيلوغراماً (ما بين 70 و 130 رطلاً). يتراوح لونها بين الأبيض، القشدي، الأحمر، الرمادي، والأسود.                                                 |  |
| النويعة البيضاء (Canis lupus albus) – ذئب التندرا، ذئب التندرا الأوروبي.                                                  |                            | أوروبا الشمالية، شمال روسيا بما فيها سيبيريا وجزيرة رانغل.                                                                        | تُعتبر إحدى أكبر نويعات الذئاب، إذ يصل طولها إلى مترين (7 أقدام)، ويتراوح وزنها بين 45 و 57 كيلوغراماً (ما بين 100 و 125 رطلاً)، وبعض التقارير غير الموئقة تفيد بوجود حيوانات يصل وزنها إلى 100 كيلوغرام (220 رطلاً).                                         |  |
| النويعة الألاسكية (Canis lupus alces) – ذئب شبه جزيرة كيناي.                                                              |                            | شبه جزيرة كيناي في ألاسكا. | انقرضت هذه النويعة بحلول عام 1925. |  |
| النويعة العربية (Canis lupus arabs) – الذئب العربي.                                                                       |                            | جنوب فلسطين، جنوب وغربي العراق، عُمان، اليمن، الأردن، السعودية، ويُحتمل بعض أنحاء سيناء.                                            | أصغر الذئاب حجماً، يبلغ ارتفاعه حوالي 26 إنشاً عند الكتفين ويصل في زنته إلى 40 رطلاً. يختلف طول فرائه من الصيف إلى الشتاء، ففي الصيف يكون قصيراً خفيفاً، وفي الشتاء طويل، إلا أنه لا يصل لطول النويعات الشماليّة.                                               |  |
| النويعة القطبية (Canis lupus arctos) – الذئب القطبي، ذئب القطب الشمالي، الذئب الأبيض.                                     |                            | شمالي كندا، ألاسكا، شمالي غرينلاند.                                                                                               | أصغر حجماً من ذئاب الغابات، يتراوح طولها بين 0.91 إلى 1.8 أمتار (بين 3 و 6 أقدام)، وارتفاعها بين 66 و 79 سنتيمتراً (بين 26 و 31 إنشاً)، وبهذا فهي تعدّ أقصر من النويعات الأخرى ذات الوزن المماثل.                                                             |  |
| النويعة المكسيكية (Canis lupus baileyi) – الذئب المكسيكي.                                                                 |                            | أواسط المكسيك حتى غربي تكساس، جنوب نيو مكسيكو، ووسط أريزونا.                                                                      | أصغر النويعات في أمريكا الشمالية، حيث لا يتجاوز طولها أكثر مما يتراوح بين 1.2 و 1.5 أمتار (ما بين 3.9 و 4.9 أقدام). تُماثل في بنيتها الذئاب الأوروبية، لكن عنقها أثخن ورأسها أعرض، وأذنيها أطول، وذيلها أقصر.                                              |  |
| نويعة نيوفاوندلاند (Canis lupus beothucus) – ذئب نيوفاوندلاند                                                             |                            | جزيرة نيوفاوندلاند في الساحل الشرقي لكندا.                                                                                        | يُقال بأن هذه النويعة كانت بيضاء اللون ضخمة، ذات خط أسود يمتد على طول ظهرها. اعتبرت بأنها قاتلة للماشية، فوضعت الحكومة الفدرالية جائزة على رؤوسها، وبحلول عام 1911 كان أخر ذئب منها قد قُتل، إلا أن انقراض النويعة لم يوثق بشكل رسمي حتى عام 1930.          |  |
| نويعة برنار (Canis lupus bernardi) – ذئب برنار.                                                                           |                            | جزيرة بانكس في المقاطعات الشمالية الغربية، كندا.                                                                                  | نويعة ضخمة ذات فراء أبيض كثيف وخط أسود يمتد على طول العمود الفقري. مقصورة في وجودها حاليّاً على جزيرة بانكس بعد أن أبيدت على جزيرة فيكتوريا بين عاميّ 1918 و1952.                                                                                            |  |
| نويعة السهوب (Canis lupus campestris) – الذئب القزويني، الذئب القوقازي، ذئب السهوب.                                       |                            | جميع المناطق الممتدة بين بحر قزوين والبحر الأسود سابقاً، أما اليوم فتقطن جزءاً نائياً جداً من أقصى جنوب شرق روسيا المجاور لبحر قزوين. | من أندر النويعات الباقية اليوم، تعدّ مهددة بالانقراض بدرجة قصوى. |  |
| النويعة التبتية (Canis lupus chanco) – الذئب التبتي، الذئب الصيني، الذئب المغولي، الذئب الكوري، ذئب السهوب، الذئب الصوفي. |                            | أواسط الصين، جنوب غرب روسيا، منشوريا، التبت، الجزء الهندي، البوتاني، والنيبالي من الهيمالايا.                                     | يعتقد البعض أن هذه النويعة هي التي تحدرت منها الكلاب المستأنسة، بناءً على بعض الخصائص التشريحية المماثلة عندها وعند الأخيرة، مثل تركيبة الفك السفلي التي تختلف عن تركيبة باقي نويعات الذئب الرمادي.                                                        |  |
| النويعة الكولومبية (Canis lupus columbianus) – ذئب كولومبيا البريطانية                                                    |                            | غربي كندا. | نويعة منقرضة. |  |
| نويعة جزيرة فانكوفر (Canis lupus crassodon) – ذئب جزيرة فانكوفر البريطانية                                                |                            | جزيرة فانكوفر في ولاية كولومبيا البريطانية، كندا.                                                                                 | نويعة مهددة بالانقراض بدرجة متوسطة، يندر مشاهدتها من قبل البشر. يُعرف عن الأفراد قاطنة منتزه "حافة المحيط الهادئ" الوطني، بأنها تقتل الكلاب غير المحروسة. متوسطة القد، يتراوح لونها بين الأسود الضارب للرمادي إلى الأبيض.                                  |  |
| نويعة الدنغ (Canis lupus dingo) – الدنغ، الدنغو، الكلب البري الأسترالي.                                                   |                            | أستراليا وجنوب شرق آسيا. | كانت هذه النويعة بالأساس مستأنسة، أحضرها معهم السكان الأصليون إلى أستراليا، وسرعان ما استعادت طبيعتها البرية وعاشت وحشية في جميع أنحاء القارة، ويعدّ بعض العلماء أن الدنغ استطاع بذكائه المتطور نسبيّاً القضاء على أكبر ضواري إستراليا حينها، وهو الثايلسين. |  |
| النويعة الأهلية (Canis lupus familiaris) – الكلب المستأنس.                                                                |                            | عالمي الموطن كحيوان منزلي، تعيش منه جمهرات وحشية في جميع القارات عدا أنتاركتيكا.                                                  | تختلف أحجام وألوان وأشكال الكلاب المستأنسة كثيرًا نتيجة للتهجين الانتقائي خلال ألاف السنين. يُقدر وجود 400 مليون كلب في العالم. |  |
| نويعة فلوريدا (Canis lupus floridanus) – ذئب فلوريدا الأسود.                                                              |                            | شبه جزيرة فلوريدا، الولايات المتحدة.                                                                                              | نويعة منقرضة. |  |
| النويعة القاتمة (Canis lupus fuscus) – ذئب سلسلة جبال الشلالات.                                                           |                            | سلسلة جبال الشلالات في كندا والولايات المتحدة.                                                                                    | كانت هذه النويعة مقتصرة بوجودها على سلسلة جبال الشلالات في أمريكا الشمالية، وكان لونها ضارباً إلى البني. انقرضت بحلول عام 1940. |  |
| النويعة الشيباء (Canis lupus griseoalbus) – ذئب مانيتوبا، الذئب المراوغ، ذئب الغياض لساسكاتشوان، الذئب الأشيب.            |                            | ألبرتا، ساسكاتشوان، مانيتوبا، نيوفاوندلاند، والمقاطعات الشمالية الغربية.                                                          | من النويعات المنقرضة الضخمة، يتراوح لونها بين الرمادي والأبيض. يعتقد الكثيرون أنها لسيت سوى جمهرة من نويعة هدسون. |  |
| نويعة هوكايدو (Canis lupus hattai) – ذئب هوكايدو، ذئب إيزو.                                                               |                            | جزيرة هوكايدو باليابان. | كانت هذه النويعة تستوطن جزيرة هوكايدو اليابانية فقط، وكانت أقرب إلى الذئاب الرمادية العادية من ذئاب هونشو، قاطنة اليابان كذلك الأمر. تراوح لونها من الرمادي الباهت إلى المسمرّ، وانقرضت بحلول عام 1889 بسبب الاضطهاد البشري.                               |  |
| نويعة هونشو (Canis lupus hodophilax) – ذئب هونشو.                                                                         |                            | جزر هونشو، شيكوكو، وكيوشو باليابان.                                                                                               | إحدى النويعات المنقرضة، لا تُعرف إلا عن طريق 8 فراء محفوظة و 5 عينات محنطة. يُعتقد بأن السبب الذي دفعها للانقراض كان انتشار داء الكلب في موطنها عام 1732، بالإضافة للتحطيب المكثف الذي دمر مؤلها وقضى على طرائدها.                                          |  |
| نويعة هدسون (Canis lupus hudsonicus) – ذئب خليج هدسون، ذئب التندرا.                                                       |                            | كندا: غربي خليج هدسون، من شمال مانيتوبا عبر المقاطعات الشمالية الغربية وما فوقها.                                                 | نويعة متوسطة الحجم ذات فراء كث يتراوح لونه من الرمادي الباهت إلى الأبيض الضارب إلى الصفار أو القشدي. يُقال بأنها تماثل نويعة وادي ماكينزي في أغلب النواحي، إلا أنها أصغر حجماً.                                                                             |  |
| نويعة شمال الروكي (Canis lupus irremotus) – ذئب شمال الروكي.                                                              |                            | شمال سلسلة جبال الروكي في كندا والولايات المتحدة.                                                                                 | نويعة منقرضة. |  |
| النويعة الإيطالية (Canis lupus italicus) – الذئب الإيطالي، ذئب الأبينيني.                                                 |                            | سلسلة جبال الأبينيني في إيطاليا، بعض أنحاء سويسرا، جنوب فرنسا.                                                                    | إحدى النويعتين ذات الخصائص المورفولوجية المميزة. تُعد أصغر حجماً من النويعة الذئبية. أظهرت الدراسات أن هذه الذئاب هي الأنقى في أوروبا، حيث أنها لم تتناسل والكلاب الوحشية بنفس حدة باقي النويعات.                                                           |  |
| نويعة لابرادور (Canis lupus labradorius) – ذئب لابرادور.                                                                  |                            | كندا: شمال كيبك ولابرادور. | نويعة متوسطة الحجم، يتراوح لونها من الرمادي الداكن إلى الأبيض. تُعتبر من أصعب النويعات تصويراً في البرية. |  |
| نويعة أرخبيل ألكسندر (Canis lupus ligoni) – ذئب أرخبيل الكسندر.                                                           | ملف:Canis lupus ligoni.jpg | سواحل جنوب شرق ألاسكا، من مدخل ديكسون وصولاً إلى خليج يكوتات وأغلبية جزر أرخبيل ألكسندر.                                           | إحدى النويعات صغيرة الحجم؛ ذات فراء قصير أسود اللون غالباً، أو ذو لون أخر داكن. تتراوح أعدادها حاليّاً بين 750 و 1,100 ذئباً، بعد أن كانت قد تناقصت كثيرًا في العقود الماضية نتيجة الاضطهاد البشري.                                                            |  |
| النويعة الملكية (Canis lupus lycaon) – الذئب الشرقي، الذئب الكندي الشرقي، الذئب الأحمر لشرقي كندا.                        |                            | المنطقة المحيطة بمنتزه ألغوكوين الوطني في أونتاريو وبعض المناطق المجاورة في كيبك. يُحتمل وجود بعض الجمهرات في مينيسوتا ومانيتوبا.  | أظهرت الأبحاث الوراثية مؤخراً أن هذه النويعة قد تكون نوعاً مستقلاً بذاته، إلا أن الجدال ما زال قائماً حول ما إذا كان هذا صحيحاً أم لا. كما كانت تُعتبر نتاج تهجين طبيعي بين الذئاب الرمادية والذئاب الحمراء أو القيوط.                                          |  |
| نويعة ماكينزي (Canis lupus mackenzii) – ذئب التندرا لماكينزي، ذئب التندرا الألاسكي.                                       |                            | شرقي نهر ماكينزي في المقاطعات الشمالية الغربية بكندا، من ساحل المحيط المتجمد الشمالي شمالاً، وصولاً إلى جنوب بحيرة الدب الكبيرة.    | نويعة متوسطة الحجم، يتراوح لونها من الأبيض، الأبيض الضارب للإصفرار، الرمادي، والأسود. تعدّ مهددة بدرجة متوسطة. |  |
| نويعة جزيرة بفن (Canis lupus irremotus) – ذئب جزيرة بفن.                                                                  |                            | مقصورة في وجودها على جزيرة بفن وبعض الجزر المجاورة بكندا.                                                                         | تعدّ أصغر نويعات الذئب الرمادي القطبية. فراؤها الأبيض الكث يجعلها تبدو أضخم حجماً مما هي عليه في الواقع. |  |
| نويعة موغولّون (Canis lupus mogollonensis) – ذئب جبل موغولّون، ذئب الجنوب الغربي.                                           |                            | هضبة موغولّون في وسط أريزونا، شرقاً عبر جبال موغولّون وصولاً إلى أواسط نيو مكسيكو.                                                    | أطلق هذا الاسم على هذه النويعة تيمناً بقبيلة الأمريكيين الأصليين التي قطنت نفس المنطقة. كانت نويعة متوسطة إلى صغيرة الحجم. انقرضت بحلول عام 1935. |  |
| نويعة تكساس (Canis lupus monstrabilis) – ذئب تكساس.                                                                       |                            | شمال المكسيك، جنوب شرق نيو مكسيكو وصولاً إلى تكساس ولويزيانا.                                                                      | نويعة متوسطة إلى صغيرة الحجم، قاتمة اللون عند معظم الأفراد. انقرضت بحلول عام 1942 بعد أن اختفت طريدتها الأساسية، وهي البيزون الأمريكي، واضطهدها البشر بسبب تحولها للاقتيات على الماشية المستانسة.                                                         |  |
| النويعة الغبراء (Canis lupus nubilus) – ذئب السهول الكبرى، ذئب الجاموس.                                                   |                            | مينيسوتا، ميشيغان، ويسكنسن، داكوتا الشمالية والجنوبية، نبراسكا.                                                                   | يتراوح طولها بين 150 و 210 سنتيمترات (ما بين 4.9 و 6.9 أقدام). فراؤها أغبر، تختلط فيه ألوان الرمادي، الأسود، الأصفر الضارب إلى البرتقالي، والأحمر. |  |
| النويعة الغربية (Canis lupus occidentalis) – ذئب وادي ماكينزي، ذئب التندرا الآلاسكي، ذئب الغياض الكندي.                   |                            | غربي الولايات المتحدة، معظم أنحاء غربي كندا وألاسكا بما فيها جزيرة أونيماك. أدخلت لمنتزه يلوستون الوطني وأواسط أيداهو.            | إحدى أكبر نويعات أمريكا الشمالية، يتراوح طولها إجمالاً بين 81 و 91 سنتيمتراً (بين 32 و 36 إنشاً). أعيد إدخال هذه النويعة إلى منتزه يلوستون الوطني عام 1995 بعد أن انقرضت في الولايات المتحدة في عقد الثلاثينات من القرن العشرين.                             |  |
| النويعة الجبارة (Canis lupus orion) – ذئب غرينلاند.                                                                       |                            | غرينلاند | ليس هناك من أدلة تفيد ببقاء هذه النويعة على قيد الحياة اليوم، أو إن كانت نويعة مستقلة من الأساس. فإن كانت هذه الحيوانات تمثل نويعة مستقلة فإنها على الأرجح منقرضة اليوم.                                                                                  |  |
| النويعة الهندية (Canis lupus pallipes) – الذئب الهندي، الذئب الإيراني، الذئب التركي، ذئب جنوب غرب آسيا.                   |                            | تركيا، سوريا، لبنان، إسرائيل، شمال السعودية، الأردن، العراق، إيران، باكستان، الهند.                                               | نويعة صغيرة إلى متوسطة الحجم، تعدّ إلى جانب الذئاب العربية وذئاب التبت، إحدى النويعات التي تحدرت منها الكلاب المستأنسة. يُعتقد بأن الجمهرة قاطنة شبه القارة الهندية تُشكل نوعاً مستقلاً بذاته.                                                                 |  |
| نويعة الداخل الألاسكي (Canis lupus pambasileus) – ذئب الداخل الألاسكي.                                                    |                            | ساحل المحيط المتجمد الشمالي بشمال ألاسكا.                                                                                         | إحدى أكبر نويعات أمريكا الشمالية، إن لم تكن أكبرها بلا منازع. يعتقد البعض أنها مجرد جمهرة من ذئاب التندرا الألاسكية. دائماً ما يكون لون هذه النويعة قاتماً، ويتراوح بين الأسود الصافي، أو الممزوج مع البني، الرمادي، أو الأبيض.                             |  |
| النويعة الموسومة (Canis lupus signatus) – الذئب الأيبيري.                                                                 |                            | شمال البرتغال وشمال غرب إسبانيا.                                                                                                  | النويعة الثانية ذات الخصائص المورفولوجية المميزة. تختلف عن الذئاب الأوراسية من عدة نواح، منها بنيتها الأنحف والعلامات التي تحملها على ذيلها وقوائمها، الأمر الذي جعل العلماء يُطلقون عليها اسم "signatus" بمعنى "ذات العلامات" أو الموسومة.                |  |
| نويعة التندرا (Canis lupus tundrarum) – ذئب التندرا الألاسكي.                                                             |                            | شمال شرق ألاسكا. | نويعة ضخمة غالباً ما يكون لونها أبيضاً نقيّاً وفراؤها طويل، لكنه لا يصل لطول فراء النويعة البيضاء. تتميز عن نويعة الداخل الألاسكي بتسنينها الأكثف. |  |
| نويعة يونغ (Canis lupus youngi) – ذئب جنوب الروكي.                                                                        |                            | سلسلة جبال الروكي من شمال يوتا وجنوب وايومينغ، عبر غربي كولورادو، وصولاً إلى شمال أريزونا ونيو مكسيكو.                             | تراوح حجم هذه النويعة من المتوسط إلى الضخم، وكان لونها أصفراً ضارباً إلى البرتقالي. أعلن عن انقراض هذه النويعة رسميّاً عام 1935 بسبب الصيد المكثف والتسميم.                                                                                                   |  |

يصنف بعض العلماء الذئب الأحمر على أنه نويعة أخرى من الذئب الرمادي، حيث يحمل الاسم العلمي "Canis lupus rufus"، بينما يقول أخرون أنه نوع مستقل بذاته، يحمل اسم "Canis rufus". والذين يقولون بكون تلك الذئاب مجرد نويعة يعدّونها النويعة الأخيرة ذات الخصائص المورفولوجية المميزة.

### التهجين مع أنواع أخرى

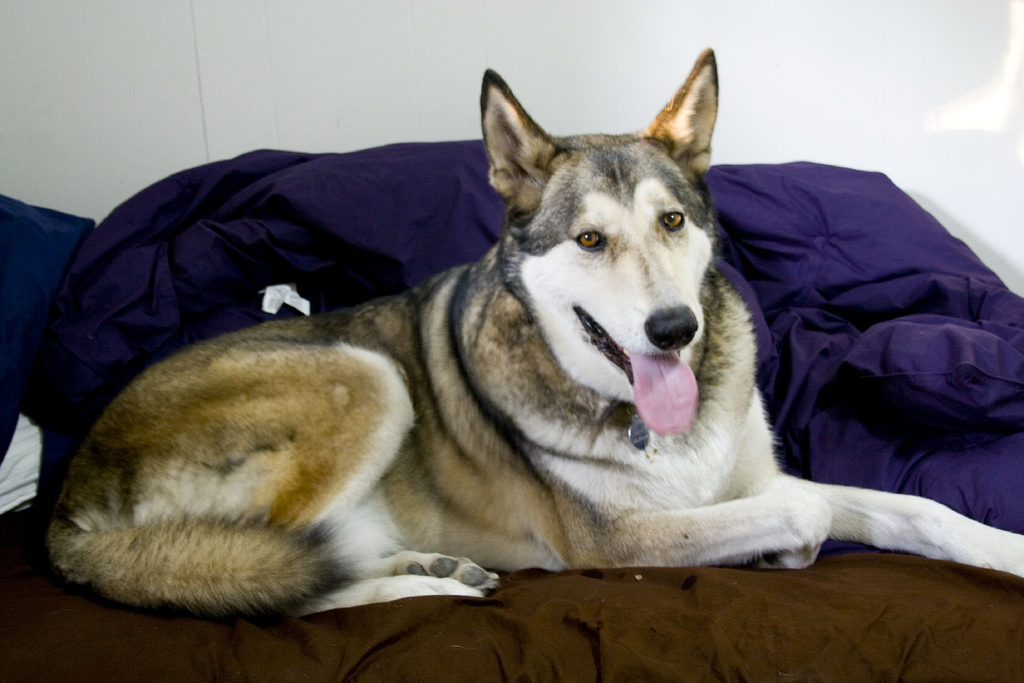
هجين ذئب وكلب من سلالة الملموت الألاسكي.

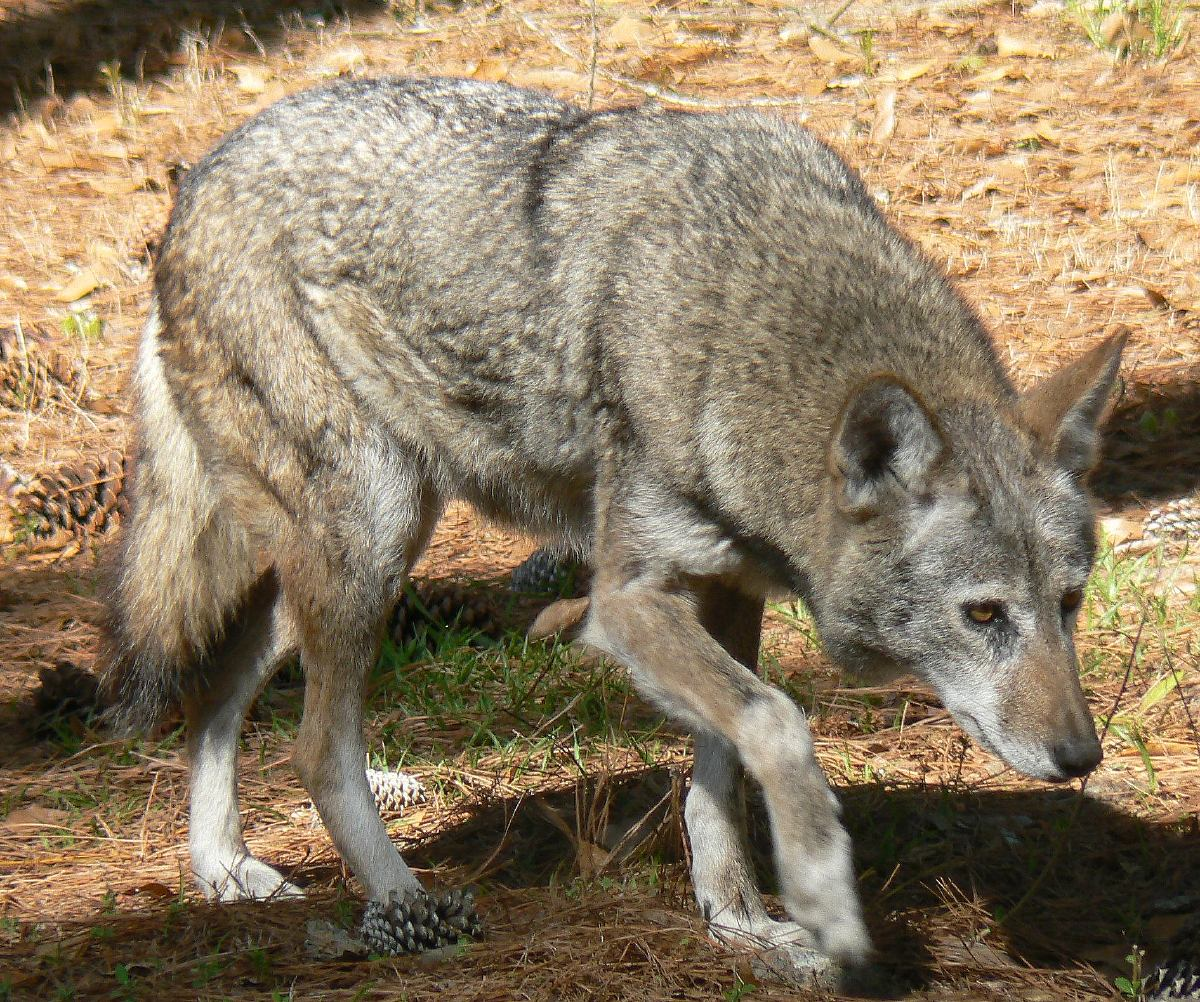
ذئب أحمر أسير. أظهرت العديد من الأبحاث الوراثية أن هذه الذئاب عبارة عن هجائن بين الذئاب الرمادية والقيوطات.

يمكن للذئاب أن تتناسل والكلاب المستأنسة، لتنتج هجيناً غير عقيم. يُقال أن هجائن الكلاب والذئاب تكون متمتعةً بصحة جيدة في أغلب الحالات، حيث أنها تتأثر بعدد أقل بأشواط من الأمراض الوراثية من العدد الذي تتأثر به سلالات الكلاب المستأنسة، ويعود السبب وراء هذا إلى عامل «قوة الوراثة». يفيد اتحاد الكلاب الذئبية الوطني (بالإنجليزية: National Wolfdog Alliance)، بأن 40 ولاية أمريكية تحظر ملكية، إكثار، أو استيراد أي كلب ذئبي، بينما تقوم ولايات أخرى بوضع بعض القواعد التنظيمية المتعلقة بهذا الموضوع. تنطبق ذات المسألة على معظم الدول الأوروبية والكثير من بلديات ومقاطعات الولايات المتحدة، التي إما تجعل تملّك الحيوان مسألةً مخالفةً للقانون، أو تقيد من حرية تربيته. على الرغم من أن الذئاب تفتك بالكلاب في البرية، إلا أنه تمّ توثيق حدوث بعض حالات التزاوج بين ذئاب وكلاب وحشية عن طريق الاختبارات الوراثية، التي أظهرت أن بعض الجمهرات تحمل مورثات انتقلت إليها من سلف من الكلاب. يعتقد بعض العلماء أن هذا التهجين الطبيعي يُشكل خطراً محدقاً بجمهرات الذئاب النقية المعزولة، لا سيما وأن هناك بعضاً من القطعان المهددة التي وإن اختلطت بأي جمهرة هجينة، فسوف تكون قد اندثرت بطريقة أخرى. عادةً ما يحصل التهجين الطبيعي بين الذئاب والكلاب بالقرب من المستوطنات البشرية، حيث تقل كثافة الذئاب ويرتفع عدد الكلاب. إلا أن الدلائل الملموسة، كالخصائص المورفولوجية البارزة وتحاليل الحمض النووي للمتقدرات، تنص على أن القول بانتشار التهجين بين الكلاب والذئاب قول خاطئ، إذ أنها تُظهر ندرة حصول أي تزاوج بين النوعين في البرية. يُقال في بعض الأحيان أن وجود زمعتين عند الذئاب البرية هو خير دليل على أنها ملوثة وراثيّاً من قبل الكلاب، والزمعة عبارة عن أصبع خامس لاوظيفي يظهر في قوائم الكلاب الخلفية، ويختفي عند الذئاب النقية ذات الأصابع الأربعة. لوحظ أن هجائن الذئاب البرية في الإتحاد السوفياتي السابق، كانت تؤلف قطعاناً أكبر من قطعان الذئاب النقية، كما تمتعت بقدرة أكبر على التحمل عندما طاردت فريستها. أظهرت الأبحاث الوراثية في جامعة كاليفورنيا بمدينة لوس أنجلوس، أن الذئاب ذات الأهاب الأسود تحمل هذا اللون نتيجة طفرة برزت في بادئ الأمر عند الكلاب المستأنسة حديثاً وانتقلت لاحقاً إلى الذئاب عن طريق التهجين مع الكلاب التي غدت وحشية.
تتناسل الذئاب مع القيوطات لتنتج هجائن غير عقيمة كذلك الأمر، وهذا الأمر يطرح التساؤل المثير للجدل حول ما إذا كان يُمكن اعتبار كل منها نوعاً مستقلاً بذاته. يُعرف نتاج الذئب والقيوط باسم «الذئب القيوطي» أو «القيئب»، وهو عادةً ما يكون حجمه وسطاً بين حجم أبويه، أي أكبر من قيوط نقي وأصغر من ذئب. أظهرت إحدى البحوث في ولاية ماين، أن 22 قيوطاً من بين 100 تم أسرها، تتحدر من أصول ذئبيّة، وكان أحدها يحمل خصائص مماثلة لخصائص الذئاب بنسبة 89%. تفترض إحدى النظريات أن القيوطات الشرقية الضخمة في كندا ليست سوى هجائن بين القيوطات الغربية الصغيرة والذئاب، التي التقت بها وتزاوجت معها منذ عقود، كذلك، يقول بعض العلماء أن الذئب الأحمر ليس بنوع مستقل وإنما هو هجين أخر بين الذئاب الرمادية والقيوطات. وقد دعمت الأبحاث الوراثية الحديثة هذا الافتراض، حيث تبين أن الذئاب الحمراء لا تتميز وراثيّاً عن الذئاب الرمادية والقيوطات إلا بنسبة بسيطة، وقد ظهر أيضاً، من خلال احتساب المسافة الوراثية بين الأنواع الثلاثة، أن الذئاب الحمراء تأتي وسطاً بين الذئاب الرمادية والقيوطات، وأنها تُشابه هجائن الأخيرة قاطنة جنوب كيبيك ومينيسوتا. تبين من خلال تحاليل الحمض النووي للمتقدرات، أن جمهرات الذئب الأحمر الباقية، يتحدر أغلبها في الأصل من القيوطات.

## الصلة بالكلاب
تثير مسألة صلة الذئب الرمادي بالكلاب الجدال بين العلماء منذ سنين طويلة، على الرغم من أن معظمهم يرون الذئب على أنه السلف المباشر لجميع سلالات الكلاب المستأنسة. اعتبر حل هذه المسألة غاية في الصعوبة، بما أن فصيلة الكلبيات فصيلة حديثة النشوء وبسبب تناسل الأنواع المختلفة مع بعضها بسهولة، إلا أن دراسات القرابة الجزيئية تظهر حاليّاً أن الكلاب المستأنسة والذئاب قريبة من بعضها بشكل وثيق، وبناءً على هذا فإن جميع العلماء أخذوا يصنفون الكلب على أنه نويعة من الذئب الرمادي، يحمل الاسم العلمي "Canis lupus familiaris". كذلك، فقد أظهرت التجارب في ألمانيا، على كلاب البودل والذئاب، أن الصغار الهجينة تولد غير عقيمة ولا تواجه صعوبة في التواصل مع بعضها أو مع أبويها حتى تلك التي ولدت بعد أجيال، وكذلك كانت النتيجة بالنسبة للوالدين، حيث تزاوجت مع بعضها تلقائيّاً دون أي قيد، ولم تواجه صعوبة في التواصل عبر الأصوات ولغة الجسد. تتعارض هذه النتائج مع تلك التي برزت من تزويج البودل بالقيوط وبنات آوى، إذ تبين أن خصوبة كل الهجائن أخذت تقل جيلاً بعد جيل، كما أخذ التواصل يصعب عليها شيئاً فشيئاً، وازدادت نسبة أمراضها الوراثية بعد 3 أجيال من التزاوج الداخلي. وبناءً على هذا، استنتج العلماء أن الذئاب الرمادية والكلاب تُشكل نوعاً واحداً. أظهرت فحوصات الحمض النووي أن الكلاب المستأنسة والذئاب الرمادية وثيقة الصلة ببعضها، فكلاهما يمتلك 39 كروموسوماً، تُمثل 19000 مورثة، منتشرة على 2.4 مليارات كيلو قاعدة. في عام 2005، تم إجراء دراسة لتحديد مدى الشبه الوراثي عند أفراد السلالات المستأنسة وبين تلك السلالات المختلفة، وبين نويعات الذئب الرمادي، عن طريق قياس درجة تواتر نوكليوتيد تعدد الأشكال المنفردة الخاصة بكل منها. بينت النتائج أن الكلاب المستأنسة من ذات السلالة كانت مشابهة بشدة لبعضها البعض، كما تبين أن السلالة المستخدمة في الدراسة، وهي من كلاب البوكسر، كانت قريبة كثيرًا لسلالات مستأنسة أخرى، على الرغم من وجود بعض التفاوت بين السلالة والأخرى، فعلى سبيل المثال، ظهر بأن البوكسر أقل قرباً إلى كلاب الملموت الألاسكية من باقي السلالات. كما ظهر أنه الأقل من بين السلالات المستأنسة شبهاً بالكلبيات الأخرى، مثل الذئب الأوراسي والقيوط. وبناءً على هذا التحليل، يمكن القول بأن الفروقات الشكلية بين الذئب الأوراسي والكلب المستأنس هي ضعف الفرق بين سلالات الكلاب المستأنسة، وأربعة أضعاف الفروقات الموجودة بين أفراد سلالة مستأنسة معينة.

### الاستئناس
طالما كان هناك جدال قائم بين العلماء حول مسألة تشعب الكلاب المستأنسة من الذئاب، وحتى الآن ما زال تاريخ حصول هذا التشعب، كيفية حصوله ومكان ذلك، غير محدد بشكل قاطع. تظهر المستحثات التي عُثر عليها أن الكلاب انشقت عن الذئاب منذ 15,000 سنة، إلا أن هذا يمكن أن يكون قد حصل منذ فترة سابقة على هذا التاريخ بكثير. يقول معظم علماء الآثار أن الكلاب تشعبت من الذئاب في الفترة الممتدة بين 15,000 و35,000 سنة، وأن الاستئناس حصل نتيجةً لتغيّر نمط حياة البشر، إذ أنه في تلك الفترة بدأ الإنسان بالاستقرار وتوقف عن حياة الترحال. يتفق جميع العلماء أن التدجين حصل في أوراسيا، وأن الكلاب دخلت أمريكا الشمالية مع إحدى موجات الهجرة البشرية على الأرجح، منذ 12,000 عام فقط، وبالتالي فإنه يُفترض أن الكلاب انتشرت بسرعة فائقة في جميع أنحاء العالم. لا تزال مسألة أي نويعة من الذئاب تتحدر منها سليلتها الأليفة موضع نقاش، فيقول البعض أن هذه النويعة هي النويعة التبتية، حيث أن القسم الأعلى من فكها السفلي يميل إلى الخلف كما في الكلاب المستأنسة، وعلى العكس من باقي نويعات الذئب الرمادي، بينما يقول آخرون أن النويعة الأكثر ترجيحًا هي النويعة الهندية بسبب حجمها الصغير وطبيعتها الأكثر وداعة. يقول بعض الخبراء أن نويعات الشرق الأوسط وآسيا الجنوبية هي الأكثر احتمالاً لتكون أجداد الكلاب، إذ أنها تُصدر أصواتاً شبيهة بأصوات الأخيرة، كما أنها أصغر حجماً وأكثر وداعةً من النويعات الشمالية.

### الاختلافات الجسدية والسلوكية

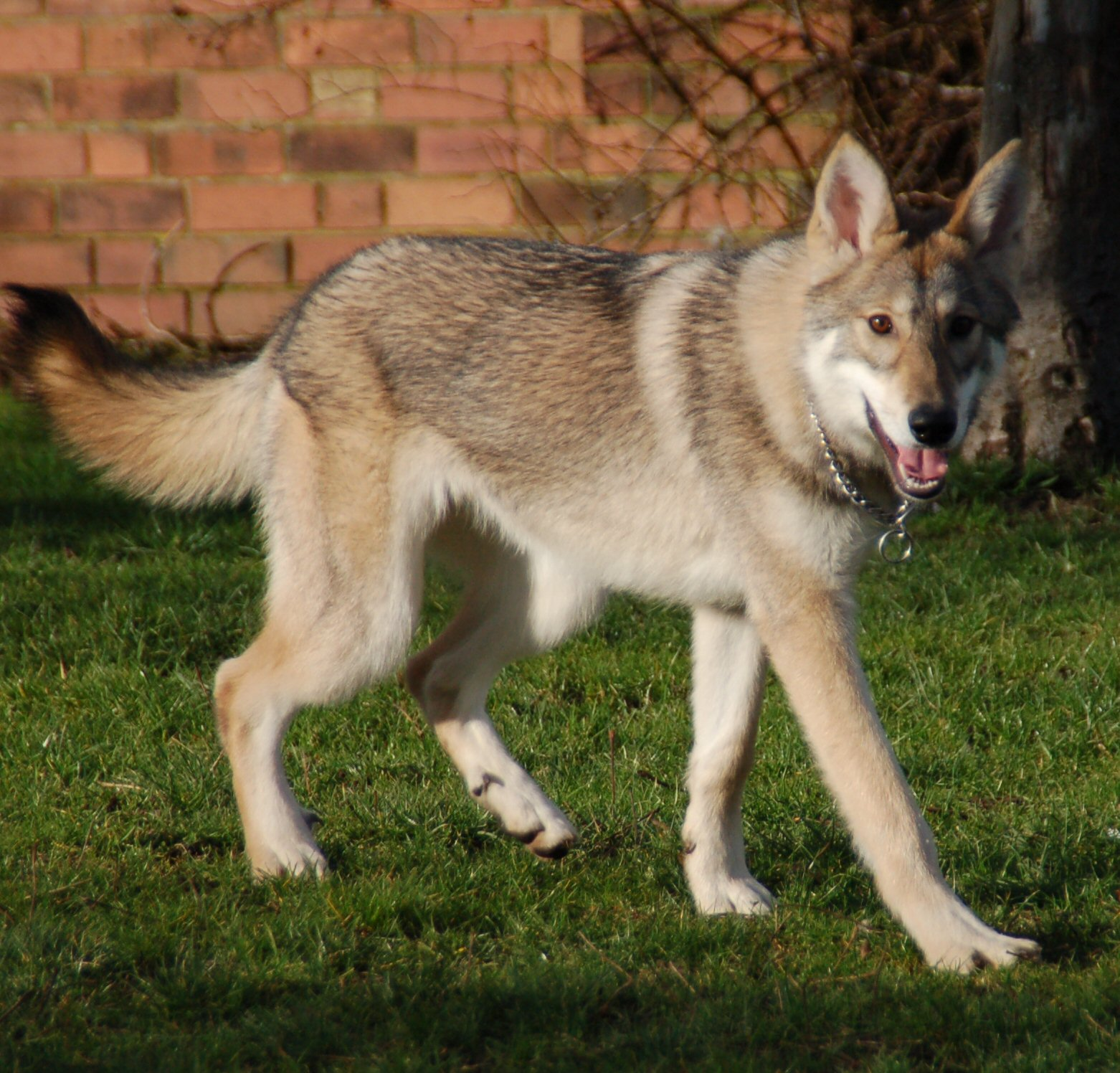
تُظهر بعض سلالات الكلاب المستأنسة، مثل هذا التمسكان، شبهاً كبيراً بالذئاب، على الرغم من عدم ارتباطها بالأخيرة بشكل أوثق من باقي السلالات.

على الرغم من أن الكلاب والذئاب وثيقة الصلة ببعضها البعض، إلا أنها تُظهر عدداً من الاختلافات الجسدية والسلوكية. يقول بعض العلماء بعدم صحة النظرية القائلة بأن الكلاب تتحدر من الذئاب، بناءً على هذه الاختلافات بين الحيوانين، بينما يقول أخرون أن غياب بعض الخصائص أو العادات عند الكلاب، مثل تقيؤ الطعام للجراء أو عيشها في قطيع ذو بنية الصارمة، ليس بدليل على خطأ النظرية، وإنما هو بمثابة «انحلال» لتلك الخصائص بسبب التزويج غير الانتقائي أو اللامسؤول لسلالات الكلاب المختلفة، كما أن الكثير من الكلاب، وبشكل خاص تلك التي تتحول إلى الوحشية، تظهر لديها هذه الخصائص، بينما تبقى غير بارزة عند غيرها.
قد لا تُظهر الكلاب بعض أشكال السلوك الغريزي أو الاجتماعي التي تُظهرها الذئاب بسبب عدم وجود أي فرصة لها للقيام بذلك في محيطها الأهلي، وكذلك عندما تتحول إلى الوحشية أو تعيش حياة شبه وحشية، فإنها تبقى تُظهر اختلافات معينة عن أسلافها البرية. وفي دراسة مقارنة أجريت على الذئاب وكلاب البودل، قام العالم المختص بدراسة الذئاب «أريك زيمن» ومساعديه بتسجيل 362 سلوكاً مختلفاً تقوم به الأخيرة، 64% منها قامت به كلاب البودل باختلاف طفيف أو دون أي اختلاف على الإطلاق، بينما لم تُظهر أي سلوك مشابه لنسبة 13% الباقية. تبين من هذه الدراسة أن 23% من السلوكيات الذئبية موجود لدى الكلاب ولكن بشكل معدل بطريقة ملحوظة، فعند الإتيان بأي منها، أظهرت البودل عدم تركيزها على هدف معين وعشوائية وعدم فعالية انتقائها «لطريدتها»، تماماً كما هي الحال عند جراء الذئاب اللاهية أو العابثة. كذلك، فقد ظهر أن الكثير من تعابير الوجه والتعابير الجسدية التي تقوم بها الذئاب، كانت مبسطة كثيرًا عند البودل أو غير بارزة على الإطلاق، فكانت الوضعيات العدائية والدفاعية لديها قليلة إلى حد كبير، وذلك بسبب كونها أقل خوفاً وعدائيةً، وأكثر تحملاً للكائن الذي يقترب منها كثيراً. وعلى العكس من الذئاب البالغة، التي تتفادى الاحتكاك الجسدي مع بعضها البعض عندما تنام، فإن كلاب البودل استمرت بالاستلقاء قرب بعضها عندما بلغت 8 أشهر من العمر أو ما يزيد عن ذلك بعض الشيء، حتى في الأيام الحارة، عندما لا يكون هناك حاجة للتكويم من أجل الحفاظ على حرارة الجسد. تعدّ الكلاب البالغة أكثر تقبلاً للغرباء من الذئاب البالغة، التي تصبح كارهةً للأجانب مع تقدمها بالسن. كذلك، فإن تقنيات القتال تختلف بين الكلاب والذئاب، فالأولى غالباً ما تركز على الهجوم على الرأس، العنق، والأكتاف، بينما تهاجم الثانية جميع أنحاء الجسد وتسبب ضرراً أكبر، كما تصد العديد من الهجومات المضادة.
تمتلك الكلاب، المماثلة في حجمها لحجم الذئاب، جمجمةً ودماغاً أصغر بحوالي 20 و 10% على التوالي، وأسنان صغيرة بالمقارنة مع أنواع أخرى من الكلبيات. تكون طواحن وأضراس الكلاب متراصة بشكل أكبر من الذئاب، كما أن أنماطها المستدقة أقل تعقيداً، وفقاعة طبلة أذنها أصغر بكثير. تتطلب الكلاب المستأنسة سعرات حرارية أقل من الذئاب كي تستطيع البقاء، بما أن دماغها أقل حجماً، ويعود السبب في ذلك إلى أن اعتمادها على بقايا طعام البشر منذ القدم، أدى إلى التقليل من حجم الدماغ وقوة عضلات الفك اللازمين للصيد. يُعتقد أن السبب وراء ارتخاء آذان الكلاب هو ضمور عضلات الفك. تبلغ أكف الكلاب في حجمها نصف حجم أكف الذئاب، وتميل أذيالها إلى أن تلتف نحو الأعلى، وهذه سمة غير موجودة عند الذئاب.

## الوضع الحالي والسابق

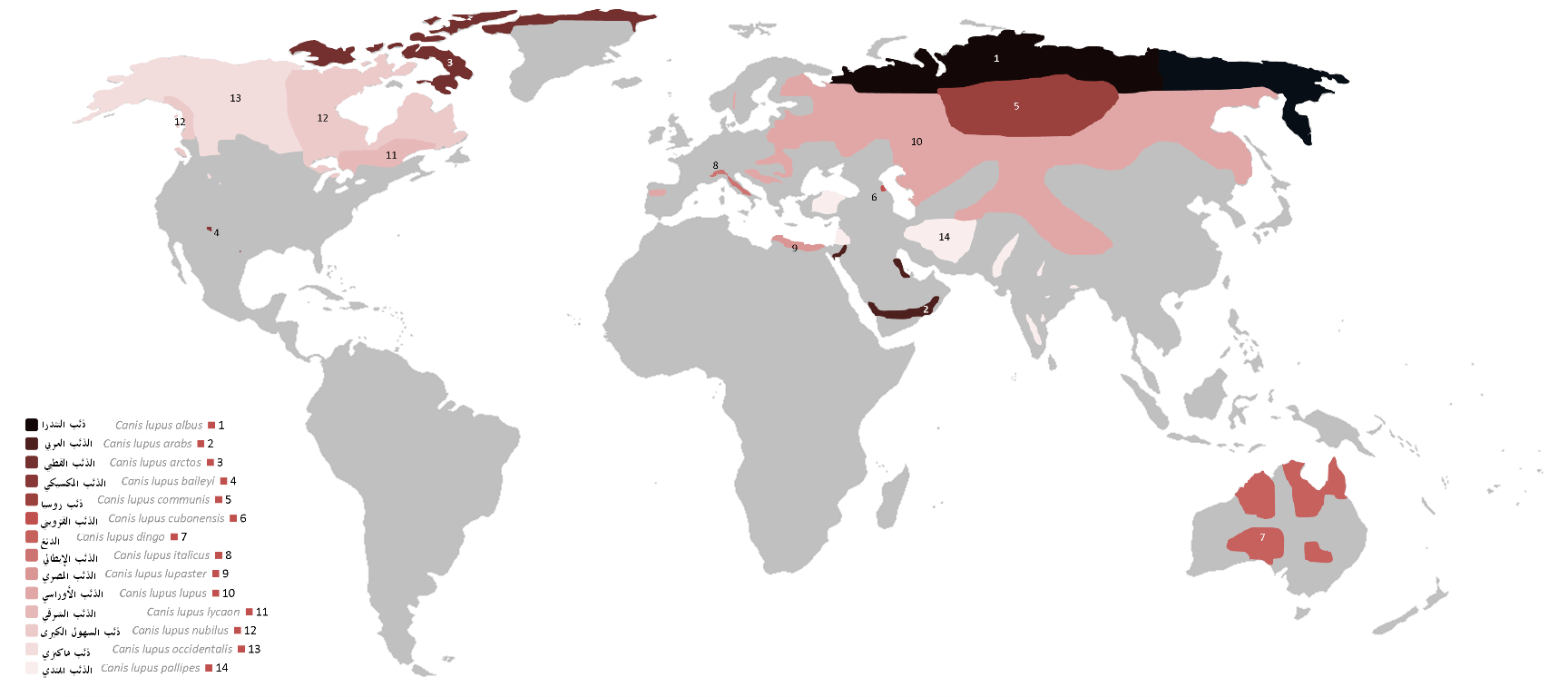
الانتشار الحالي لنويعات الذئب الرمادي المختلفة.

كانت الذئاب الرمادية أوسع الثدييات انتشاراً على سطح الكرة الأرضية سابقاً بعد الإنسان، حيث قطنت المناطق شمال خط العرض 15° و 12° شمالاً في أمريكا الشمالية وأوراسيا على التوالي. وعلى الرغم من هذا الانتشار الواسع، فإن الذئاب اليوم تقطن قسماً صغيراً جداً من هذا الموطن السابق، بسبب تعدي البشر على موائلها وما ينجم عن ذلك من تدمير لمسكنها واحتكاك بينها وبين الإنسان يؤدي في نهاية المطاف إلى استئصالها محليّاً. يظهر هذا الأمر بشكل جلي في المناطق المخصصة للتطوير والاستغلال في أوروبا، آسيا، المكسيك، والولايات المتحدة، حيث يتم تسميم الذئاب واضطهادها عمداً.
صُنّفت الذئاب الرمادية على أنها معرضة للانقراض بدرجة دنيا من عام 1982 حتى عام 1994 من قبل الاتحاد العالمي للحفاظ على الطبيعة. إلا أن قيام العديد من الدول بحمايتها وتغيير طرق استغلال الأراضي، والنزوح من الريف إلى المدن، أدى إلى زيادة أعدادها من جديد. وبالإضافة إلى ذلك، أدت مشاريع إعادة الإدخال وإعادة التوزيع في أوروبا الغربية وغربي الولايات المتحدة، إلى زيادة عدد جمهرات الذئاب في تلك النواحي من العالم. وكنتيجة لكل هذا، أعاد الاتحاد العالمي للحفاظ على الطبيعة تصنيف الذئب عام 1996 من نوع مهدد بدرجة دنيا، إلى نوع غير مهدد على الإطلاق. تختلف اليوم حالة حفظ الذئاب باختلاف المناطق والدول التي تقطنها، فهي تحظى بحماية كاملة في بعض الدول، تُصاد لغرض الترفيه في دول أخرى، أو تتعرض للاضطهاد والإبادة في أماكن معينة بسبب اعتبارها خطراً يهدد المواشي والحيوانات المنزلية.
تعدّ الكثير من جمهرات الذئاب المحلية مهددة بالاندثار، على الرغم من عدم تهدد النوع ككل. ومن المخاطر التي تواجه هذه الحيوانات قلة التنوع الوراثي وضيقه شيئاً فشيئاً، بسبب تبعثر الجمهرات وتفرقها، إذ أن الانفجار السكاني أدى إلى توسع رقعة الاستيطان البشري، الأمر الذي أدى بدوره إلى إيجاد جيوب معزولة من الذئاب تعاني من التناسل الداخلي. أظهرت الدراسات أن معدل الإنجاب عند الذئاب يرتبط بشكل مباشر بالتنوع الوراثي، وأن الجمهرات المعزولة تتأثر كثيرًا بإدخال الأليلات الجديدة إليها ولو كانت من ذئب واحد إضافي حتى. يُعتقد أن إحدى الجمهرات المعزولة من الذئاب على الجزيرة الملكية في منطقة البحيرات العظمى بالولايات المتحدة تعاني من مضاعفات نقص التنوع الوراثي، ففي عام 1991 تبين أن عدد أفرادها تناقص من 50 إلى 12 ذئباً، وأظهرت الأبحاث أن هذا التراجع في الأعداد تزامن مع نقص الألزيمات مغايرة اللاقحة.
يُعرف عن الذئاب أنها حيوانات تعاني من صعوبة التأقلم مع التغيير، وغالباً ما يُشار إليها على أنها نوعاً مؤشراً؛ أي نوع يرسم حدود منطقة بيئية أو يدل على وضع بيئي معين، كانتشار مرض ما، وجود تلوث أو منافسة بين الأنواع، أو تغير حاصل في المناخ. يظهر بأن الذئاب غير قادرة على التأقلم مع التوسع العمراني والحضري كما القيوطات، حيث يتبين أن المناطق التي شهدت انفجاراً سكانيّاً، شهدت تراجعاً في أعداد الذئاب.

## تمثيل الذئب الرمادي في الثقافة الإنسانية

### في الفلكلور، الدين، والميثولوجيا

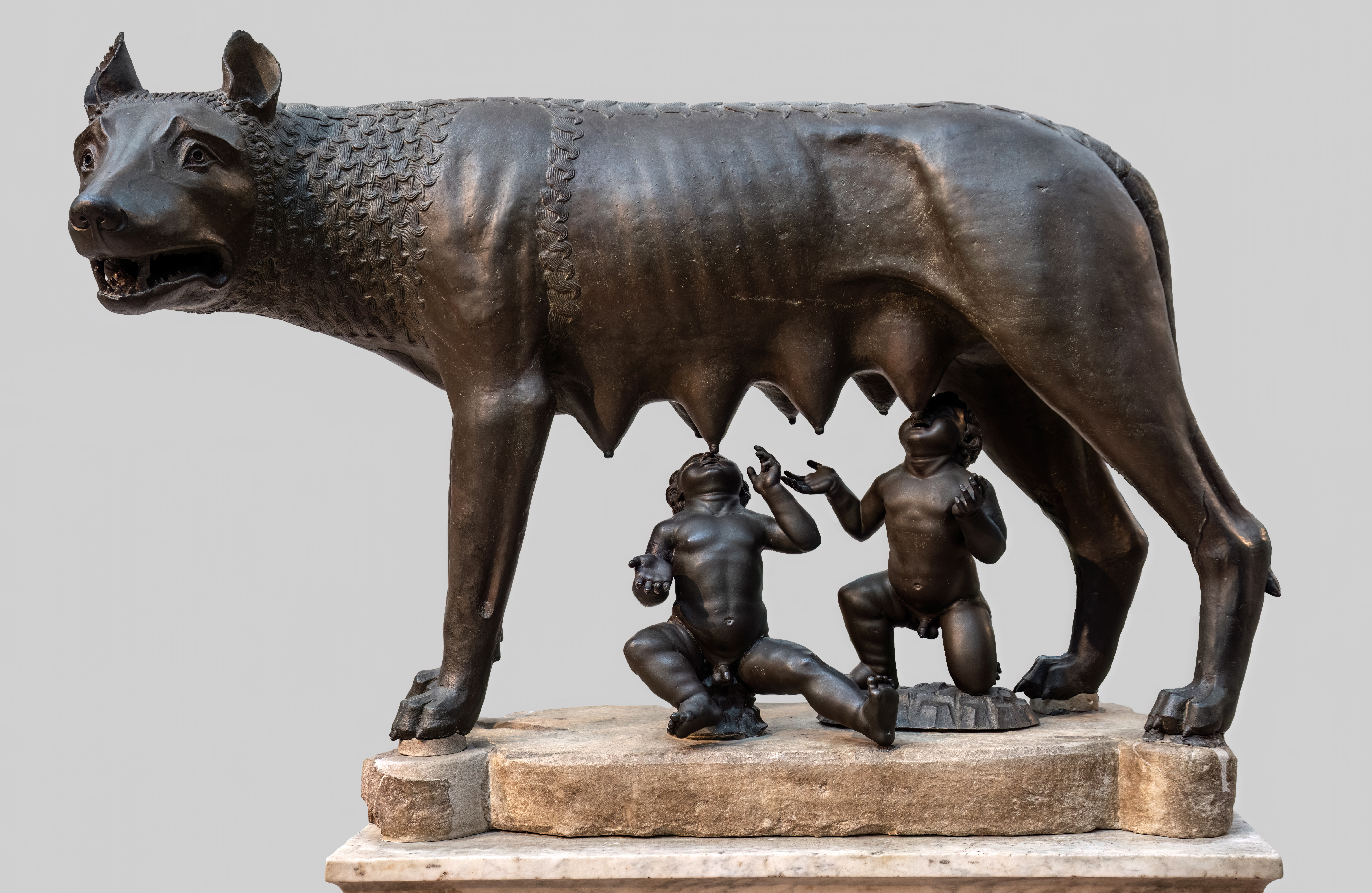
منحوتة الذئبة الكابيتولينية وهي ترضع رومولوس ورموس في متحف الكابيلوتين، روما.

كان للبشر نظرات مختلفة ومتنوعة للذئاب عبر العصور، ففي بعض أنحاء العالم كانت هذه الحيوانات تُحترم وتُبجل، بينما كانت تثير الخوف والنفور في أماكن أخرى. اعتبرت الذئاب حيوانات موقرة في الميثولوجيا الألطية الخاصة بالترك المغول، وكان الكهنة الأرواحيين لتلك الشعوب يعتقدون بأنهم يتحدرون مباشرةً من الذئاب، وتناولت الأساطير التركية عدد من القصص التي لعبت فيها الذئاب دوراً كبيراً، ومنها الأسطورة التي تقول بان ذئباً رماديّاً قاد الأتراك إلى موطنهم المسمى «إرغنكون»، حيث ازدهروا وغزوا كل الشعوب المجاورة لهم. كذلك، تنص الميثولوجيا الرومانية أن ذئبةً كانت السبب في بقاء مؤسسي روما، «رومولوس ورموس» على قيد الحياة، فقد كان عم الطفلين «آموليوس» قد أمر خادمه بقتلهما، إلا أن الأخير تردد وترك الصغيرين على ضفاف نهر التيبر، فحملهما النهر بعد أن فاض إلى ضفة أخرى حيث عثرت عليهما الذئبة، المعروفة باسم «لوپا - Lupa» باللاتينية، المقدسة عند إله الحرب «مارس»، وتبنتهما. تظهر الذئاب أيضاً في الميثولوجيا الفنلندية على أنها رمز للدمار والخراب، لدرجة أن اسم الذئب باللغة الفنلدية «سوسي - susi» يعني «شيئاً ليس له قيمة». وفي الميثولوجيا الإسكندنافية تظهر 3 ذئاب أساسية: «فنرير» العملاق الابن البكر «للوكي» و«أنكربودا»، الذي قُتل على يد ابن أودين «فيدار»، والذئبين «غيري وفريكي»، حيوانات كبير الألهة «أودين» المخلصة والتي قيل بأنها «فأل خير». كان قوم الآينو في اليابان يعتقدون بأنهم وُجدوا في العالم عن طريق اتحاد كائن شبيه بالذئب وإلاهة. ولعلّ أبرز الشعوب التي كانت تجل الذئاب هي الشعوب الأمريكية الأصلية، فقوم «التناينا» مثلاً كانوا يعدّون الذئاب إخوة لهم ويقولون لكل ذئب «الأخ»، وكذلك قوم «الباوني» المزارعين والصيادين حيث كانت «ولادة» و«موت» نجمة الذئب، أي الشعرى اليمانية، تمثل انعكاساً لذهاب وإياب الذئب على طول درب التبانة، المعروفة عندهم بدرب الذئب. كان العرب يشبهون الرجل القوي بالذئب لما يتحلى به من قوة، كما ووردت قصص كثيرة لأدباء عرب فيها ذكر للذئب مثل قصص ابن المقفع في كليلة ودمنة، كما وذُكر الذئب وصنف من قبل بعض العلماء مثل الجاحظ في كتاب الحيوان، وما زال البعض يُطلق على أولاده حتى اليوم اسم «ديب» و«ديبة».

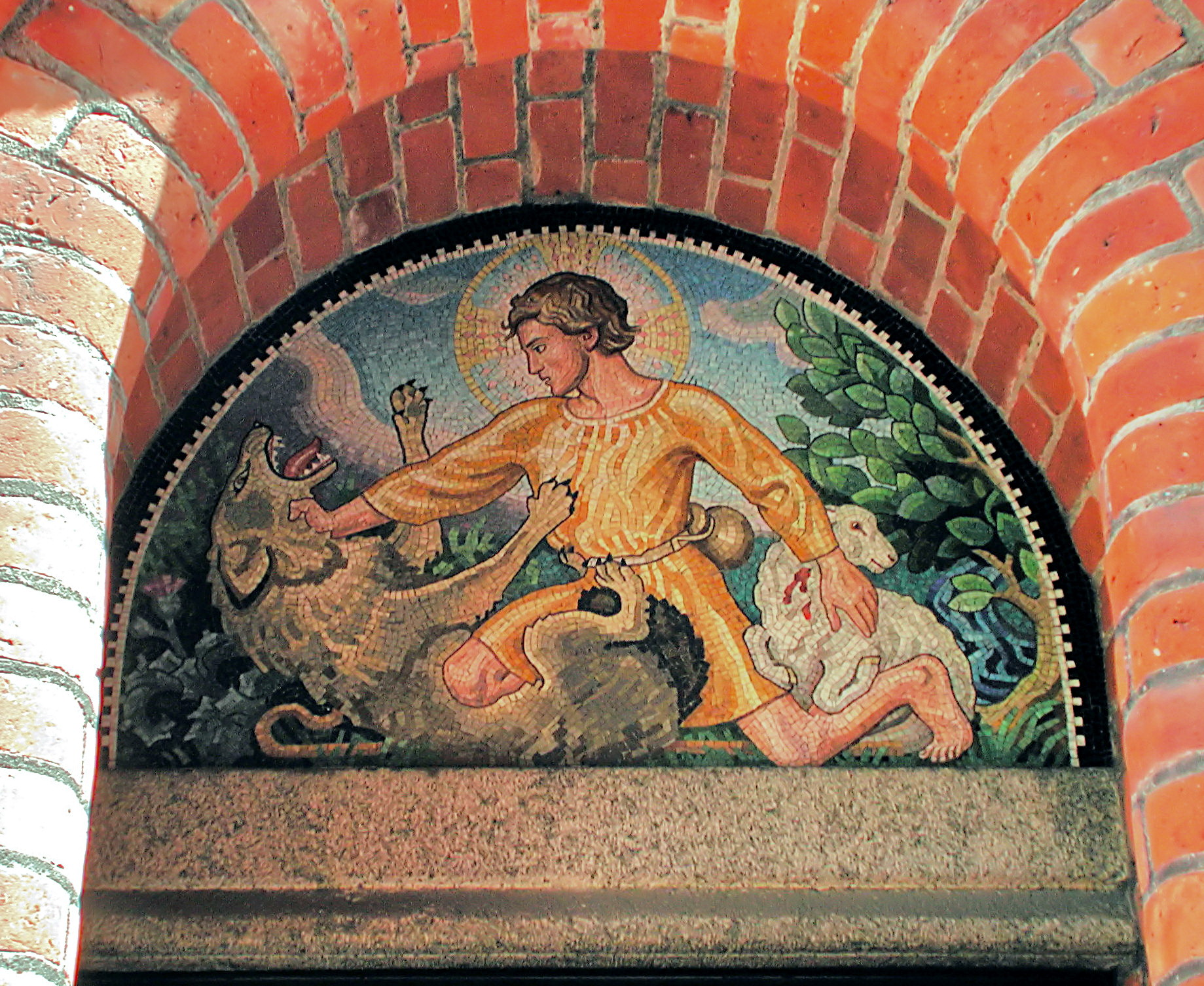
لوحة فسيفسائية على مدخل كنيسة في الدنمارك تُظهر الراعي الصالح وهو يُدافع عن الحمل.

يرمز الكتاب المقدس إلى الذئب 13 مرة، غالبًا على شكل استعارات تدل على الجشع والدمار، وينص العهد الجديد على أن يسوع استشهد بالذئاب ليرمز إلى الأخطار التي كان تابعوه سيواجهونها لو لم يتبعوه، حيث قال: "أَنَا هُوَ الرَّاعِي الصَّالِحُ، وَالرَّاعِي الصَّالِحُ يَبْذِلُ نَفْسَهُ عَنِ الْخِرَافِ. وَأَمَّا الَّذِي هُوَ أَجِيرٌ، وَلَيْسَ رَاعِيًا، الَّذِي لَيْسَتِ الْخِرَافُ لَهُ، فَيَرَى الذِّئْبَ مُقْبِلاً وَيَتْرُكُ الْخِرَافَ وَيَهْرُبُ، فَيَخْطَفُ الذِّئْبُ الْخِرَافَ وَيُبَدِّدُهَا". كذلك فقد ذُكر الذئب في القرآن الكريم 3 مرات في سورة يوسف، عندما قال والد النبي يوسف لأبنائه أنه خائف على ولده من أن يأكله الذئب إن ذهب معهم، فطمئنوه أن هذا لن يحصل، وعندما ذهبوا مع أخيهم ألقوه في الجب وعادوا قائلين لأبيهم أن الذئب أكله، حيث جاء: ﴿قَالُوا يَا أَبَانَا مَا لَكَ لَا تَأْمَنَّا عَلَى يُوسُفَ وَإِنَّا لَهُ لَنَاصِحُونَ ۝١١ أَرْسِلْهُ مَعَنَا غَدًا يَرْتَعْ وَيَلْعَبْ وَإِنَّا لَهُ لَحَافِظُونَ ۝١٢ قَالَ إِنِّي لَيَحْزُنُنِي أَنْ تَذْهَبُوا بِهِ وَأَخَافُ أَنْ يَأْكُلَهُ الذِّئْبُ وَأَنْتُمْ عَنْهُ غَافِلُونَ ۝١٣ قَالُوا لَئِنْ أَكَلَهُ الذِّئْبُ وَنَحْنُ عُصْبَةٌ إِنَّا إِذًا لَخَاسِرُونَ ۝١٤ فَلَمَّا ذَهَبُوا بِهِ وَأَجْمَعُوا أَنْ يَجْعَلُوهُ فِي غَيَابَةِ الْجُبِّ وَأَوْحَيْنَا إِلَيْهِ لَتُنَبِّئَنَّهُمْ بِأَمْرِهِمْ هَذَا وَهُمْ لَا يَشْعُرُونَ ۝١٥ وَجَاءُوا أَبَاهُمْ عِشَاءً يَبْكُونَ ۝١٦ قَالُوا يَا أَبَانَا إِنَّا ذَهَبْنَا نَسْتَبِقُ وَتَرَكْنَا يُوسُفَ عِنْدَ مَتَاعِنَا فَأَكَلَهُ الذِّئْبُ وَمَا أَنْتَ بِمُؤْمِنٍ لَنَا وَلَوْ كُنَّا صَادِقِينَ ۝١٧﴾ [يوسف:11–17].
ظهرت الذئاب كموضع خوف وكره في الفلكلور الأوروبي خلال عهد سيادة الكنيسة، على الرغم من أنها كانت تبرز في ذلك الحين أيضاً كرموز على شعارات وقمة العديد من العائلات النبيلة. تعطي معظم الشعوب أسماءً مذكرة لهذه الحيوانات على الأرجح، ومثال ذلك الاسم الإسكندنافي «أولف - Ulf»، الألباني «أوجكو - Ujku»، الألماني واليديشي «وولف/ڤوولف - Wolf/Volf»، الإنكليزي «وولف - Wolf»، العبري «زئيڤ - זאב מצוי»، المجري «فاركاس - Farkas»، الصربي «ڤوك - Vuk»، الأوكراني «ڤوڤك - Вовк»، الروماني «لوپول - Lupul»، الفرنسي «لوو - Loup»، والبلغاري «ڤالكو - Вълк». والذئاب بارزة أيضاً في الأمثال الشعبية، فالكثير من الأمثال الصينية تتناول الذئاب لتشير إلى شخص سيئ النية ذو هدف خبيث، فيُقال «قلبه كقلب الذئب» (بالصينية: 狼子野心) والتي تفيد ضمناً إلى استحالة إصلاح الأشخاص الأشرار بطبعهم، كذلك يُقصد بقول «قلبه كقلب الذئب ورئتاه كرئتيّ الكلب» (بالصينية: 狼心狗肺) الإشارة إلى شخص ناكر للجميل قام بالغدر بأشخاص كانوا قد ساعدوه سابقاً، وفي هذه الأمثال شبه بالمثل العربي السائد في بلاد الشام خصوصاً «اذكر الذيب وهيئ القضيب»، وفي هذا إشارة إلى حضور شخص غير مرغوب به يسبب إزعاجاً، يرغب المرء لو يتخلص منه. في اللغة الكازاخية 20 مثلاً شعبيّاً يتناول الذئاب، بينما في اللغة الروسية 253 مثلاً.

### الذئاب آكلة الإنسان

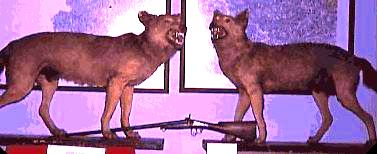
ذئبان من "قطيع بيريغور" الذي كان مسؤولاً عن مقتل 18 شخصاً وجرح العديد في مقاطعة بيريغور بفرنسا في فبراير من عام 1766.

عادةً ما تظهر الذئاب على أنها جبانة بحضور البشر، غير أن طريقة تفاعلها مع الناس غالباً ما تعتمد على تجاربها السابقة مع الأخيرة عوضاً عن غريزتها. عندما تحظى الذئاب بالمساحة الكافية من المسكن، وبعدد كاف من الطرائد، وعندما يقوم البشر بصيدها بين الحين والأخر، فإنها تميل إلى تفادي الاحتكاك معهم إلى درجة أنها تتخلى عن فريستها عندما تشعر بدنو إنسان منها. إلا أنه على الرغم من ذلك، تمّ توثيق العديد من الحالات التي هاجمت فيها الذئاب أشخاصاً أو تصرفت بعدائية تجاههم، كما عندما يقوم أناساً باستفزازها، أو عند اعتيادها عليهم، أو عند إصابتها بداء الكلب، خلطها بين البشر وكائنات أخرى، تعليمها الصيد للجراء، تهجنها مع الكلاب، وعند النقص الموسمي في مخزون الطرائد، أما الهجوم غير المستفز من قبل ذئاب غير مكلبة فيندر وقوعها. كانت أغلبية هجومات الذئاب على البشر تقع تاريخياً خلال الفترة الممتدة بين شهريّ يونيو ويوليو، وتستهدف الأطفال والنساء، وتقع هذه الهجومات في أماكن وخلال أزمنة متفاوتة، مما يدل على أن افتراس الإنسان ليس شائعاً عند الذئاب ولا يُمثل تصرفاً طبيعيّاً لها، بل هو عبارة عن سلوك يطوره ذئب منفرد أو قطيع معين ويعتاد عليه، ولا يزول إلا بقتل الحيوان. عند مقارنة الذئاب بغيرها من الثدييات التي يُعرف عنها قتل الإنسان، فإنه يتبين أن قيامها بهذا الفعل قليل، مما يدل أنه على الرغم من كونها حيوانات خطيرة، فإنها لا تزال المفترسات الأقل تهديداً واحتمالاً بأن تفترس البشر. كانت هجومات الذئاب ظاهرة منتشرة بشكل متقطع في أوروبا خلال العهود السابقة للقرن العشرين، فقد أظهرت الوثائق التاريخية أنه في الفترة الممتدة بين عاميّ 1580 و1830، قتل 3,069 شخصاً على يد الذئاب في فرنسا وحدها، وكان 1,857 شخص منهم قد قتلوا من قبل ذئاب غير مصابة بداء الكلب. ومن أبرز القصص عن الذئاب القاتلة، قص وحش جيفودان، على الرغم من أن الحيوان المتهم بضلوعه في هذه الأحداث لا يزال غير معروف إن كان ذئباً بالفعل أم كائناً أخر شبيه به. تفيد حاليّاً العديد من الوثائق بوقوع أحداث تضمنت افتراس الذئاب للإنسان في آسيا، ومن هذه الأحداث ما تفيد به ثلاثة ولايات هندية عن وقوع عدد من الهجومات، التي وثقها علماء أحياء مخضرمون، من قبل ذئاب غير مكلبة خلال العقود الأخيرة. ففي مدينة هزاريباغ بولاية بيهار على سبيل المثال، أصيب 100 طفل بجروح وقُتل 122 منهم في الفترة الممتدة بين عاميّ 1980 إلى 1986. وفي روسيا أيضاً تفيد الكثير من الوثائق بوقوع عدد من الهجومات، وبشكل خاص قبل الثورة البلشفية، وبعد الحرب العالمية الثانية؛ ففي الفترة الممتدة بين عاميّ 1840 و1861، وقع 273 هجوماً من قبل ذئاب غير مكلبة في مختلف أنحاء روسيا، أدت إلى وفاة 169 طفلاً و 7 أشخاص بالغين، وكذلك كان الحال في الفترة الممتدة بين عاميّ 1944 و1950، عندما قُتل 22 طفلاً ومراهقاً تتراوح أعمارهم بين 3 و 17 سنة، في كيان كيروف أوبلاست الاتحادي. أما في أمريكا الشمالية، فإن نسبة اعتداءات الذئاب على الإنسان تعدّ أقل من تلك الخاصة بأوروبا وآسيا. كان هناك حملة أعلامية منتشرة في الكثير من أنحاء الولايات المتحدة، تهدف إلى حشد التأييد لمسألة ترعاها الولاية، ألا وهي وضع جائزة على رأس كل ذئب، وقد أدت هذه الحملة إلى خلق حافز اقتصادي جعل الناس يُبالغون في وصف الأخطار التي قد يتعرضون لها من قبل تلك الحيوانات؛ وقد أدى هذا بالتالي إلى بروز ادعاءات كاذبة أو مبالغ فيها عن هجومات قامت بها ذئاب. إلا أنه ورد أيضاً بعض من التقارير التي تفيد بوقوع اعتداءات في أمريكا الشمالية، وذلك بسبب تعدي البشر بشكل مستمر على مسكن هذه الحيوانات. قام عالم الأحياء المتقاعد «مارك مكناي» بتجميع 80 وثيقة تفيد بوقوع لقاءات بين الناس والذئاب في ألاسكا وكندا، حيث قامت الذئاب بالاقتراب من البشر أو الهجوم عليهم، وتبين أن 39 حالة عدائية كانت قد وقعت من قبل ذئاب سليمة لا تشكو من أي علة صحية، وأن 29 حالة أخرى كانت عبارة عن اقتراب الذئاب من البشر دون أن تُظهر أي خوف ودون أن تتصرف بعدائية.

### افتراس الماشية والحيوانات المنزلية

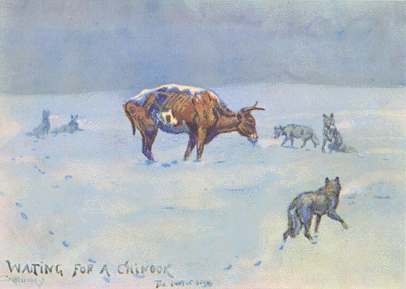
لوحة "بانتظار شينوك" Waiting for a Chinook، بريشة "تشارلز ماريون راسل"، وهي تُظهر ذئاباً تحاصر ثوراً وترهقه.

تميل حدة افتراس الذئاب للماشية أن تزيد في شهريّ سبتمبر وأكتوبر، أي في الفترة التي تبدأ فيها الإناث بتعليم جرائها الصيد. عادةً ما تُهاجم الذئاب الماشية وهي ترعى، كما لا يُعد اقتحامها للأراضي المسيجة والحظائر أمراً غير مألوف. تُعتبر الخراف أكثر ضحايا الذئاب شيوعاً في أوروبا، وفي الهند يحل الماعز بدلاً منها، وفي منغوليا الأحصنة، وفي أمريكا الشمالية البقر والدجاج الرومي المستأنس. غالباً ما تتجاهل الذئاب حجم أو سن الطريدة متوسطة الحجم كالخراف والماعز. يقول الرئيس الأمريكي السابق «ثيودور روزفلت» أن ذئاب السهول الجنوبية الصغيرة كات نادراً ما تُهاجم الأبقار أو الثيران مكتملة النمو، وكانت تفضل الحيوانات الصغيرة أو المريضة منها، وعلى العكس من هذا، كانت ذئاب جبال الروكي الشمالية الضخمة قادرة على الفتك بالثيران البالغة بمفردها. تشمل الجروح التي تلحقها الذئاب بالمواشي: كسوراً في الجمجمة، فصلاً للعمود الفقري، نزعاً للأحشاء، وتمزيقاً هائلاً في اللحم. تلجأ الذئاب أيضاً إلى قتل الخراف عن طريق عضها في حلقها تماماً كما تفعل القيوطات، ويُمكن تمييز طرائد القيوط عن طرائد الذئب، بأن الأخير يُمزق الأنسجة التحتية والخلفية بشكل أكبر. غالباً ما ترتكب الذئاب قتلاً فائضاً في المواقع التي يحبس فيها البشر مواشيهم، فقد قام أحد هذه الحيوانات، الذي أطلق عليه اسم «ذئب أكويلا» (بالإنجليزية: Aquila Wolf)، في أريزونا، بقتل 65 خروفاً خلال ليلة واحدة، و 40 رأساً أخر في ليلة أخرى. وفي بعض الأحيان ينجو البعض من المواشي من هكذا مذبحة، لكنها تكون قد تعرضت لتشويه بالغ، الأمر الذي يُسوّغ أحياناً اللجوء إلى القتل الرحيم. قد يظهر لدى المواشي التي تعرضت لمواجهة مع الذئاب بعض المشاكل السلوكية، فقد قيل أن بعضها كان يهرع خارقاً السياج الشائك بمجرد سماعه لعواء الذئاب، أو يرفض الخروج إلى المرعى، مما يتسبب بفقدانه للكثير من وزنه، كما أن هكذا مواش قد تصبح أكثر عدائية تجاه مربيها من البشر وكلاب الرعيان. يصعب توثيق قتل الذئاب لإحدى رؤوس الماشية في معظم الأحيان، إذ أنها تقتات على كامل الحيوان بحال كان حجمه يُماثل أو يقل عن حجم العجل. وفي بعض الحالات، لا تتأثر الماشية سلباً بمجرد هجوم الذئاب عليها؛ بل يكفيها الضغط النفسي الذي تتعرض له عند معرفتها بكونها مراقبة من قبل الذئاب حتى يحصل لها مكروه، حيث يجهض البعض منها، يكتسب الوزن بصعوبة، وتتراجع جودة لحمه. قام الإنسان بتطوير العديد من الأساليب الأقل فتكاً أو غير الفتّاكة على الإطلاق، خلال العقد الأخير، لحماية الماشية من الذئاب، ومن هذه الأساليب: استخدام الرصاص المطاطي وحيوانات الحراسة، كذلك فقد تبين أن التسجيل الصوتي لعواء الذئاب كان فعّالاً في إبعادها في حالة واحدة على الأقل.

يختلف مدى افتراس الذئاب للماشية باختلاف المنطقة الجغرافية التي تقطنها؛ فهو يتراوح من كونه ضئيلاً، إلى كونه مؤثراً كثيرًا على الاقتصاد المحلي. تُشكل خسارة الماشية لصالح الذئاب في أمريكا الشمالية نسبةً صغيرةً من إجمالي الخسائر، ففي الولايات المتحدة، يُلاحظ أن قتل الذئاب للمواشي ليس بجسامة نفوق الأخيرة لأسباب ناجمة عن تصرف الإنسان أو مفترسات أخرى. وعلى الرغم من أن افتراس الذئاب للماشية لا يُشكل مشكلة كبيرة بالنسبة لقطاع الزراعة وتربية الحيوانات في أمريكا الشمالية، فإنه يُعتبر أمراً كارثيّاً بالنسبة لبعض المربين الذين يرعون ماشيتهم في المناطق ذات الكثافة العالية من الذئاب. يتبين من الإحصاءات التي أجرتها ولاية مونتانا لمعرفة عدد ضحايا الذئاب من المواشي بدءاً من عام 1987، أن 1,200 خروفاً وبقرة قتلت منذ ذاك الحين حتى الآن، ولا يُعتبر هذا الرقم كبيراً على الإطلاق، إذ أن 8,300 رأساً من البقر و 13,000 رأساً من الخراف نفقت لأسباب طبيعية في منطقة يلوستون الكبرى، في الفترة الممتدة من ذات التاريخ حتى اليوم. يقول الخبراء في مركز الذئاب الدولي (بالإنجليزية: International Wolf Center)، الواقع في ولاية مينيسوتا: 
| ذئب رمادي                                                       | إذا أخذنا مسألة قتل المواشي بعين الاعتبار، نلاحظ أنه في عام 1986 كان عدد الذئاب يتراوح بين 1,300 و 1,400 ذئب، وكان يُقدّر وجود حوالي 232,000 رأس من البقر، و 16,000 رأس من الخراف في إقليم الذئاب بمينيسوتا. وخلال تلك السنة، قامت الأخيرة بقتل 26 بقرة، أي ما نسبته 0.01% من إجمالي الأبقار الموجودة، و 13 خروفاً، أي ما يُشكل قرابة 0.08% من مجموع الرؤوس. وكذلك كان الحال عام 1996، فكان هناك حوالي 68,000 كلب مستأنس يعيش ضمن نطاق منطقة الذئاب، وقُتل منها 10 كلاب فقط، أي ما نسبته 0.00015% من إجمالي الكلاب الموجودة. | ذئب رمادي |
| — نهب الذئاب، مركز الذئاب الدولي، تلقين العالم دروساً عن الذئاب. | |           |

يُضاف إلى ذلك ما لاحظه صانع الأفلام «جيم داتشر»، الذي قام بتربية قطيع أسير من الذئاب، حيث تبين له أن الأخيرة تكون مترددة للغاية في الاقتيات على نوع من اللحوم لم تراه من قبل أو ترى ذئباً أخر يقتات عليه، الأمر الذي يُفسر ندرة افتراسها للماشية، إلا بحال كانت يائسة وتُعاني من الجوع بشدة.

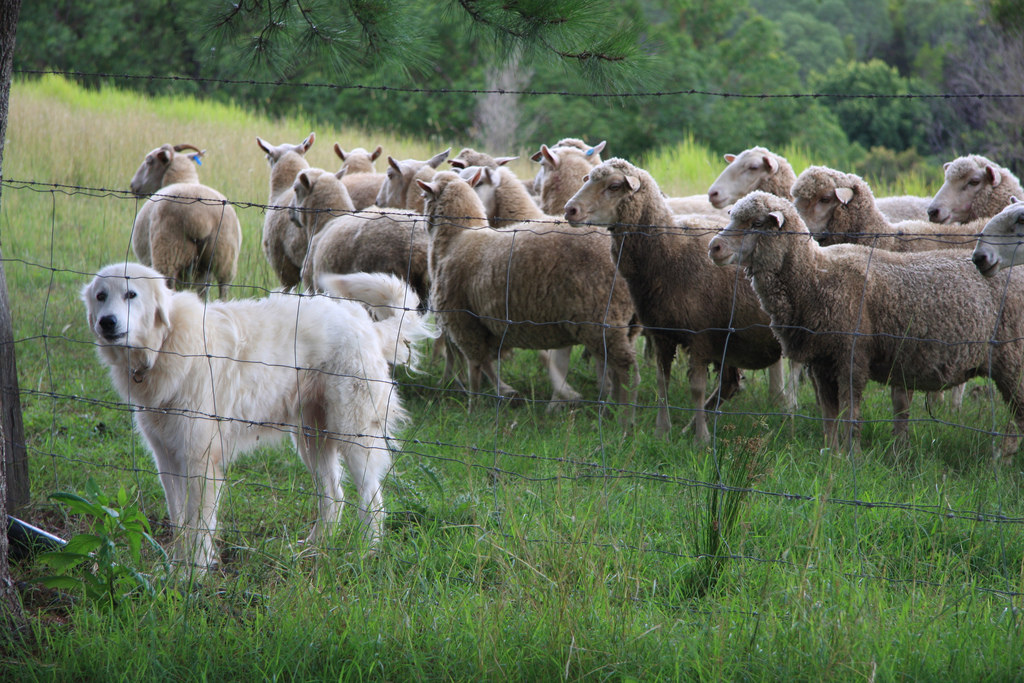
يستخدم الكثير من الرعاة كلاباً، مثل كلب مرمرة الراعي هذا، لحماية رؤوس ماشيتهم من الذئاب.

يختلف الواقع سابق الذكر بشكل كلّي في أوراسيا. ففي اليونان على سبيل المثال، بلغت حصيلة ضحايا الذئاب من المواشي في الفترة الممتدة بين أبريل من عام 1989 ويونيو من عام 1991، 21000 رأساً من الخراف الماعز، و 2729 من البقر. وفي سنة 1998 بلغت الحصيلة 5894 رأساً من الخراف والماعز و 880 رأساً من البقر وبضعة أحصنة. أظهرت دراسة حول نسبة المواشي التي تسقط ضحية للمفترسات في التبت، أن الذئاب هي أكثر الضواري اقتياتاً على الحيوانات المستأنسة، حيث أن 60% من الماشية يخسرها الرعاة لصالح قطعان الذئاب، يليها نمور الثلج بنسبة 38%، ثم الأوشاق الأوراسية بنسبة 2%. تبين أن الماعز يُشكل أكثر الطرائد المستأنسة المُفترسة شيوعاً، حيث كانت نسبة ما تقتله الذئاب منها تساوي 32%، يليها الخراف بنسبة 30%، القطاس بنسبة 15%، ثم الأحصنة بنسبة 13%، على الرغم من أن الأخيرة هي أكثر المواشي انتشاراً في التبت إلى جانب الماعز. أفادت بعض الوثائق من كازاخستان عام 1987، أن الذئاب فتكت بما يزيد عن 150,000 رأس من الماشية في ذلك العام، و 200,000 أخرى في العام التالي.
تعدّ الكلاب مصدراً رئيسيّاً لغذاء الذئاب في بعض المناطق، ففي كرواتيا مثلاً، تفيد التقارير أن الكلاب تُصاد وتُقتل بشكل أكثر من الخراف، وكذلك في روسيا، حيث يظهر أن الذئاب تحد من جمهرة الكلاب الوحشية على الدوام. وفي ولاية ويسكنسن بالولايات المتحدة، تدفع الحكومة تعويضاً أكبر لأصحاب الكلاب المقتولة مما تدفعه لأصحاب المواشي. تفيد بعض الوثائق أن أزواجاً من الذئاب تقوم بافتراس الكلاب عن طريق قيام أحدها باستدراج الكلب إلى الآجام الكثيفة حيث يكمن له الذئب الأخر، وفي بعض الحالات، أظهرت الذئاب عدم خوف غير معهود من البشر والمباني عند مهاجمتها للكلاب، الأمر الذي أدى في نهاية المطاف إلى ضربها ضرباً شديداً، أو قتلها. يستخدم الرعاة كلاباً خاصة لحماية مواشيهم من الذئاب في الحقول، على أن وظيفة الكلاب الأساسية تتمثل في إخافة الذئاب فقط وليس قتالها، ومن أبرز السلالات الضخمة التي يستخدمها الرعاة غالباً: كلاب الراعي الأناضولي وكلاب الأكباش وغيرها.

### صيد الذئاب

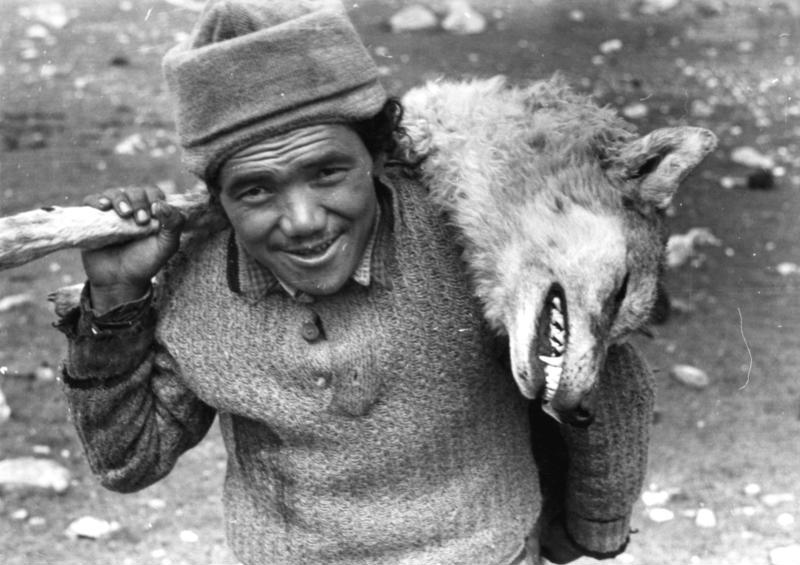
ذئب مُصاد في التبت عام 1938.

تُصاد الذئاب لعدد من الأسباب، منها الترفيه، للحصول على فرائها، لحماية الماشية، ولحماية البشر في بعض الحالات النادرة. كان صيد الذئاب في العصور السابقة يُعتبر عمليةً تتطلب حشد الكثير من المال والرجال لإتمامها، إذ أنه كان يتطلب نشر عدة أمتار من الشباك ووجود عربات مخصصة لتشد الأخيرة، بالإضافة لأكواخ كبيرة مخصصة لتخزين وتجفيف الفراء. كان الخطر الذي تمثله الذئاب على كل من الإنسان والماشية هو ما برر تجنيد قرى كاملةً للقضاء عليها تحت طائلة المسؤولية، على الرغم من الضرر الذي كان يسببه للاقتصاد المحلي. كانت بعض الشعوب، مثل قوم الأباتشي، تصطاد الذئاب كطقس من طقوس البلوغ عند الفتيان منهم. غالباً ما تُصاد الذئاب في الآجام الكثيفة، وتعدّها الغالبية العظمى من الصيادين من أصعب الطرائد منالاً، وذلك بسبب طبيعتها المراوغة وحواسها الحادة، ويُقال أن صيدها مماثل لصيد أسود الجبال في الصعوبة، وأنها أكثر حذراً منها في تقبل السم المتروك، أو الدخول في الأشراك المنصوبة. إلا أنه على الرغم من ذلك، فإن الذئاب لا تدافع عن نفسها بنفس فعالية الدببة أو أسود الجبال الملاحقة. تقوم بعض الذئاب بإظهار دهاء ومكر كبيرين، حيث تتفادى الأسر طيلة فترة طويلة من الزمن، فقد قام أحد الذئاب، المُسمى «الأصابع الثلاثة لمقاطعة هاردينغ» (بالإنكليزية: Three Toes of Harding County) بتفادي الأشخاص الذين لاحقوه في داكوتا الجنوبية طيلة 13 عاماً قبل أن يُقبض عليه ويُقتل في نهاية المطاف. وكان هناك ذئب أخر أيضاً عُرف باسم «الخرّاق الحفّار» (بالإنكليزية: Rags the digger)، يقطن بالقرب من بلدة ميكر بولاية كولورادو، والذي كان يخرب العلامات الموضوعة لتعليم مكان الأشراك عن عمد، حيث كان ينبش الشرك المنصوب دون أن يُطلقه. أما في الصيد الترفيهي، فتُقنص الذئاب في أواخر الخريف وبداية الشتاء عادةً، أي في الفترة التي يكون خلالها فرائها أكثر جودةً من ذي قبل، ولأن الثلج يجعل عملية تقفي أثارها أكثر سهولة. قام البعض بقتل الذئاب لغرض الحصول على لحمها في بعض الأحيان، والذي قيل بأنه قاس وشبيه في طعمه بطعم الدجاج.
على الرغم من أن صيد الذئاب مسألة مؤيدة في الكثير من الدول، إلا أنه يُثير جدالاً في دول أخرى، حيث يرى معارضوه أنه عمل شرير غير ضروري ومبني على مفاهيم خاطئة، بينما يرى مؤيدوه أنه ضروري للحفاظ على استقرار أعداد الطرائد الأخرى التي تجذب الصيادين، وأنه بمثابة تحكم بآفة من الممكن أن تؤذي البشر بحال ازدادت أعدادها عمّا هي عليه.

### إعادة الإدخال

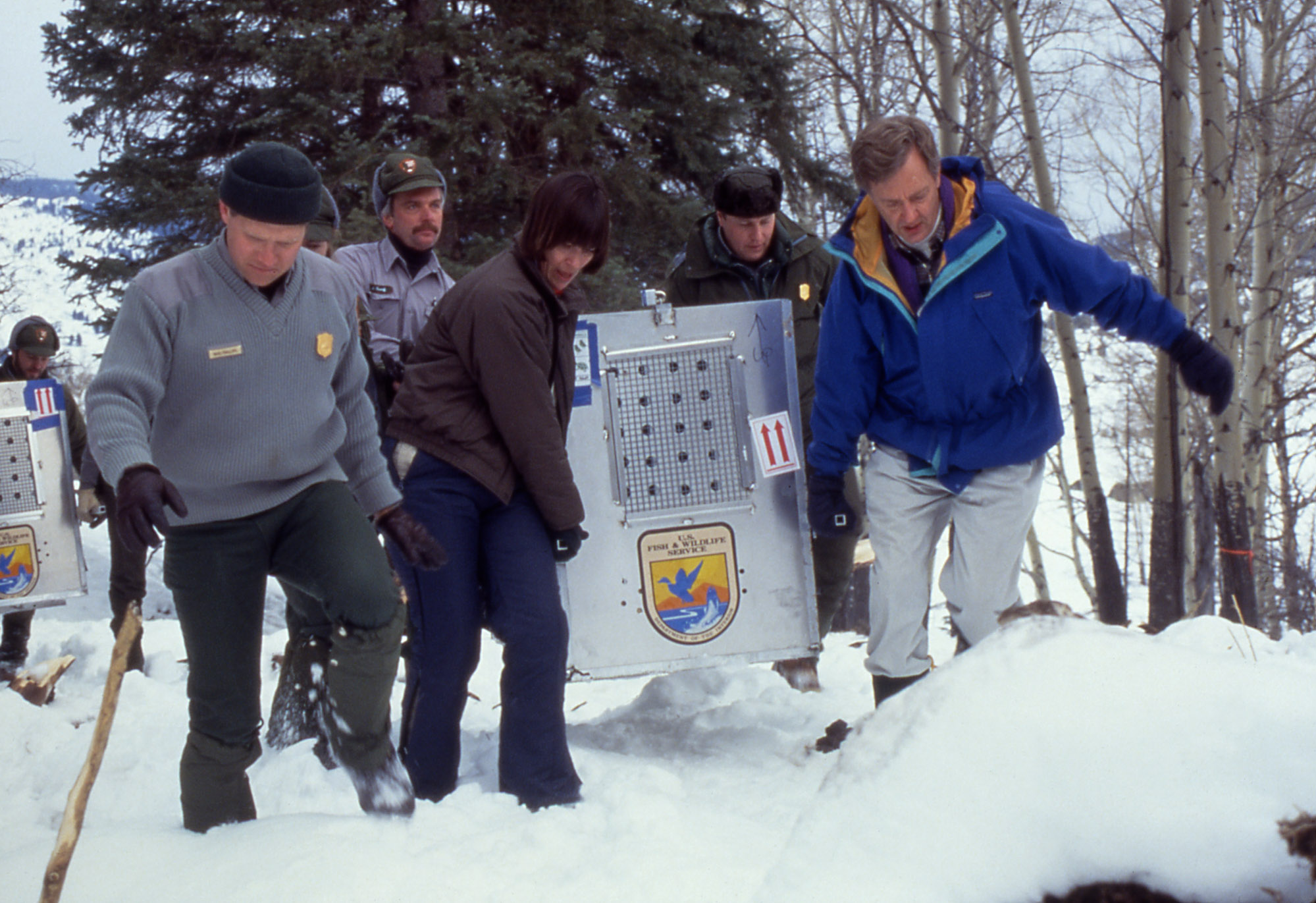
فريق من العلماء يحمل أقفاص الذئاب المُعادة إلى داخل حظيرة التأقلم في منتزه يلوستون الوطني، في يناير من عام 1995.

يُقصد بإعادة إدخال الذئاب، إعادة توطينها في منطقة كانت تتواجد فيها سابقاً. ولا يُقدم العلماء والباحثون على إعادة أي قطيع لموطنه السابق إلا بحال كان هذا المكان ما زال يحوي مساحات شاسعة من البرية غير الملموسة، ونسبةً معينة من الطرائد المختلفة الكافية لبقاء جمهرة من الذئاب. لا يزال الجدال قائماً في أمريكا الشمالية، وغالباً ما يأخذ طابعاً حاداً، حول مسألة إعادة إدخال الذئاب المخطط لها في بعض الأماكن، أو في تلك التي أعيد أدخالها إليها. ففي المناطق حيث تكللت عملية إعادة الإدخال بالنجاح، مثل منطقة يلوستون الكبرى وأيداهو، لا يزال المعارضون يقولون بافتراس الذئاب للمواشي وقيامها بالقتل الفائض، وتسبيبها لعدد من المشاكل الاقتصادية لهم، وكذلك يقول المعارضين ساكنين المناطق الأخرى المرتقب إطلاق الذئاب فيها. كانت عمليات الإدخال هذه ثمرة ما يزيد عن عقدين من الأبحاث والنقاش، وقد تمّ التعامل مع قضية قلق أصحاب المزارع المحلية من فقدان مواشيهم، عندما قامت منظمة «المدافعين عن الحياة البرية» (بالإنجليزية: Defenders of Wildlife) بتأسيس صندوق تعويضات لمنح أي مزارع متضرر مبلغاً كافياً يعوضه عن فقدانه لأحد حيواناته، مما نقل العبئ المالي من القطاع الزراعي والحيواني إلى مناصري الذئاب أنفسهم. في مارس من عام 1998، تم إطلاق حملة أخرى لإعادة إدخال الذئاب إلى «غابة أباتشي ستيغريفز» الوطنية في أريزونا، واليوم يبلغ تعداد الذئاب المكسيكية في تلك الولاية وفي نيو مكسيكو قرابة 50 ذئباً. تهدف هذه الحملة إلى إيجاد جمهرة مكتفية ذاتيّاً من الذئاب المكسيكية يصل تعداد أفرادها إلى 100 على الأقل.

### الذئاب كحيوانات منزلية وعاملة

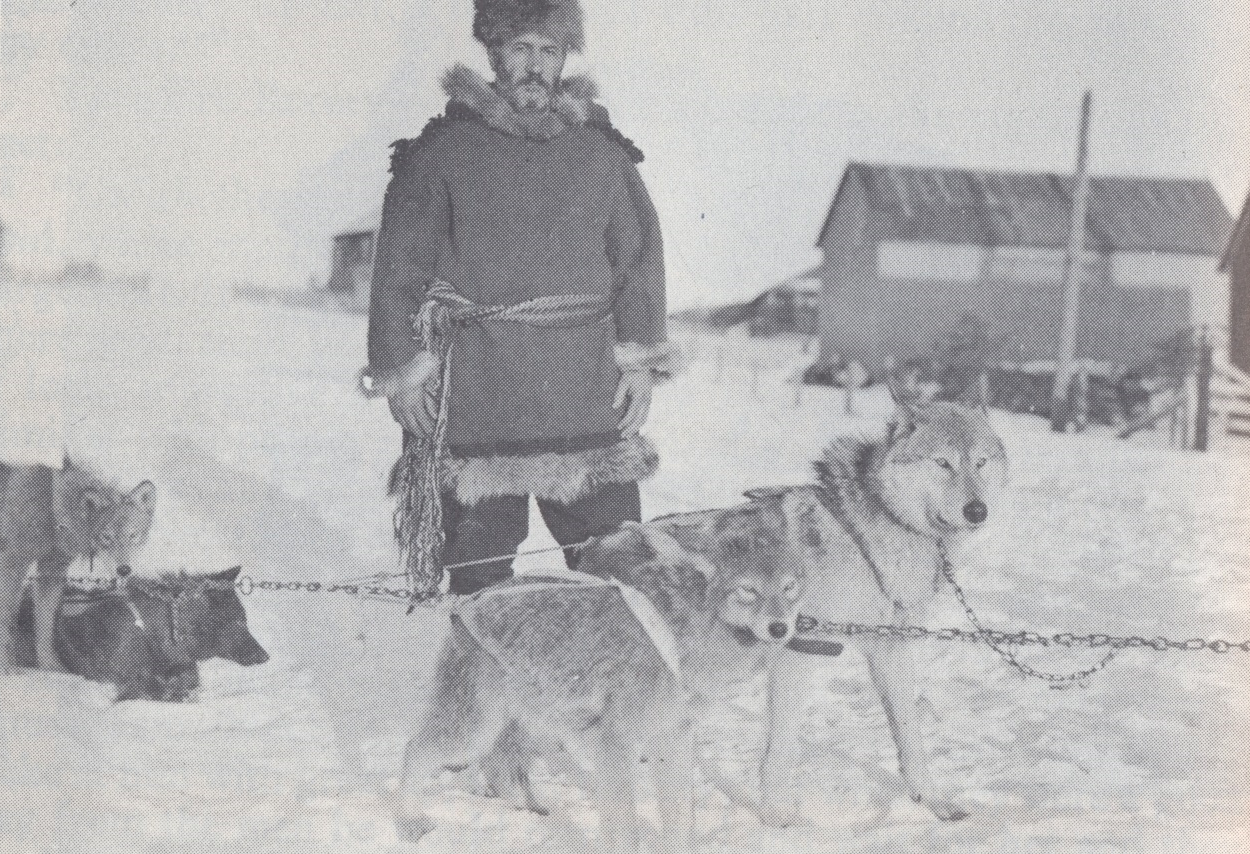
ذئاب رمادية وقيوطات تستعمل كحيوانات جر في شمال أونتاريو، سنة 1923.

تمّ الاحتفاظ بالذئاب كحيوانات منزلية أو عاملة في بعض الأحيان، إلا أن هذا الأمر لم يخل من الصعوبة، إذ أن الذئاب حيوانات تتطلب الاختلاط المبكر بشكل أكبر من الكلاب، ولا تفقد شيئاً من غريزة الافتراس لديها. على الرغم من أن الذئاب قابلة للتدريب والتعلم، إلا أن قابلية الاستطراق لديها تكون أقل من تلك الخاصة بالكلاب، إلا بحال تمّ توفير دافعاً مناسباً لها.

### في المناطق الحضرية
تتوغل الذئاب أحياناً في المناطق التي يكثر فيها الناس، حيث تمّ توثيق عدد من الحالات التي قامت فيها الذئاب بهذا الفعل في كل من أوروبا، الشرق الأوسط، آسيا، وفي بعض مدن أمريكا الشمالية حتى. تقطن الذئاب شوارع مدينة براشوف في رومانيا، بالإضافة لمكب نفاياتها وإحدى مراكزها التجارية، كذلك فقد قامت بعض الذئاب في إيطاليا بحفر أوجارها على بعد 40 كيلومتراً (25 ميلاً) من روما. وفي روسيا، كانت الذئاب تسرح في شوارع مدينة كيروف حتى نهاية الحرب العالمية الثانية، وما زال بالإمكان مشاهدتها بأعداد كبيرة في ضواحي موسكو. وفي أمريكا الشمالية، تفيد بعض التقارير أن الذئاب تأتي إلى بعض ضواحي المدن الكبرى في كل من مينيسوتا، مونتانا، وويسكنسن.

## وصلات خارجية
- دليل المصادر لمنطقة يلوستون الكبرى - ذئاب يلوستون.
- صور عالية الدقة لدماغ الذئب الرمادي.
- عودة الذئاب الرمادية إلى منتزه يلوستون الوطني.
- الخوف من الذئاب: نظرة شاملة حول هجومات الذئاب على الإنسان. نسخة محفوظة 27 سبتمبر 2007 على موقع واي باك مشين.
- موقع مركز الذئاب الدولي.
- موقع مصدر الذئب.
- فيديو موت أسطورة نسخة محفوظة 6 مارس 2009 على موقع واي باك مشين. و  نداء البرية نسخة محفوظة 20 أبريل 2009 على موقع واي باك مشين. تأليف بيل مايسون.